# Abbaye de Saint-Jean-aux-Bois
Pour les articles homonymes, voir Abbaye de Saint-Jean.
L’abbaye de Saint-Jean-aux-Bois est une ancienne abbaye située dans l'actuel département français de l'Oise, en forêt de Compiègne, sur le territoire de la commune de Saint-Jean-aux-Bois. Elle est fondée en 1152 par la reine Adélaïde de Savoie afin d'y établir une communauté de sœurs bénédictines vivant sous la règle de Cluny. La veuve du roi de France Louis VI achète à cet effet des terres et l'ancienne maison royale de Cuise que son époux et Philippe Ier avaient données au prieuré de Béthisy-Saint-Pierre. La construction du couvent commence sans doute peu après la fondation, mais le chantier de l'église se déroule au cours des années 1220 seulement.
En 1634, l'isolement du site au milieu de la forêt motive les moniales à échanger leur monastère avec les chanoines réguliers de saint Augustin contre l'abbaye de Royallieu à Compiègne. Les chanoines deviennent les victimes d'un pillage commis par un détachement de troupes du maréchal de Turenne en 1652, et ne parviennent jamais à se relever des dommages subis. Le prieuré est finalement supprimé le 25 juin 1761 en raison des difficultés économiques et du trop faible effectif. L'église abbatiale est transformée en église paroissiale à ce moment. Les autres bâtiments sont vendus à des particuliers, et des bâtiments conventuels proprement dits, ne subsiste que la salle capitulaire. Reste également la porte fortifiée, une partie de l'enceinte, le porche de la ferme de l'abbaye et quelques autres vestiges. Presque rien n'est connu de la vie de l'abbaye, dont les archives ont été détruites à la Révolution.
Le souvenir des deux communautés religieuses qui y ont vécu est maintenu vivant grâce à l'église abbatiale, qui est un monument de style gothique primitif de grand intérêt, austère et élégant à la fois, et conservé en parfait état. Elle a été classée monument historique assez tôt par liste de 1862. La salle capitulaire, qui se visite par ailleurs, et la porte fortifiée ont à leur tour été classées par liste en 1889.

## Localisation

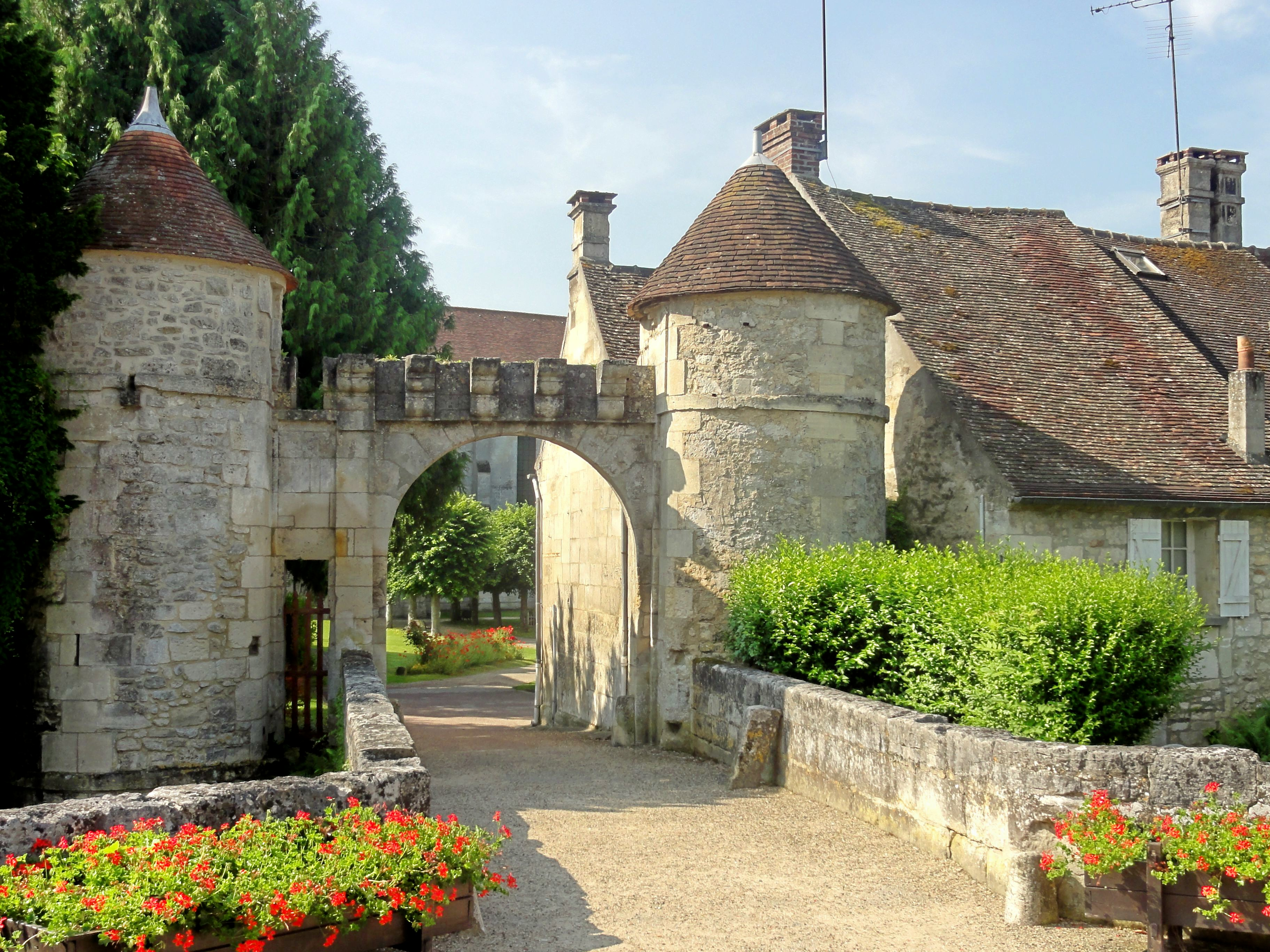
Entrée de l'abbaye, rue des Plaideurs.

L'abbaye de Saint-Jean-aux-Bois est située en France, en région Hauts-de-France et dans le département de l'Oise, au milieu de la forêt de Compiègne, au centre de la commune de Saint-Jean-aux-Bois.
L'ancien enclos de l'abbaye est toujours matérialisé par les vestiges de l'enceinte et la porte fortifiée au nord, rue des Plaideurs, et par différents murs. La rue du Couvent traverse l'ancien enclos du nord au sud en passant devant la façade occidentale de l'église. Son accès principal se trouve au sud, à côté de la porte de la salle capitulaire. Deux principales ailes formaient l'abbaye, l'une partant du croisillon sud et l'autre de la façade occidentale, délimitant ainsi le cloître de deux côtés.
Le terrain est aujourd'hui en grande partie propriété municipale et aménagé comme jardin public au nord de l'église, où se trouve la mairie, et au sud-ouest, où une aire de loisirs et de détente vient d'être créée. Le cimetière communal se situe devant le chevet de l'église et permet d'apercevoir son chevet. Quelques propriétés privées sont également disséminées dans le vaste enclos, et le porche de l'ancienne ferme de l'abbaye, à l'ouest, en fait partie. La rue des Abbesses avec son enfilade de maisonnettes historiques était autrefois destinée à loger le personnel laïque de l'abbaye. S'il est difficile aujourd'hui d'imaginer l'ensemble de l'abbaye du temps de sa splendeur, ce qui en reste est très bien mis en valeur et profite d'un cadre paysager agréable.

## Histoire

### Les origines

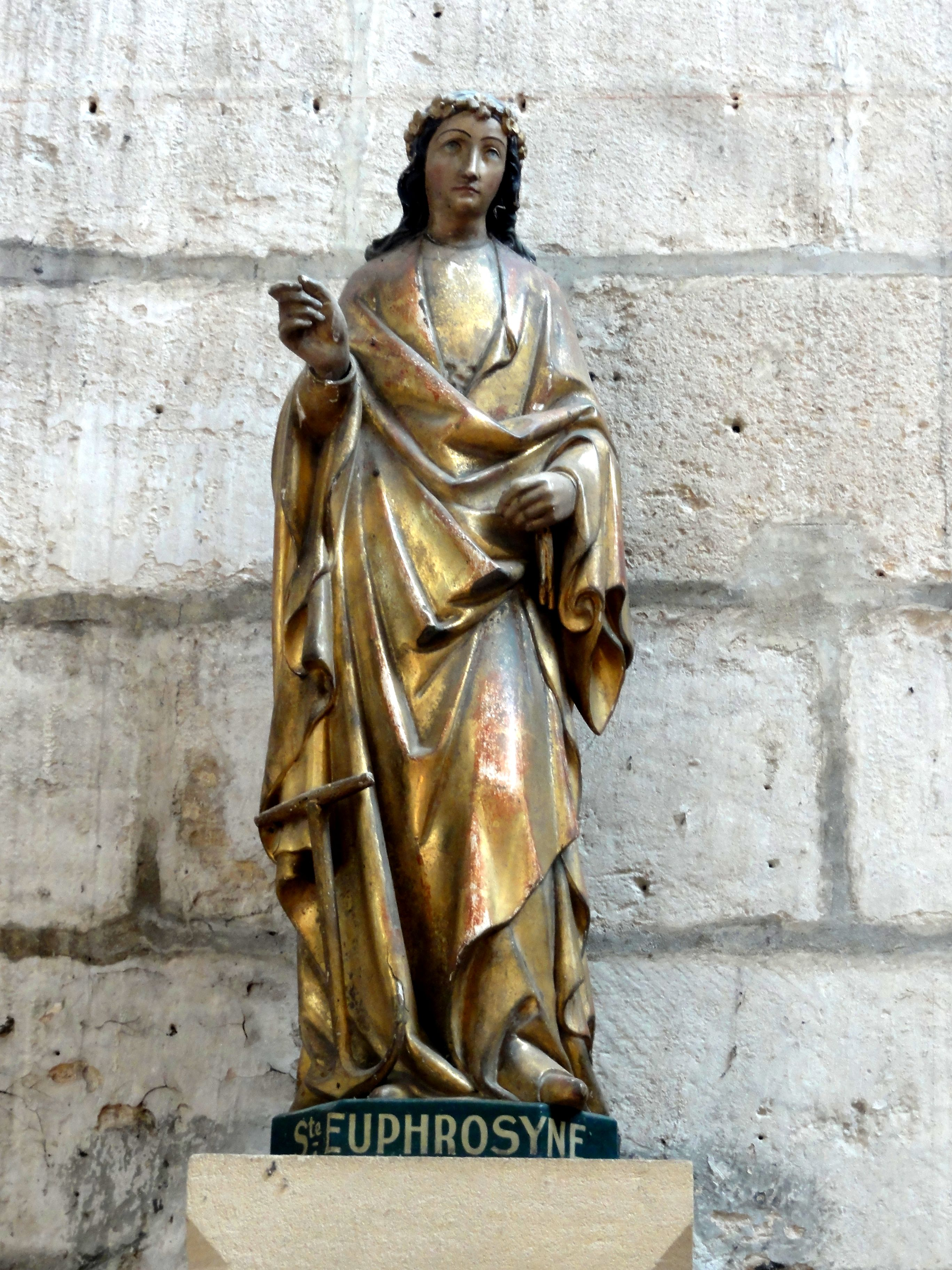
Statue de sainte Euphrosyne.

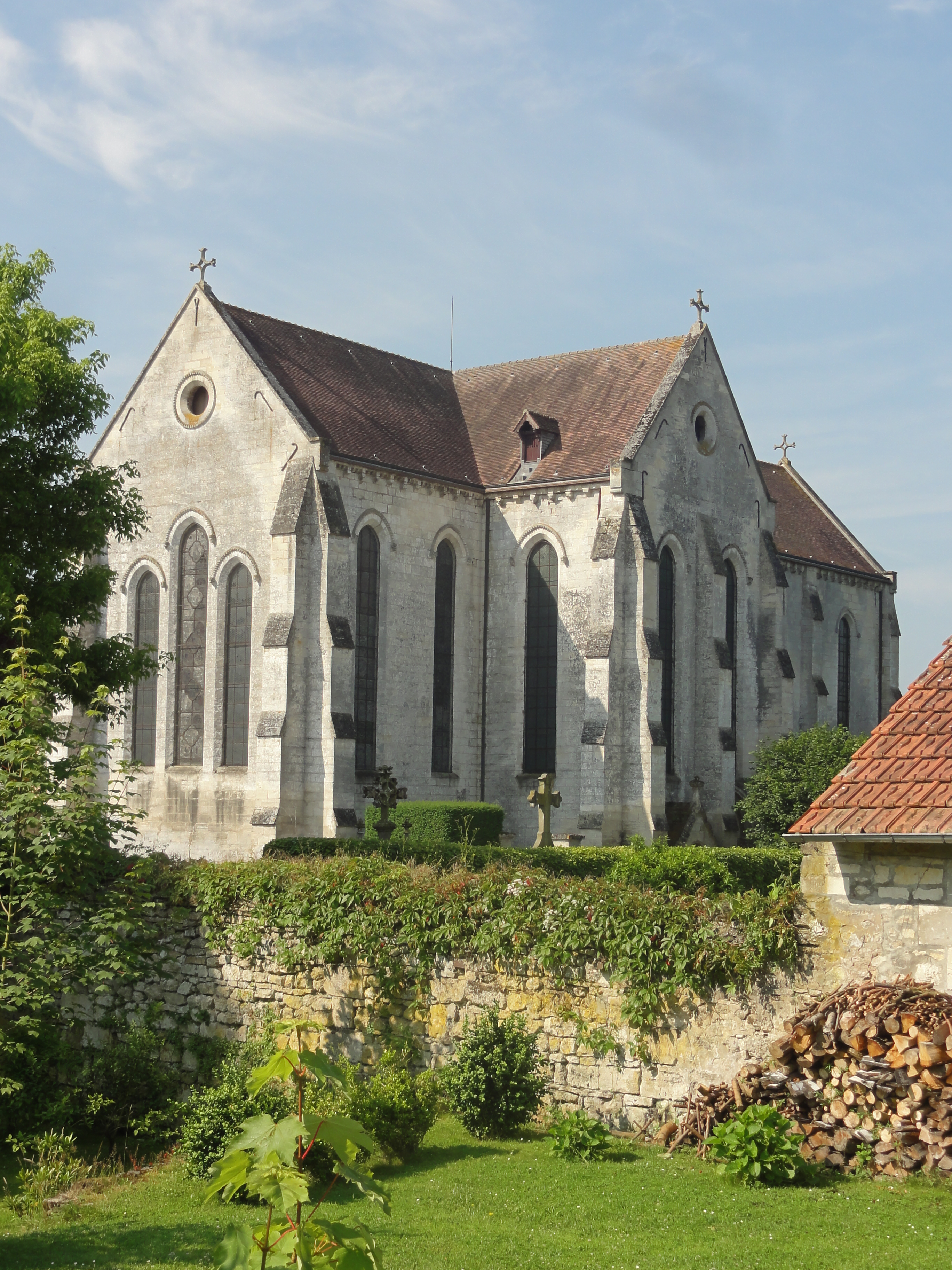
Église, vue depuis le nord-est.

En 1060, le jeune roi Philippe Ier assiste à la dédicace de la nouvelle église du prieuré Saint-Adrien de Béthisy-Saint-Pierre, qui dépend de l'abbaye augustine Saint-Quentin de Beauvais. Philippe décide de doter le prieuré de la maison royale de Cuise, qui se trouvait dans l'actuel village de Saint-Jean-aux-Bois. C'est actuellement l'une des plus anciennes propriétés royales de la région et le premier lieu défriché de la forêt de Compiègne. Pour le chanoine Jean Coulaud, ancien curé de Saint-Jean-aux-Bois, cette donation donne lieu à la fondation d'un prieuré à Saint-Jean-aux-Bois. D'après Louis Graves toutefois, la maison tombe déjà en ruine et n'est plus qu'une métairie. En 1137 en tout cas, le roi Louis-le-Gros donne également des terres et une maison qu'il possède à Saint-Jean-aux-Bois aux chanoines du prieuré Saint-Adrien. Voulant fonder une abbaye à Saint-Jean-aux-Bois afin d'y installer la communauté de sœurs bénédictines vivant sous la règle Cluny dans le petit prieuré de Sainte-Perrine (commune de Saint-Jean-aux-Bois), la reine Adélaïde de Savoie acquiert toutes les possessions du prieuré augustin en 1152. Elle les donne à l'abbaye qu'elle fonde sans doute dans la même année. La construction des bâtiments conventuels commence peu de temps après, car la salle capitulaire peut être datée des années 1160 / 1170. Pour des raisons que l'on ignore, la construction de l'église abbatiale n'est entreprise que pendant les années 1220, mais elle est apparemment mise à bien sous un bref délai,,. L'abbaye ne possède initialement pas de reliques, mais peu après la fondation, un convoi transportant la châsse de reliques de sainte Euphrosyne d'Alexandrie vers la ville de Reims passe à proximité, et les religieuses offrent l'hospitalité pour la nuit. Elles ne peuvent alors pas résister à la tentation de dérober une partie des reliques.

### La vie de l'abbaye bénédictine (1152-1634)
Rosceline est abbesse de 1152 à 1190. Les deux premières bulles qui lui sont adressées par le pape Alexandre III la qualifient d' « abbesse de Saint-Jean-Baptiste dans la forêt de Cuise » et d' « abbesse de Saint-Jean-Baptiste de la maison royale de Cuise ». L'abbaye vit avec de modestes moyens, ce qui peut aussi expliquer la construction tardive de l'église. Les chartes anciennes emploient souvent les termes « femmes très pauvres » ou « la pauvre maison de Saint-Jean-de-Cuise ». Louis VII visite l'abbaye en 1155 et pris de compassion en vue de son « extrême pauvreté », lui accorde la dîme du pain et du vin de la table du roi Compiègne, Béthisy-Saint-Pierre et Verberie pour les périodes que la cour royale séjourne dans ces villes ou dans un autre lieu de la forêt de Compiègne. Grâce à une charte de Philippe Auguste signée en 1187, l'abbaye obtient le même don relatif au château de Choisy. Sous l'abbatiat de la seconde abbesse Pétronille, le même roi accorde aussi la dîme temporaire de Pierrefonds en 1194. Ces revenus sont conservés par l'abbaye sous cette même forme jusqu'en 1650. Si l'abbaye ne s'enrichit pas considérablement, elle est tout au moins protégée par les évêques de Soissons et de Noyon. Depuis 1177, l'abbaye bénéficie aussi des droits d'usage, pâturage et passage dans la forêt de Compiègne. De nombreuses femmes se présentent pour demander leur admission, si bien que le nombre de moniales doit être limité à quarante en 1175. La popularité de l'abbaye et de son abbesse Rosceline est en grande partie due aux reliques de sainte Euphrosine, qui attirent environ trois mille pèlerins chaque année. L'évêque de Soissons accorde des indulgences à tous ceux qui viennent à l'église le second dimanche suivant Pâques. Le pèlerinage est important pour l'économie de l'abbaye car les visiteurs apportent de nombreuses offrandes.
En 1173, les seigneurs de Pierrefonds Conon de Nesle et sa femme Agathe font un don considérable à l'abbaye de Saint-Jean-aux-Bois, lui accordant des droits annuels sur le moulin et la foire de Pierrefonds.
Pétronille, qui est abbesse de 1190 jusqu'en 1223, rétablit l'ancien prieuré de Sainte-Perrine qui avait hébergé la communauté avant 1152. Ce lieu est destiné plus particulièrement à accueillir les candidates refusées à Saint-Jean. La chapelle Sainte-Perrine, qui subsiste toujours, semble contemporaine de l'église abbatiale. Une quarantaine d'années après l'achèvement de l'abbatiale, en 1273, la cinquième abbesse Odette d'Offémont fait construire le beffroi du clocher (dont il ne reste plus trace). Quatre rois émettent des chartes en faveur de l'abbaye de Saint-Jean-aux-Bois : saint Louis en 1260 quand il séjourne à Crépy-en-Valois ; Philippe le Bel en 1285 depuis son château de Choisy, faisant payer des frais de réparation par le fisc ; Louis le Hutin en 1315 ; et Philippe de Valois en 1334 depuis l'abbaye d'Ourscamp. Tous ces rois font également des visites à l'abbaye, généralement pendant la saison des chasses. Un important bienfaiteur de l'abbaye est Jean II de Melun, comte de Tancarville, par son testament de 1382. Deux maisons à Compiègne sont données à l'abbaye, l'une rue du Pont et l'autre près de l'hôtel de ville, mais elles sont démolies en 1430. Ensuite, l'abbaye souffre du délaissement des châteaux royaux de la région en faveur des châteaux de la Loire, notamment à partir du règne de François Ier. La fin des visites royales entraîne en effet l'absence de nouveaux dons, et les droits d'usage, de pâturage et de passage dans la forêt de Cuise subissent des restrictions que l'abbaye conteste le plus souvent sans succès, mais qui sont apparemment motivées par des abus de sa part. À partir de 1546, des querelles incessantes avec l'administration des Eaux et Forêts marquent le quotidien de l'abbaye, mais se calment temporairement quand Henri III en 1584 et Louis XIII en 1612 confirment les privilèges de l'abbaye. En 1614, l'abbesse Diane de Clausse et son frère Hubert sont parrains de la petite-fille du grand-maître des Eaux-et-Forêts, M. de Fleury, ce qui peut être interprété comme signe d'apaisement.

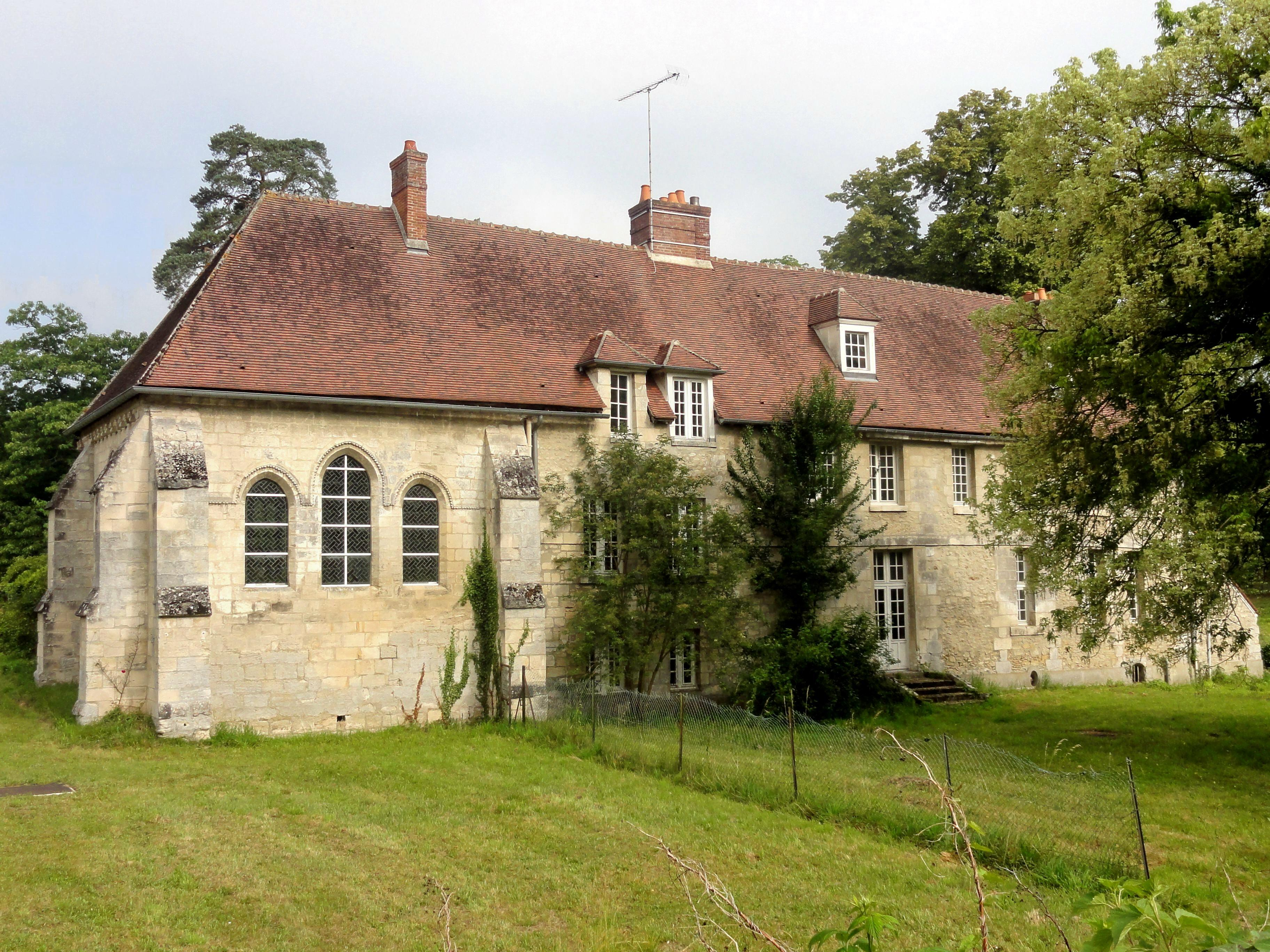
Ancien prieuré Sainte-Perrine.

Les abbesses sont souvent issues de vieilles familles picardes, telles que Marie de Marle en 1425, Marie de Billy en 1449 et Renée de Mailly en 1551. Trente-cinq abbesses se succèdent jusqu'à Gabrielle de L'Aubespine, fille de Guillaume de L'Aubespine, qui est installée en 1629. Quatre années auparavant, les religieuses de Sainte-Perrine ont déjà abandonnée leur retraite au milieu de la forêt pour s'installer à Compiègne. Les moniales de Saint-Jean déposent une requête auprès de l'évêque de Soissons, exposant leur souhait de quitter également leur domicile dans la forêt de Cuise. Le motif est un sentiment d'insécurité du fait de l'éloignement des villes, de sorte que personne ne peut venir au secours des sœurs en cas de besoin. L'on ignore si des événements particuliers justifient ce sentiment. En septembre 1631, l'évêque donne son accord sous réserve du consentement du roi et du gouvernement de Compiègne. Ce dernier donne son aval seulement trois jours plus tard, et dès lors, l'abbesse peut s'adresser directement au roi Louis XIII. Le souverain donne l'approbation du projet de déménagement en mars 1634. Les moniales avaient demandé qu'on leur construise un nouveau monastère à Compiègne, mais la solution trouvée est beaucoup plus simple. Le prieur commendataire du prieuré de Royallieu près de Compiègne, René Le Clerc, évêque de Glandèves, propose un échange des domiciles avec les moines Augustins de Royallieu. Il signe un contrat devant notaire à Paris en date du 18 août 1634, et Gabrielle de L'Aubespine signe ce même acte devant notaire à Compiègne le 25 août 1634. Les actes notariés se sont malheureusement perdus, mais il semble que l'échange ne porte que sur les monastères et les terres qui les entourent immédiatement, chaque partie conservant ses autres possessions et revenus. Les reliques de sainte Euphrosine partent quant à elles à Royallieu, car étant considérées comme propriété de la communauté. Les moniales installées à Royallieu sont désignées désormais comme « les religieuses de Saint-Jean-aux-Bois transférées à Royallieu ».

### La vie du prieuré augustin (1634-1761)

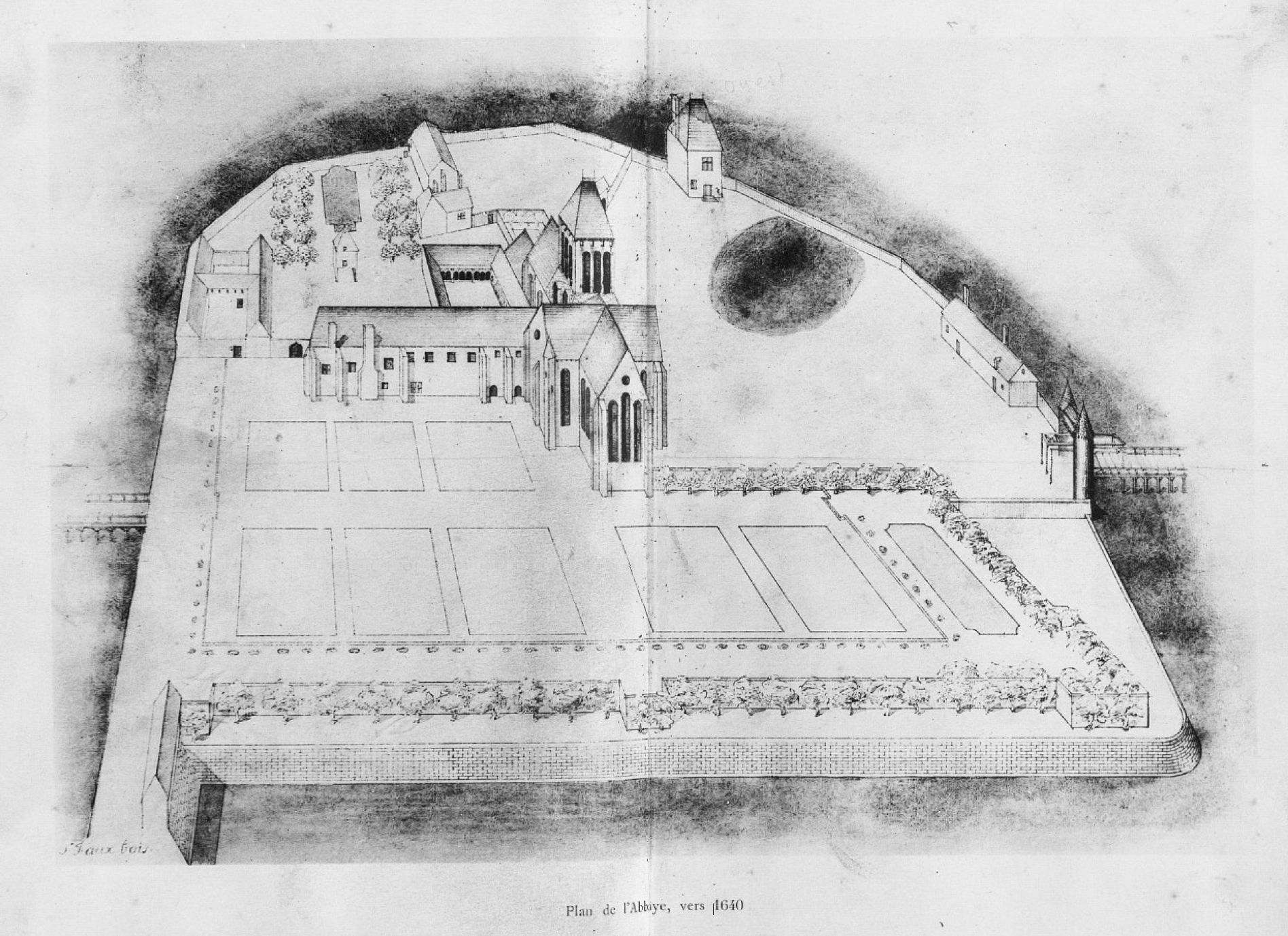
Vue cavalière vers 1640.

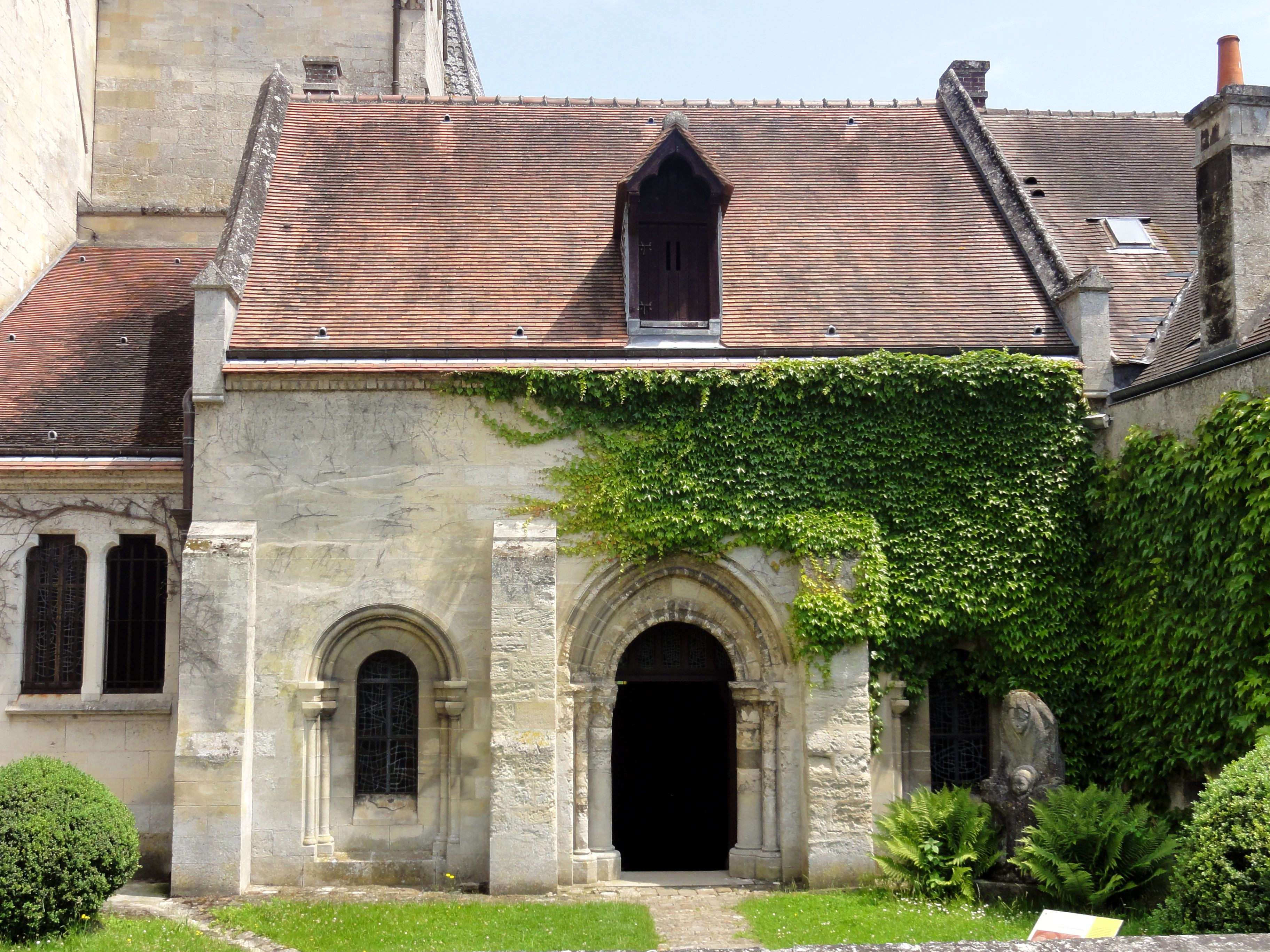
Salle capitulaire.

Bien que connue aujourd'hui comme abbaye de Royallieu, ce monastère sur l'actuelle commune de Compiègne n'est qu'un prieuré de sa fondation en 1303 par Philippe le Bel jusqu'au départ des chanoines réguliers de Saint-Augustin pour Saint-Jean-aux-Bois en 1634. Par conséquent, dès l'arrivée des religieux dans la forêt de Cuise en cette année, Saint-Jean-au-Bois devient un prieuré. Il appartient à l'ordre du Val des Écoliers, et l'on en parle comme du « prieuré de Royallieu transféré à l'abbaye de Saint-Jean-aux-Bois ». René le Clerc est par ailleurs le premier prieur commendataire de Royallieu, succédant au dernier prieur régulier René le Caron, mort subitement en 1626. Sa disparition mène un frein à l'instauration de la réforme génovéfaine, que le cardinal de La Rochefoucauld avait jugée urgente dès 1624. Rien ne bouge sous René Le Clerc, et la réforme n'est menée à bien que sous son successeur et neveu Louis le Clerc, installé en 1644. Une fois l'adhésion à la Congrégation de France accomplie, un noviciat ou séminaire est ouvert à Saint-Jean-aux-Bois. En juillet ou août 1652, le prieuré est pillé et partiellement détruit par un détachement de l'armée du maréchal de Turenne, et les archives sont brûlées. L'événement n'est relaté que par l'abbé Carlier, et il est difficile d'évaluer l'ampleur exacte des dégâts. Quoi qu'il en soit, un certain nombre de chanoines continue de vivre à Saint-Jean-aux-Bois après ce pillage, mais les conditions économiques demeurent problématiques. Afin de sauver le prieuré de sa ruine, en 1706, les moniales de Royallieu demandent au roi de réunir les manses abbatiales des deux établissements. Ainsi les chanoines peuvent profiter en partie des revenus des bénédictines. Le roi signifie rapidement son accord, et la réunion est chose faite par décret de l'official de Soissons du 9 mars 1712.
D'après Édouard Dangu, les origines du village remontent à la même époque : jusque-là, Saint-Jean-aux-Bois ne désigne que le monastère, ce qui permet plus facilement à comprendre les préoccupations des moniales pour leur sécurité. Le plan cavalier de 1640, qui est en même temps le premier plan connu du lieu, serait donc exhaustif : il n'y aurait pas d'autres maisons que celles qui ont été dessinées. Un second plan date de 1762 et fait apparaître une vingtaine de petites maisons en enfilade dans la première cour, sur le bord du fossé, à l'emplacement de l'ancienne porterie et de l'ancien logis du roi. D'autres maisons existent à gauche de la porterie et près de la ferme. Le seul bâtiment en dehors de l'enceinte de l'abbaye est le moulin. Toutes les maisons appartiennent au prieuré et sont louées, avec une parcelle de terre, à des particuliers. C'est pour le prieuré un moyen de générer des recettes, et les génovéfains ne vivent de toute façon pas cloîtrés. Les premiers baux retrouvés datent de 1720. En 1760, un assassinat au sein du prieuré même met la petite communauté en émoi, mais ce ne semble pas être le motif de sa dissolution, comme il est parfois prétendu. En effet, les chanoines réguliers ne sont plus qu'au nombre de trois plus un prieur, et depuis une date inconnue, la communauté n'est même plus un prieuré en titre, et elle est devenue une dépendance de l'abbaye Saint-Léger de Soissons. Le prieur Leclerc de Soissons demande une enquête préalable à la suppression en date du 25 juin 1761, et le roi Louis XV donne sa confirmation au mois d'août de la même année. L'enquête est confiée au vicaire général Gosset, et les procès-verbaux sont enregistrés par Desjardins, notaire à Pierrefonds. Les habitants de Saint-Jean-aux-Bois et des hameaux ne s'opposent pas à la suppression, à la condition de conserver un curé et un vicaire pour que deux messes dominicales soit célébrées, l'une dans l'abbatiale et l'autre à Sainte-Perrine. En 1766, les processus administratifs arrivent à leur terme et le prieuré est déclaré comme éteint, la manse abbatiale étant réunie à celle de Saint-Léger de Soissons.
Si l'année 1761 est généralement retenue comme marquant la fin de l'abbaye de Saint-Jean-aux-Bois, la date exacte du départ des chanoines est inconnue. D'autre part, les rapports entre les habitants du village et les chanoines génovéfains ne cessent pas, car un titre de prieur régulier est créé pour le curé de Saint-Jean-aux-Bois, qui est à la nomination de l'abbaye Saint-Léger. Le premier curé de Saint-Jean-aux-Bois est le frère Marie-Louis Pélart. Un vicaire n'est pas accordé aux habitants, mais le curé doit lire deux messes chaque dimanche pour éviter aux habitants de Sainte-Perrine et La Bréviaire de se rendre au chef-lieu. Les maisons, cours, jardins, prés, terres, clos, moulin contigus à l'ancien monastère deviennent la dotation du nouveau prieuré-cure. Pour maintenir une tradition ancienne, le prieur-curé détient seule la justice seigneuriale le jour de la Sainte-Euphrosine, bien que la seigneurie ait toujours appartenu à part entière au domaine royal. Concrètement, il se contente de mander les officiers de justice et la maréchaussée pour ce jour particulier.

### Le destin de l'abbaye après sa désaffection

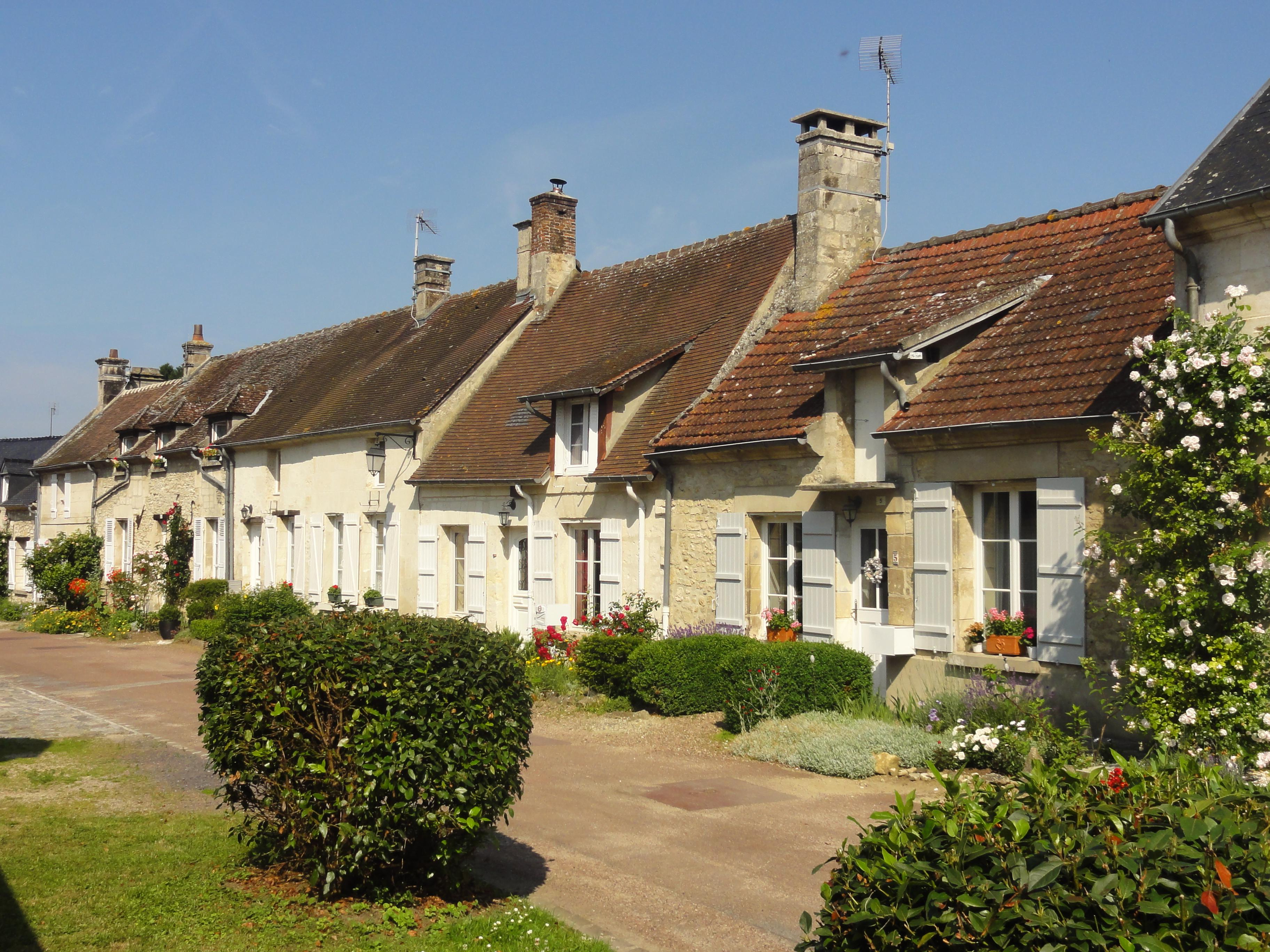
La rue des Abbesses du XVIIIe siècle.

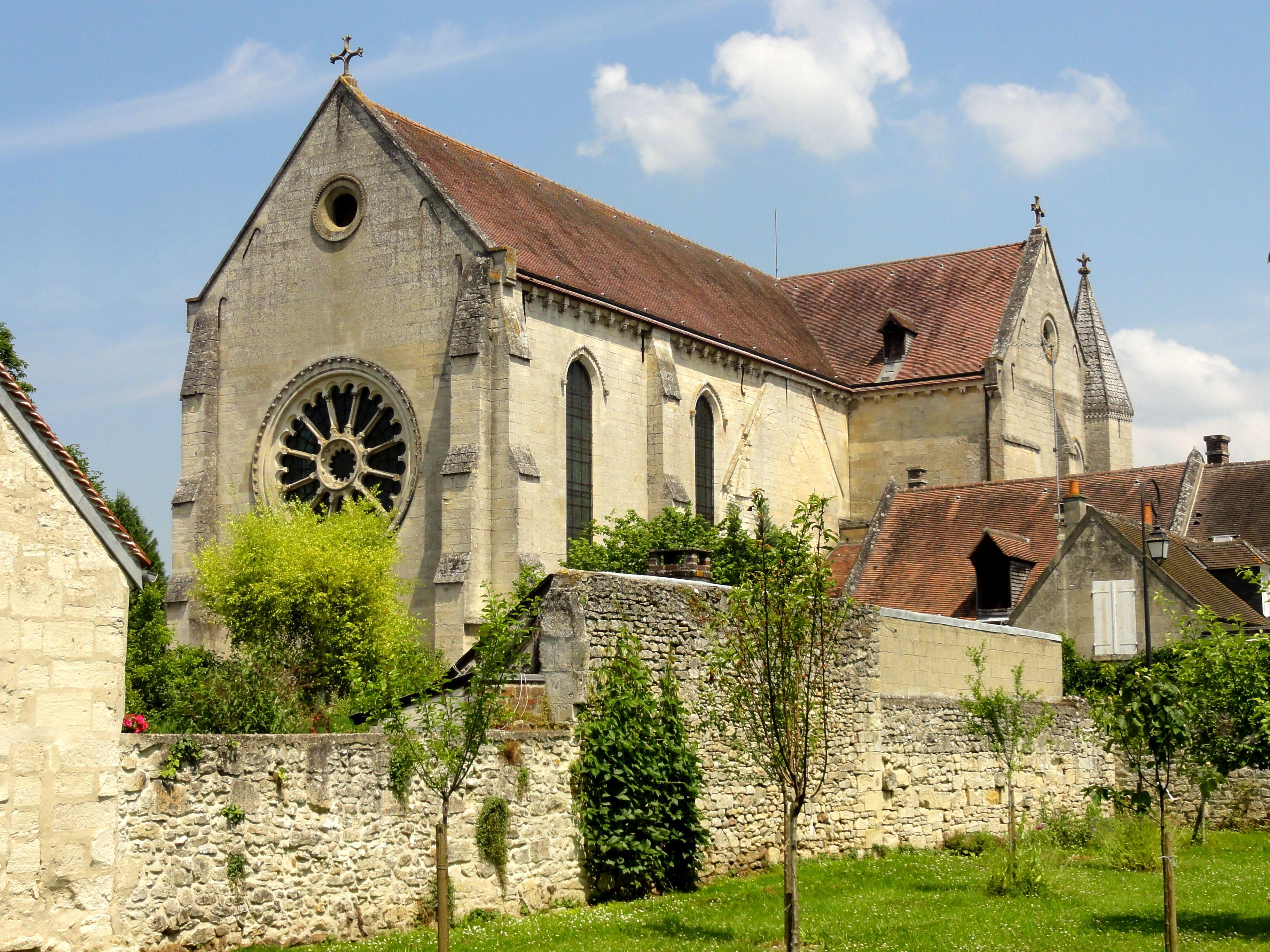
Abbatiale, vue depuis l'ouest : la rosace de la façade est une reconstitution.

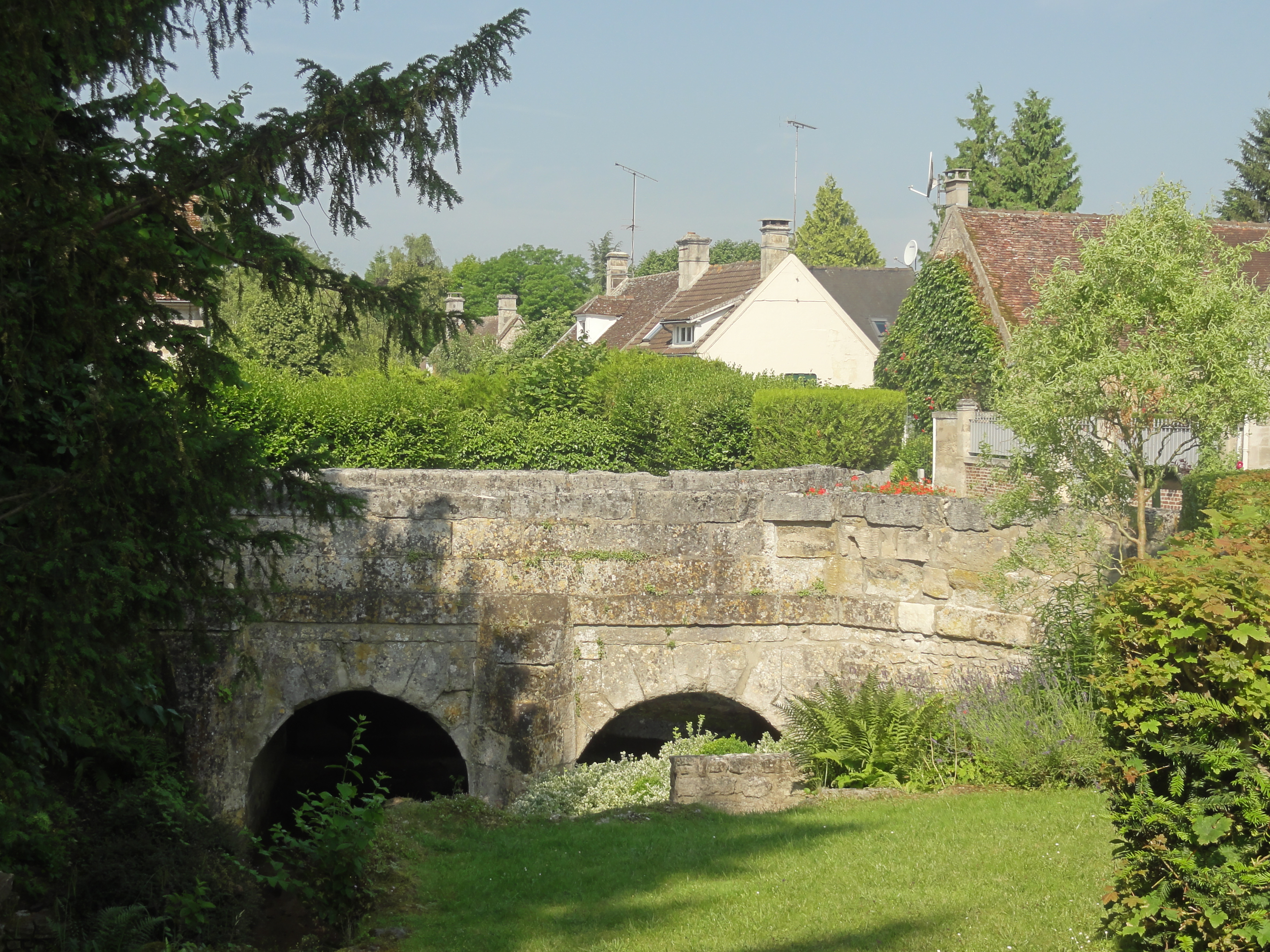
Le fossé est en partie comblé.

Après leur arrivée, les chanoines augustins apportent un nombre de transformations malheureuses à l'église, qui ne font que suivre la mode de leur époque. Le chœur et la partie postérieure de la nef sont munis de lambris de demi-revêtement ornés de motifs empruntés à l'ordre corinthien. Cinquante-deux stalles assorties sont installées, qui d'après Louis Sauvageot sont remarquables par leur lourdeur et leur grossière exécution. Tout l'intérieur de l'église est badigeonné au lait de chaux, ce qui dissimule les peintures murales et les détails de l'architecture. Beaucoup de fenêtres sont partiellement bouchées à de différentes degrés, en employant 36 m3 de pierres. Le sol de l'église est surélevé, ce qui n'empêchera pas l'humidité de monter et de ronger les parties inférieures des arcatures qui ornent les murs et d'abîmer les stalles. Une porte est percée dans le mur nord de la nef afin de permettre à la vingtaine de premiers habitants d'entrer dans l'église en venant du village.
Déjà insuffisamment entretenus depuis plusieurs décennies, les bâtiments conventuels finissent de tomber en ruines après le départ des chanoines. Le prieur-curé est le fondé de pouvoir de l'abbaye Saint-Léger de Soissons sur place, et conclut en son nom les baux avec les habitants. Par un concordat du 15 mai 1770, le prieur-curé Antoine Bonvallot (de 1766 à la fin) obtient de l'abbaye Saint-Léger le paiement de toutes les impositions du village à compter de cette date. Sous la Révolution française, les biens de l'abbaye sont vendus comme bien national entre 1791 et 1793. Les vingt maisons de la rue des Abbesses sont toutes rachetées par leurs habitants, avec quelques parcelles de terre et de pré. Le couvent en ruine est acquis par Poulletier, ancien intendant de la marine, et le moulin par Leduc, ancien officier de cavalerie. Les deux propriétaires sont longtemps en conflit, car le meunier détourne le rû de Saint-Nicolas au détriment des jardins de Poulletier. Ce dernier pose quant à lui des problèmes au curé, car ne voulant lui rendre les effets de la paroisse restés au sein du couvent. Le 23 novembre 1793, Saint-Jean-aux-Bois est rebaptisé en « Solitude ». Poulletier meurt en 1817, et l'ancien couvent nommé désormais « clos de la Solitude » est racheté par l'entrepreneur de transports Cuignières, qui héberge vingt-et-un mules dans l'ancienne salle capitulaire. Un presbytère est bâti en 1835, et une mairie-école en 1845 : jusque-là, les mariages sont célébrés au domicile du maire, et l'école se tient dans un appentis adossé au mur nord de l'église. En 1846, Lyon-Vivenel et Lebrun de Compiègne rachètent clos de la Solitude et le revendent par petites parcelles en 1847 : c'est la naissance de la rue du Couvent. Pour la commune, c'est l'occasion de racheter la salle capitulaire en vue de sa préservation.
Dans l'église, une nouvelle cloche est bénite le 4 décembre 1842 et baptisée Marie-Sophie, mais dans des circonstances que l'on ignore, le clocher disparaît au plus tard en 1848. Des réparations urgentes s'avèrent nécessaires en cette année. Notamment la façade occidentale, les toitures (bien que déjà réparées en 1818 et 1834) et les vitraux sont en mauvais état. La sacristie et la salle capitulaire en tant que derniers vestiges du couvent proprement dit sont carrément ruinées, et le toit est effondré. D'après Édouard Dangu, l'église et la salle capitulaire sont classées monument historique en mars 1849, au moment où la commune est sur le point d'en confier la restauration à l'architecte Pérint, de Compiègne. (D'après la base Mérimée, l'église est classée monument historique par liste de 1862, et la salle capitulaire et la porte fortifiée sont a leur tour classées par liste de 1889.),. Le classement retarde le début des travaux d'au moins dix ans. Mais dès 1849 en tout cas, l'architecte en chef des monuments historiques Émile Boeswillwald demande à l'architecte Max Mimey d'établir le projet de la restauration et de soumettre un devis, que Mimey ne remet qu'en 1853. Les travaux sont classés en trois catégories :
- travaux d'extrême urgence, déblaiement, pavage autour de l'édifice, reconstruction de la façade occidentale, travaux divers de maçonnerie aux différentes façades, réfection totale de la charpente et de la couverture, vitrage de toutes les fenêtres ;
- complément de travaux de maçonnerie, débadigeonnage de l'intérieur de l'église et travaux intérieurs ;
- complément de la restauration intérieure et extérieure, flèche, travaux complémentaires sur la salle capitulaire devant être transformée en sacristie[19].

Selon Maryse Bideault et Claudine Lautier, le véritable coup d'envoi est donné avec le classement de 1862, information contradictoire avec les éléments rapportés par Édouard Dangu, curé de Saint-Jean-aux-Bois à partir de 1905. Le financement est assuré conjointement par l'État, la commune et la fabrique. Pas tous les travaux proposés par Mimey sont finalement réalisés, dont notamment le rétablissement de la flèche, et la guerre franco-allemande de 1870 les interrompt en raison des difficultés budgétaires. Le manque de logique dans la succession des différentes phases de travaux et le manque de soin dans l'exécution conduisent au remplacement de Mimey par Maurice Ouradou en 1879, qui travaille aussi au château de Pierrefonds. Après la mort d'Ouradou en 1884, Juste Lisch prend le relais. La restauration de l'église est globalement achevée en 1888 : la rosace de la façade occidentale est une réinvention à part entière. Le projet pour la restauration de la salle capitulaire est soumis en 1888 et exécuté en 1892. L'on renonce finalement à la transformation en sacristie et insère une petite sacristie neuve entre la salle et la nef de l'église. Les derniers travaux sur l'église prennent fin en 1893,.

## Description

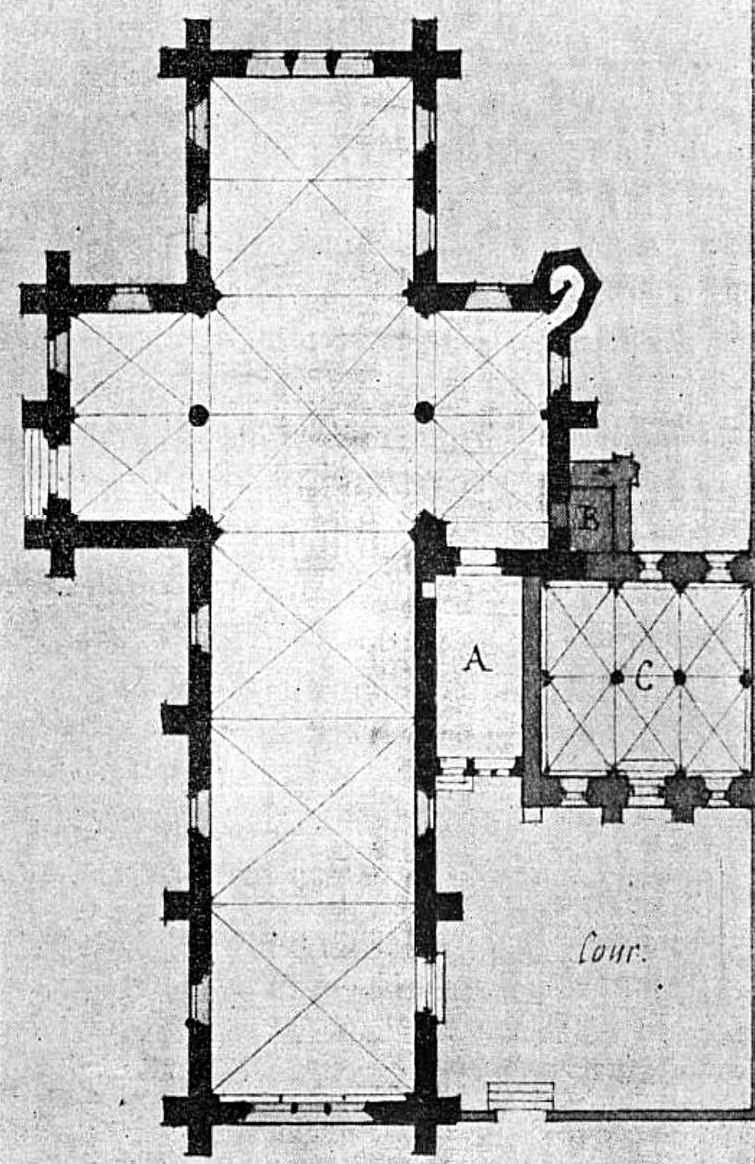
Plan de l'église.

### Aperçu général
Orientée légèrement vers le sud-ouest du côté de la façade occidentale, l'église répond à un plan cruciforme et se compose d'une nef de trois travées ; d'un transept largement débordant ; et d'un chœur au chevet plat d'une seule travée. Le vaisseau central est long de 38,00 m et large de 8,40 m. Il n'y a pas de collatéraux, ni de déambulatoire, ni de chapelles latérales. Une tourelle d'escalier occupe l'angle sud-est du croisillon sud. La sacristie se trouve devant la seconde travée de la nef, dans l'espace compris entre cette dernière et la salle capitulaire, qui est perpendiculaire à l'axe de l'église. Elle se compose d'un double vaisseau composés de trois travées chacune, dont les voûtes d'ogives reposent sur deux colonnes isolées au centre. — Les travées de la nef sont environ un tiers plus larges que profondes. Elles sont voûtées sur des croisées d'ogives simples. La croisée du transept et le chœur, de dimensions identiques, sont un peu plus profondes et donc à peu près carrés. Elles sont recouvertes de voûtes sexpartites, ce qui entraîne une subdivision en deux demi-travées, avec donc deux fenêtres dans chacun des deux murs gouttereaux, mais surtout des colonnettes intermédiaires au milieu des ouvertures vers les croisillons, ce qui est une disposition extrêmement rare. Par conséquent, les croisillons, un peu plus grandes que la moitié de la croisée, sont recouvertes de deux voûtes chacun, et le croisillon nord possède deux fenêtres côté nord, comme le veut la logique du type de voûtement. Si au sud une seule fenêtre n'existe, c'est parce qu'un bâtiment conventuel y était contigu, et la fenêtre n'est pas centrée. Toutes les fenêtres sont des lancettes simples, à l'exception du triplet du chevet et de la rosace du mur occidental. Du fait de l'absence de collatéraux ou chapelles, il n'y a pas de grandes arcades, mais la partie inférieure des murs est en partie agrémentée d'arcatures aveugles. Il n'y a pas de triforium. L'église possède deux accès : dans le mur nord du croisillon nord, et au sud de la première travée de la nef. Ces portes se situent en dessus de fenêtres, sans diminuer leur hauteur. La structure des toitures est très simple : un pignon se trouve à chacune des quatre extrémités, et chacun des quatre bras est recouvert par un toit à deux rampants,.
La simplicité du plan et les dimensions modérées de l'église répondent tout à fait aux besoins d'une communauté monastique restreinte : le nombre de moniales atteint les quarante, mais il n'est pas fait état de converses (ce qui n'exclut pas qu'un petit nombre a existé), et du temps de l'abbaye bénédictine, il n'y a pas d'habitants autre les religieuses. Par son plan général et même son élévation, l'abbatiale de Saint-Jean-aux-Bois ressemble de façon étonnante à la chapelle de l'abbaye Notre-Dame de la Roche, à Levis-Saint-Nom. Cette similitude a déjà été remarquée par Louis Sauvageot en 1862. Par son plan, mais pas son élévation, l'église Saint-Apollinaire de Salins rappelle également Saint-Jean-aux-Bois. Sinon il n'y a pas d'autres églises contemporaines permettant un rapprochement. L'église Saint-Pierre de Verberie possédait probablement des croisillons recouvertes par deux voûtes chacun avant son remaniement flamboyant, comme le montrent les deux fenêtres à chaque extrémité du transept. Puis des croisillons du même type ont été édifiés au XVIe siècle à Lieu-Restauré, Coucy-la-Ville et Guny,.

### Intérieur

#### Nef

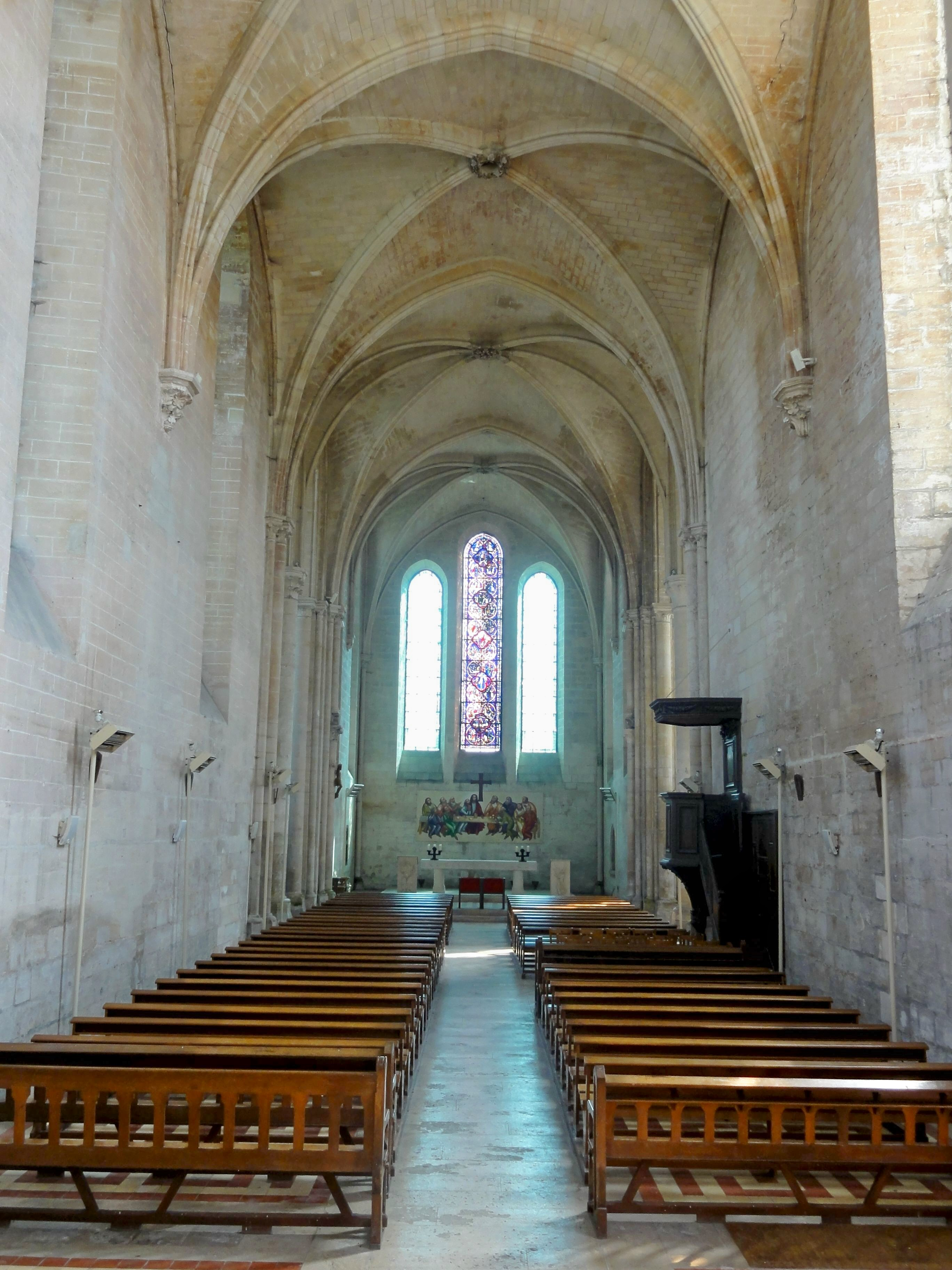
Vue générale intérieure.

La sobriété et la rigueur des volumes caractérisent l'intérieur de l'église et en particulier la nef, où les fenêtres sont plus espacées du fait du voûtement sur croisées d'ogives simples, sans pour autant être plus larges. Les voûtes retombent sur de fines colonnettes uniques au revers de la façade occidentale. Comme dans la chapelle du prieuré Saint-Victor de Bray à Rully, les nervures des voûtes sont reçues par des culs-de-lampe entre les travées. Ils sont décorés de feuillages très naturalistes, et tous différents. Avec les clés de voûte qui sont des couronnes de feuillages également soigneusement travaillées et toutes différentes, ce sont les seules fantaisies que le maître d'œuvre s'est permis. Les arcatures aveugles à vocation décorative ne sont présents que dans la première travée, à raison d'une au sud, trois à l'ouest et deux au nord. Édouard Dangu, en analysant le plan de 1640, est arrivé à l'avis que les arcades du cloître devaient être identiques. Dans la seconde et la troisième travée, les murs sont parfaitement lisses, mais faits de pierres bien équarries et d'un teint clair agréable. Si malgré ce dénuement l'église paraît quand même élégante, c'est grâce à une hauteur sous voûte de 15 m, qui en soi n'a rien d'exceptionnel mais dépasse le niveau habituel pour les petites églises rurales de la période gothique. L'impression d'élancement est renforcée par la hauteur et étroitesse des baies. En l'absence de grandes arcades, elles descendent plus bas que dans une église dotée de bas-côtés, ce qui permet cette hauteur plus importante,.
Il faut aussi imaginer que les murs étaient en grande partie recouverts d'un décor peint de figures géométriques, qui a été relevé par Max Mimey avant le début de la restauration, en 1853, mais qui était trop rudimentaire pour pouvoir être conservé. Au-dessus du portail méridional et dans les parties hautes de la nef, c'était un damier traversé par deux lignes diagonales. Les culs-de-lampe et nervures des voûtes sont rehaussés de lignes obliques évoquant une torsade. De telles peintures murales paraissent inhabituelles dans la région (ce qui ne dit pas qu'elles n'étaient pas courante au Moyen Âge), et l'on a renoncé à une recréation de toutes pièces en raison des vives critiques que cette opération était susceptible de susciter. En dessous du décor peint, tout l'intérieur était enduit d'une mince couche de chaux de couleur ocre avec faux points de ton rouge brun, comme dans l'abbaye Notre-Dame de Longpont ou les tours du château de Coucy. Le carrelage du sol était en terre cuite émaillée, mais les vestiges retrouvés étaient trop peu importants pour permettre une reconstitution. L'ambiance de l'église était donc beaucoup plus chaleureuse qu'actuellement. —  Maryse Bideault et Claudine Lautier sont persuadées que la nef date de la même campagne de construction que les parties orientales, contrairement à l'avis d'Eugène Lefèvre-Pontalis et Édouard Dangu qui pensent qu'elle ait été élevée après le chœur et le transept. La hauteur identique des murs et des voûtes et la retombée des ogives à un même niveau parlent en faveur de la première hypothèse, alors que l'abandon du voûtement sexpartite dans la nef ne seraient pas un argument suffisant pour étayer la seconde hypothèse,.

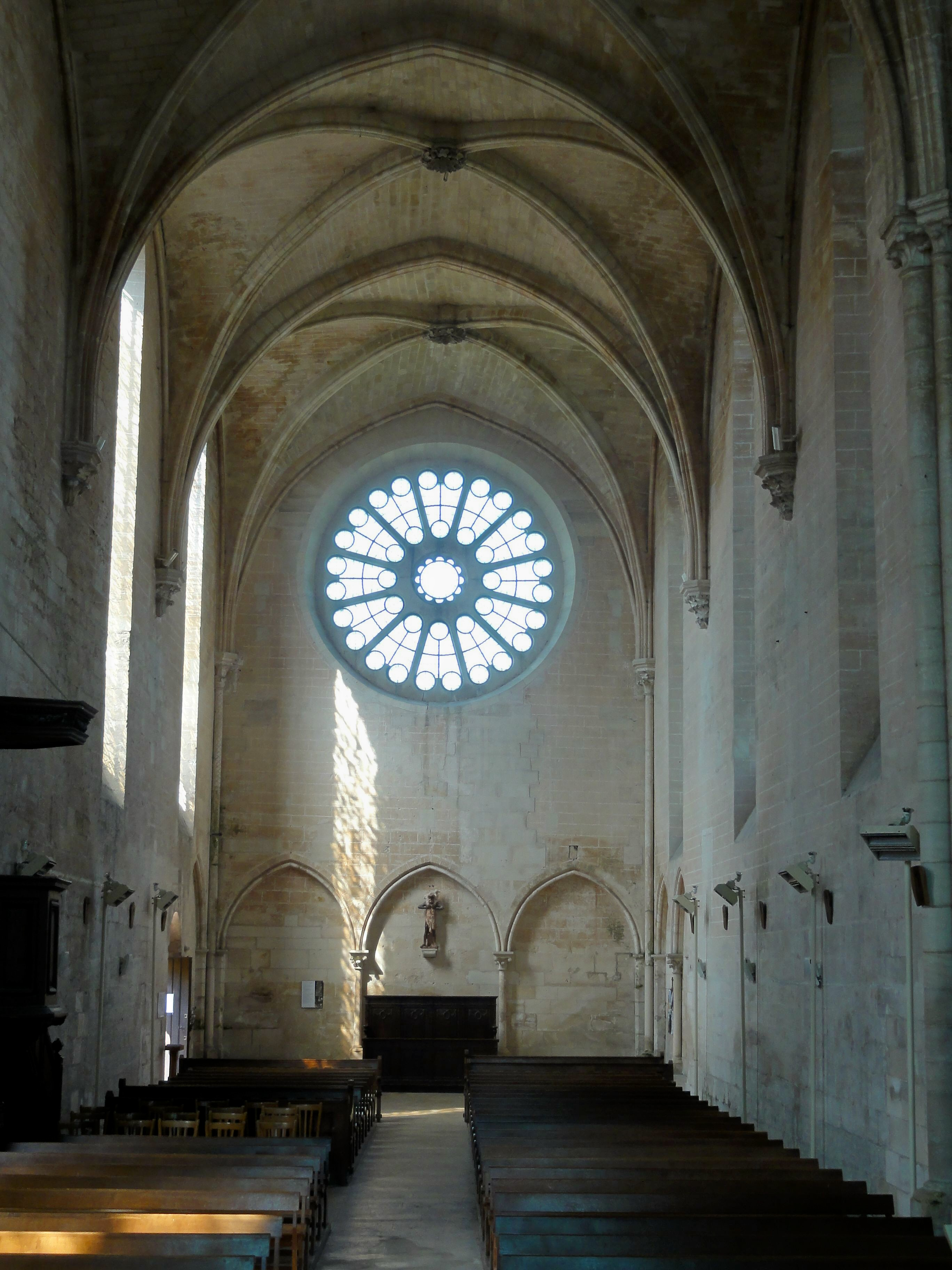
Nef, vue vers l'ouest.
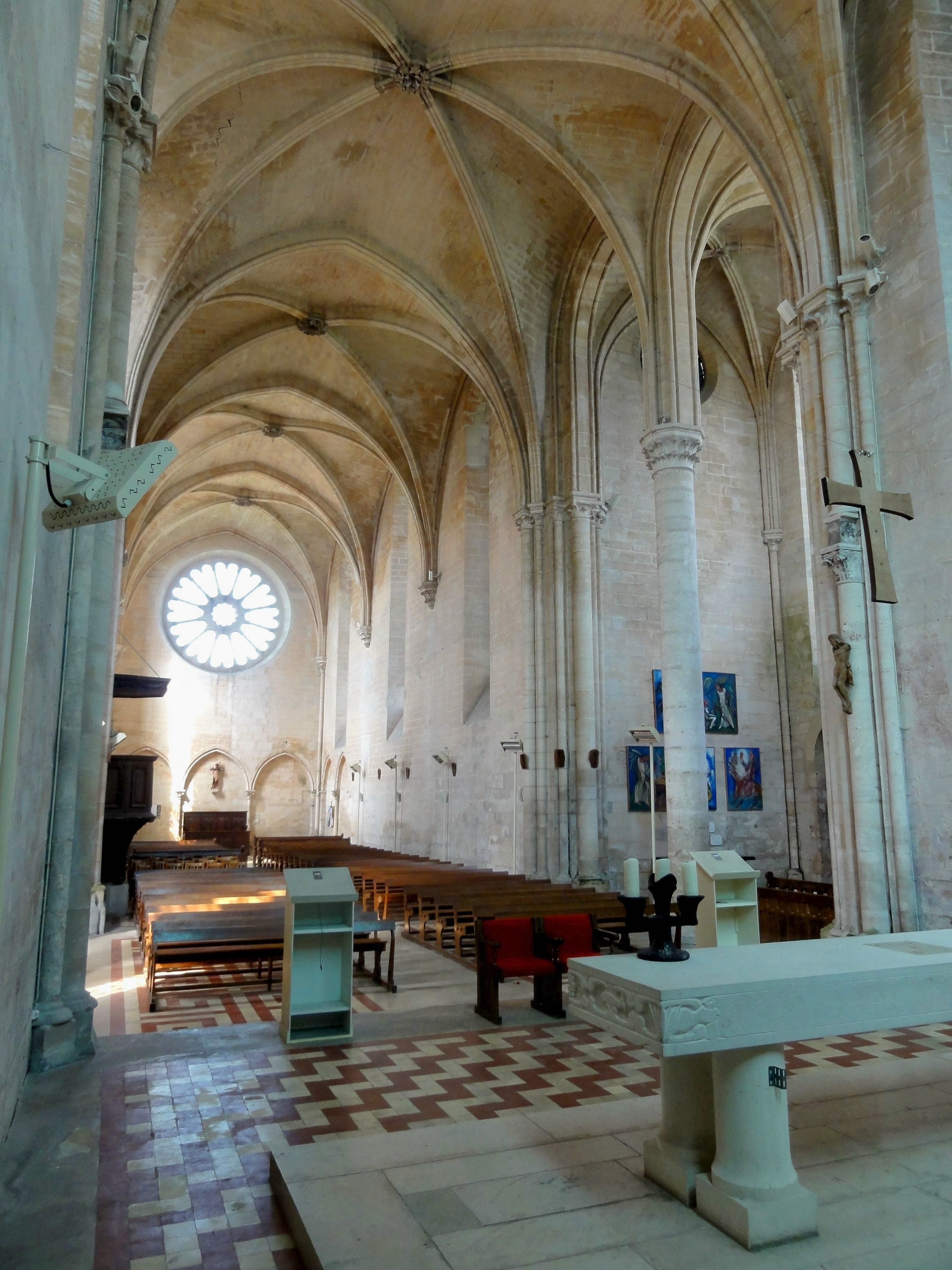
Vue depuis le chœur.
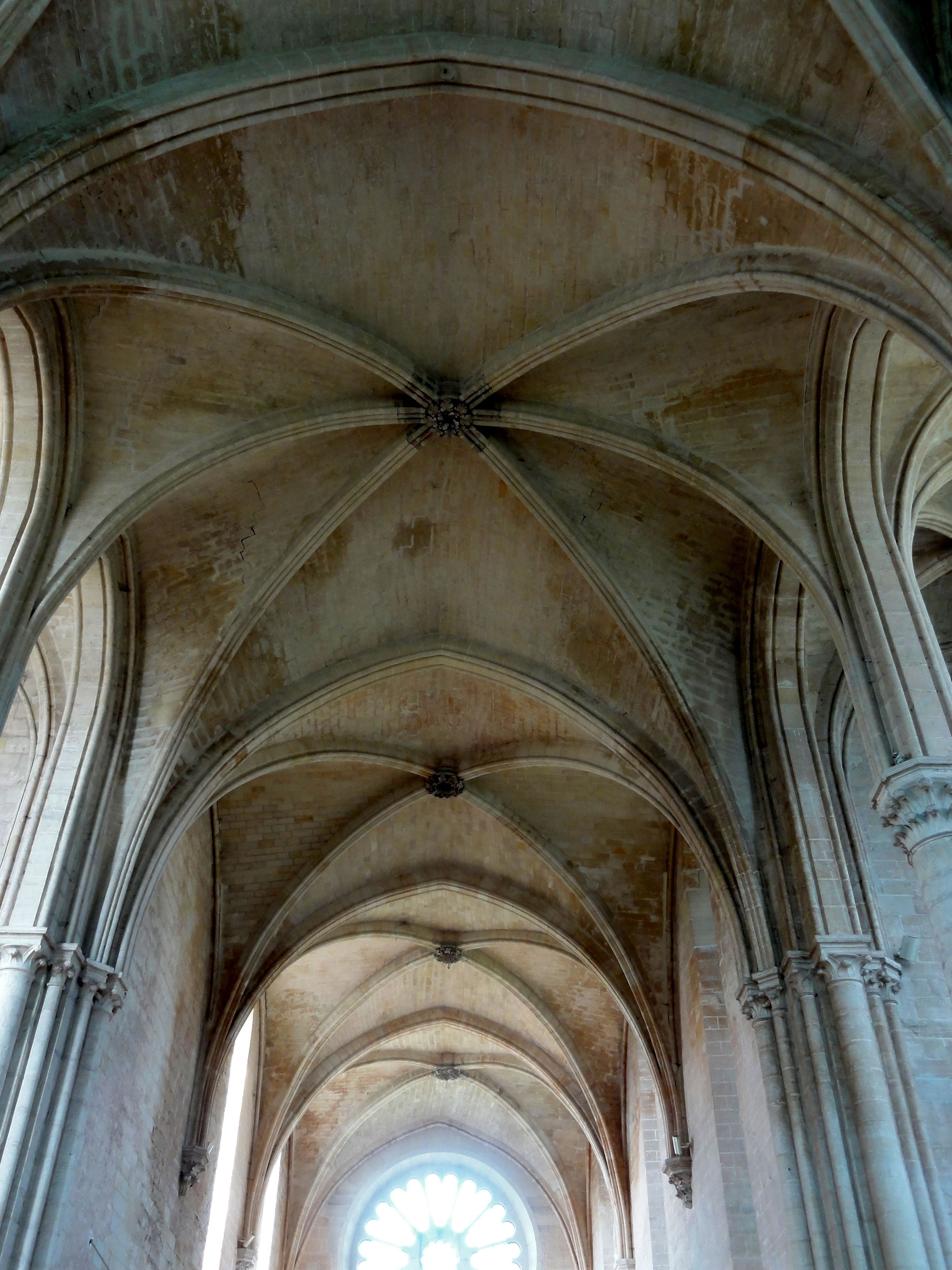
Voûtes.
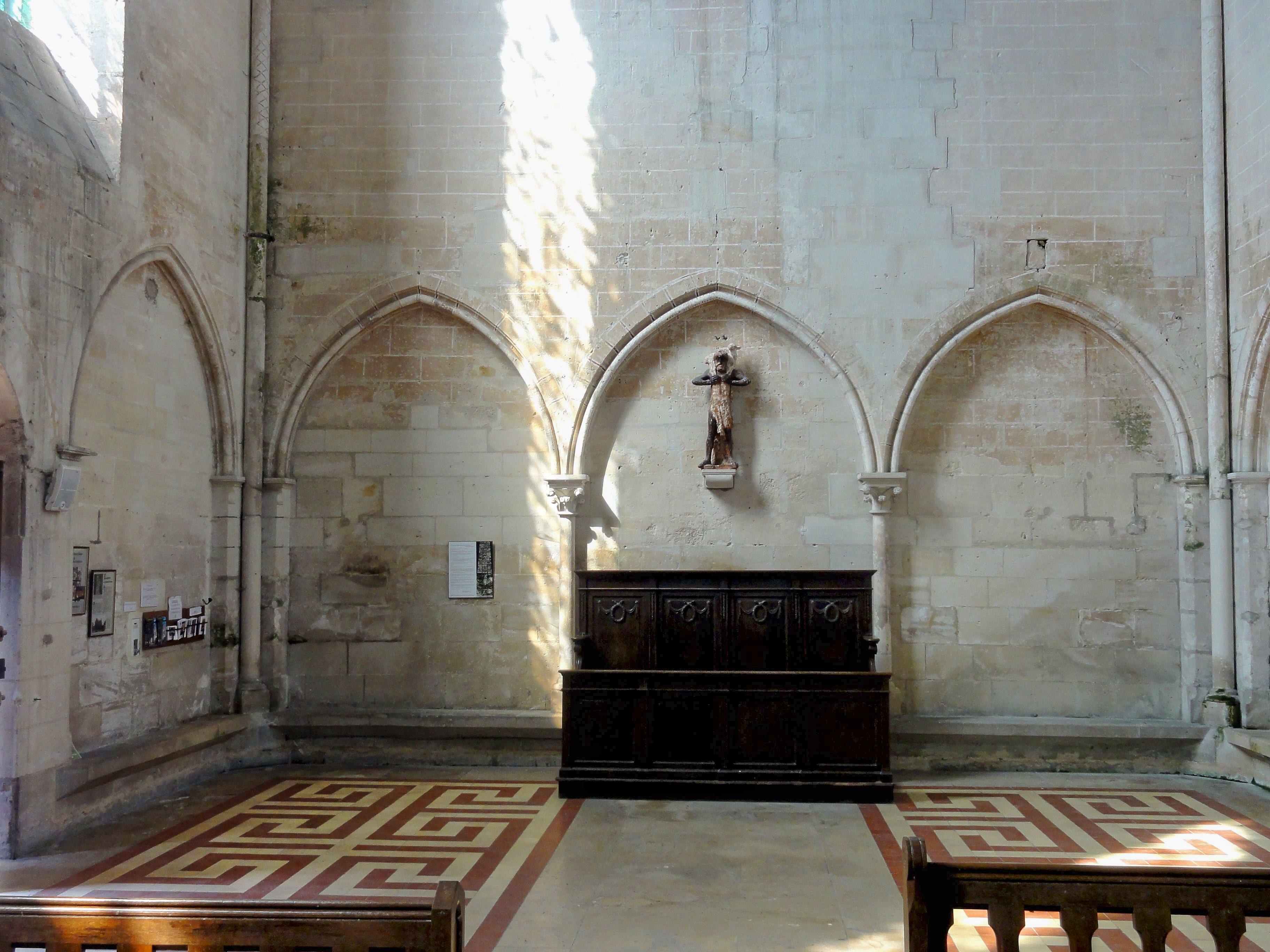
Arcatures aveugles.
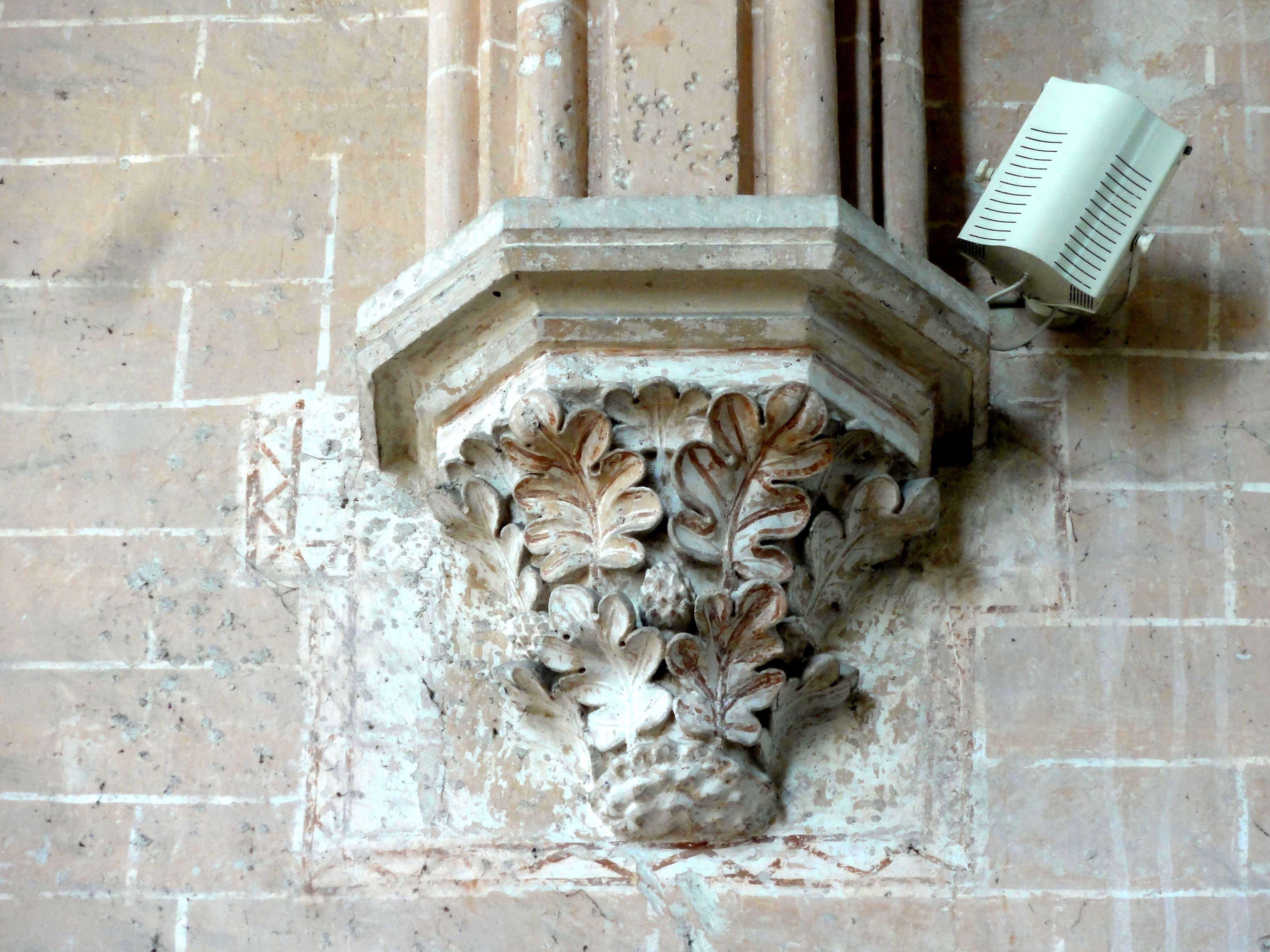
2e cul-de-lampe au nord.
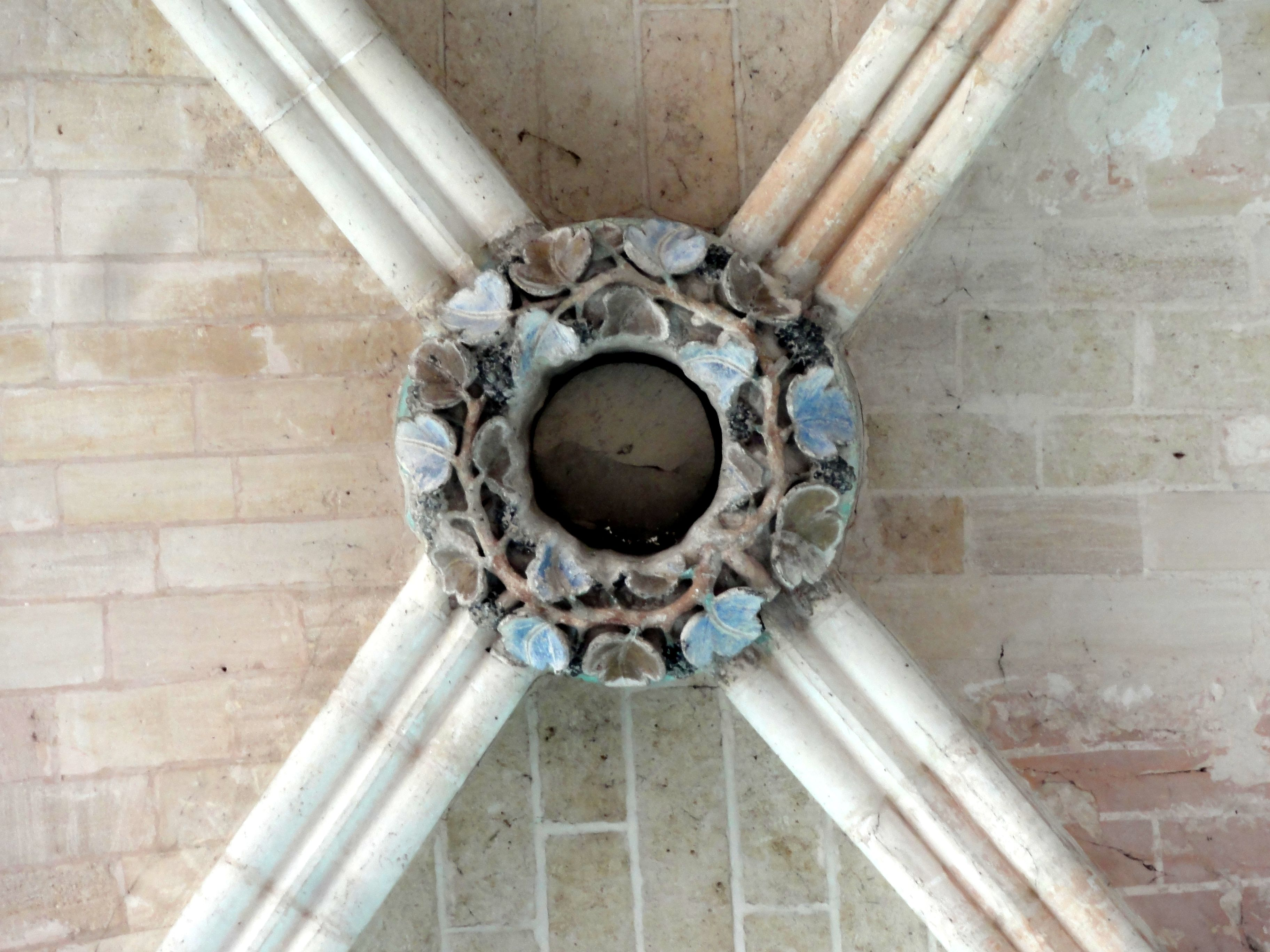
Clé de voûte de la 3e travée.

#### Transept

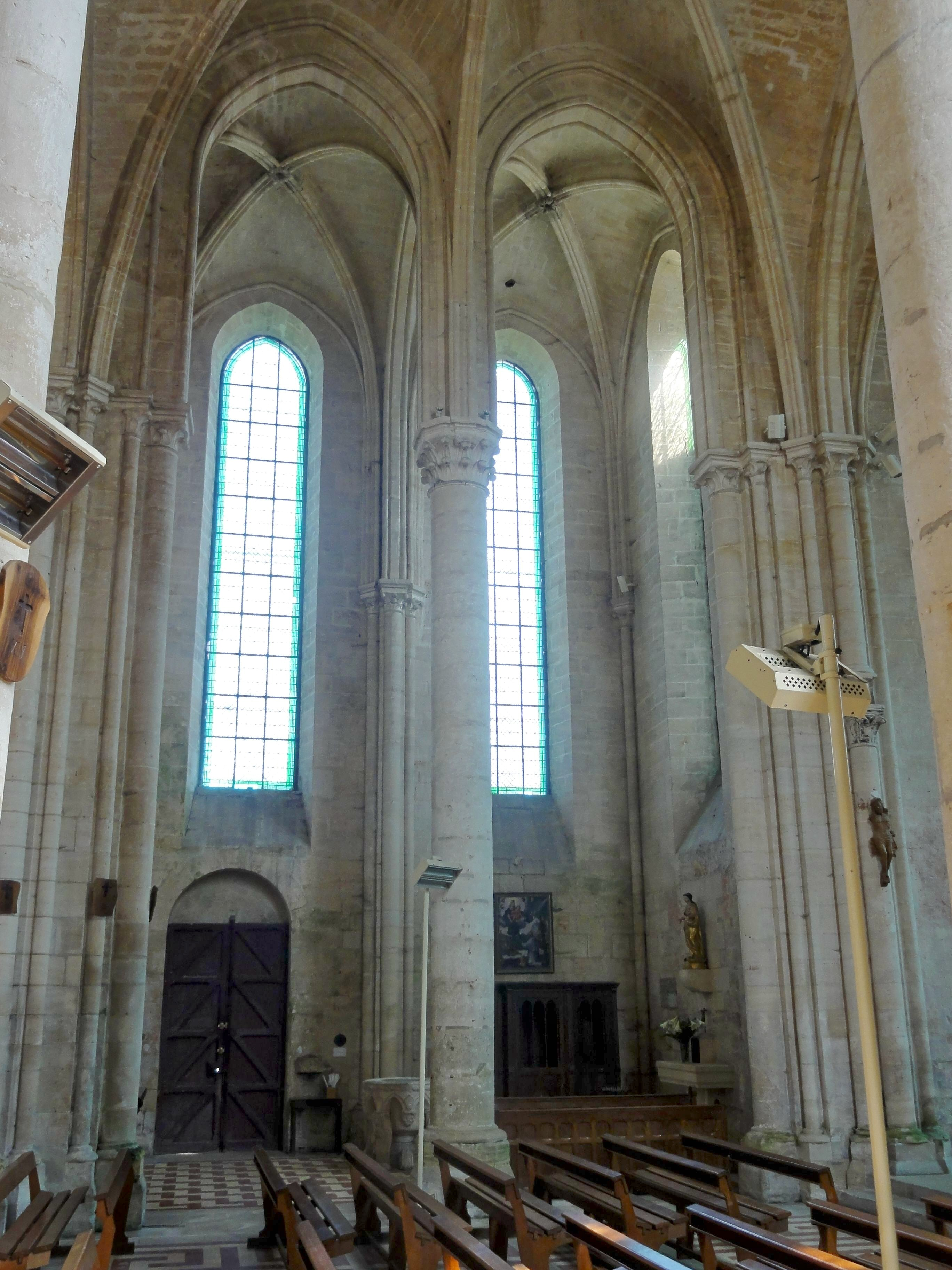
Transept, vue sud-nord.

Le transept avec sa voûte sexpartite au-dessus de la croisée, les deux minces et hautes colonnes libres qui supportent vers la croisée les petites voûtes des croisillons et le double voûtement des croisillons, apparaît comme la partie la plus intéressante de l'édifice. D'après Maryse Bideault et Claudine Lautier qui louent l'ingéniosité et la beauté des dispositions du transept, cette mise en exergue de la croisée du transept est tout à fait voulu par le maître d'œuvre. Ce sont sans doute les élégantes colonnes et les arcades extrêmement surhaussées vers les croisillons, à l'instar des formerets sous une voûte sexpartite, qui inspirent à Édouard Dangu l'impression de hardiesse de l'architecture. Les socles octogonaux des colonnes portent une base à tore fortement aplatie et sans scotie. Le plan octogonal se retrouve sur les tailloirs octogonaux des chapiteaux, garnis d'un double rang de crochets au nord et d'un seul rang au sud. Les colonnes monocylindriques sont appareillées en tambour. Il est à noter que le transept est la seule partie de l'église ou les arcades et ogives retombent sur des colonnettes le long des murs, ou plus précisément, à chacun des quatre angles du carré du transept. L'on n'y trouve pas des faisceaux de colonnettes homogènes, car les doubleaux du vaisseau central sont légèrement déplacés vers l'intérieur de la nef et du chœur. Ils retombent sur les chapiteaux de crochets de deux colonnes engagées, cantonnées de deux colonnettes aux chapiteaux placés en biais pour accueillir les ogives et les formerets. Quant aux doubleaux des croisillons, ils sont pourvus de doubleaux secondaires des deux côtés et possèdent des colonnes plus fortes que ceux du vaisseau central, ce qui ne permet pas logique en raison de leur portée moindre. En effet, l'architecte a voulu les aligner sur les colonnes libres pour des raisons purement esthétiques. Il a donc adopté le même diamètre pour les colonnes engagées au milieu des murs d'extrémité des croisillons. Ces colonnes sont flanquées de deux colonnettes correspondant aux ogives, et des colonnettes uniques sont logés dans les angles, comme au revers de la façade occidentale de la nef. Pour revenir aux arcades faisant communiquer le carré avec les croisillons, les supports y sont du nombre de quatre : une colonne pour le doubleau, deux colonnettes pour les doubleaux secondaires et une troisième pour l'ogive. L'éclairage est assuré par cinq lancettes simples au total : deux dans le mur du nord, une dans le mur oriental de chacun des croisillons et une dans le mur du sud. Le mur occidental du croisillon nord est en outre percé d'un oculus rond. Dans le croisillon sud, une haute niche voûtée en berceau est ménagée dans le mur occidental, comportant en bas à droite la porte de la sacristie,.

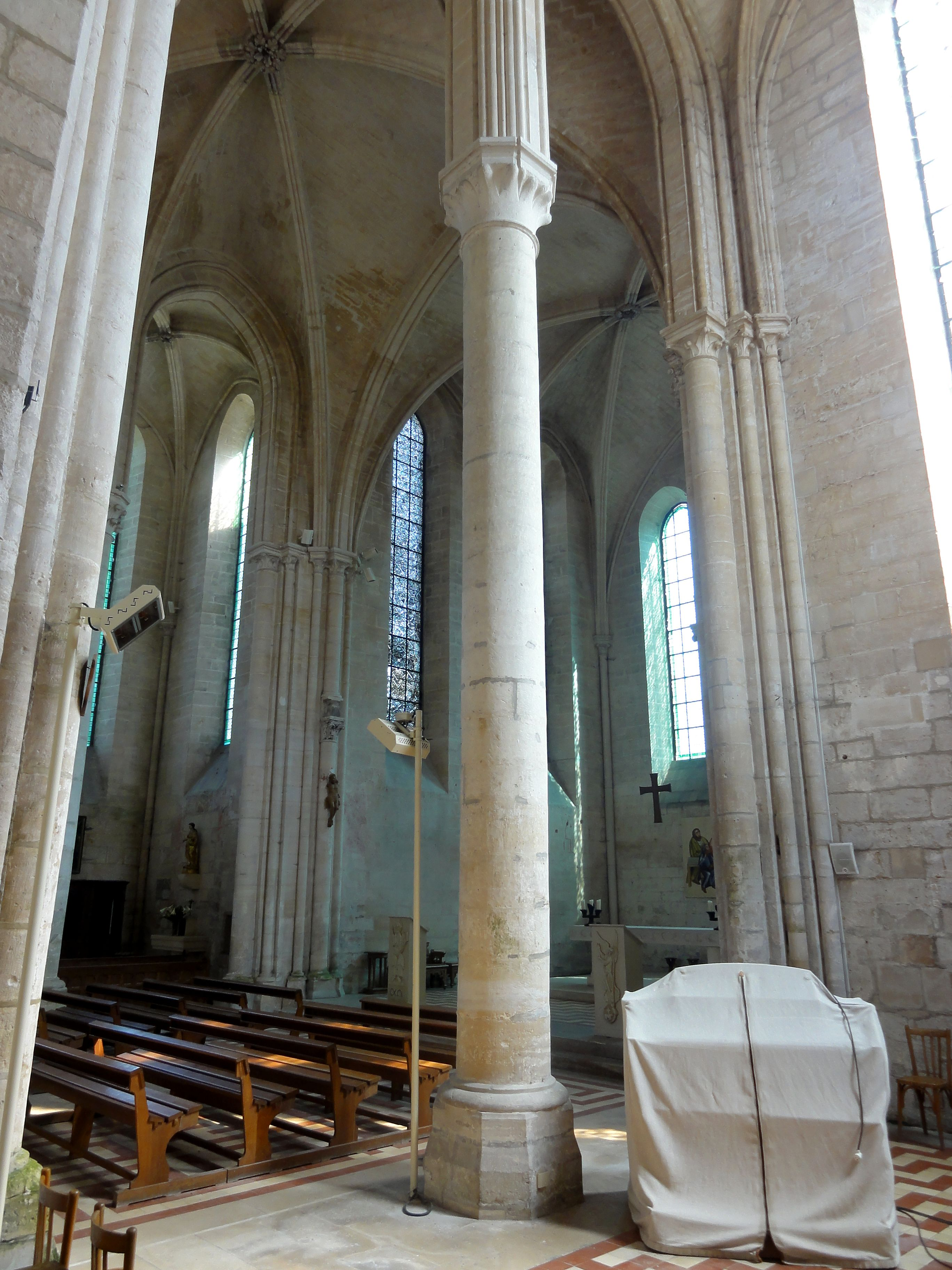
Vue depuis le croisillon sud.
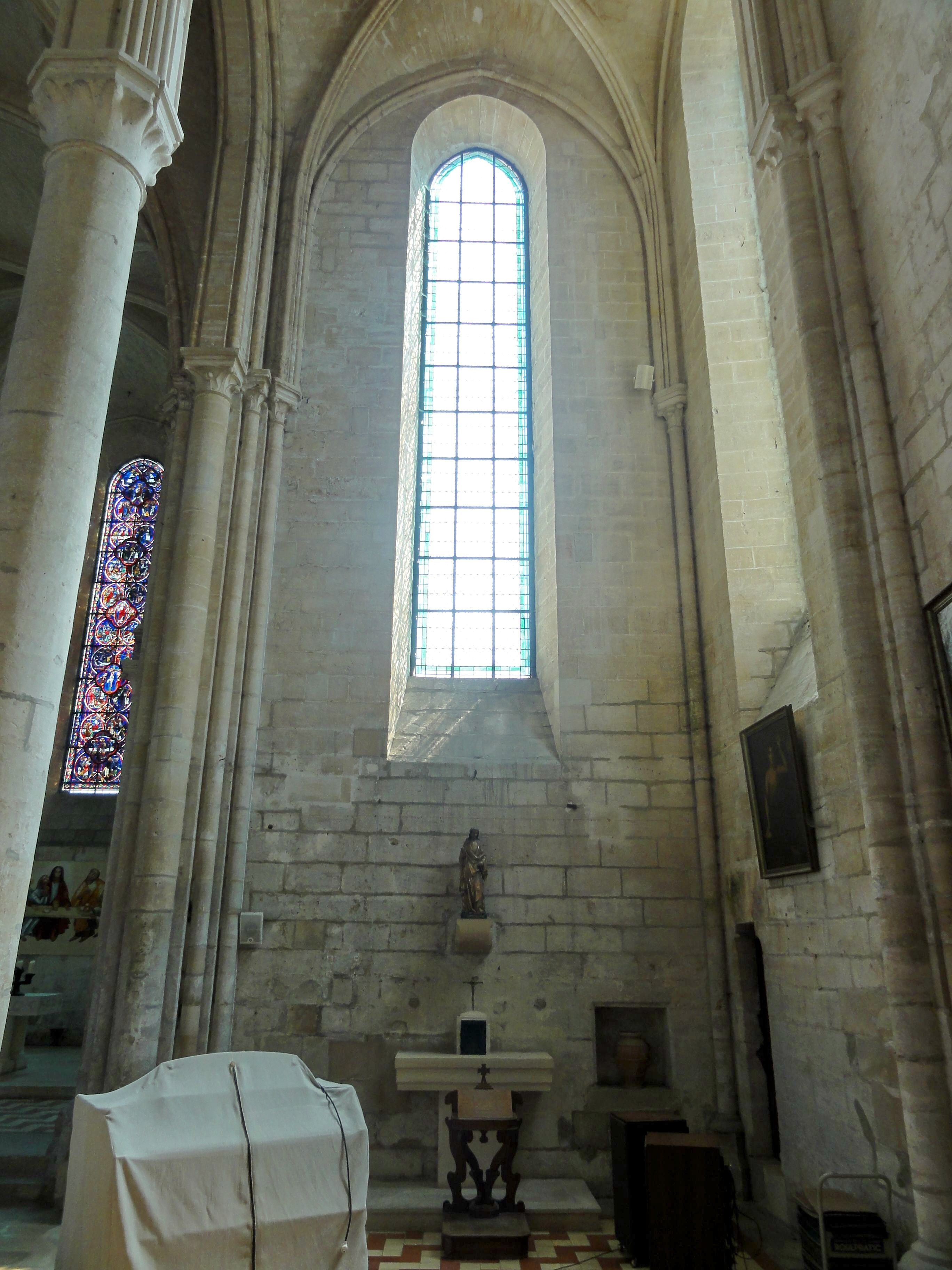
Croisillon sud, côté est.
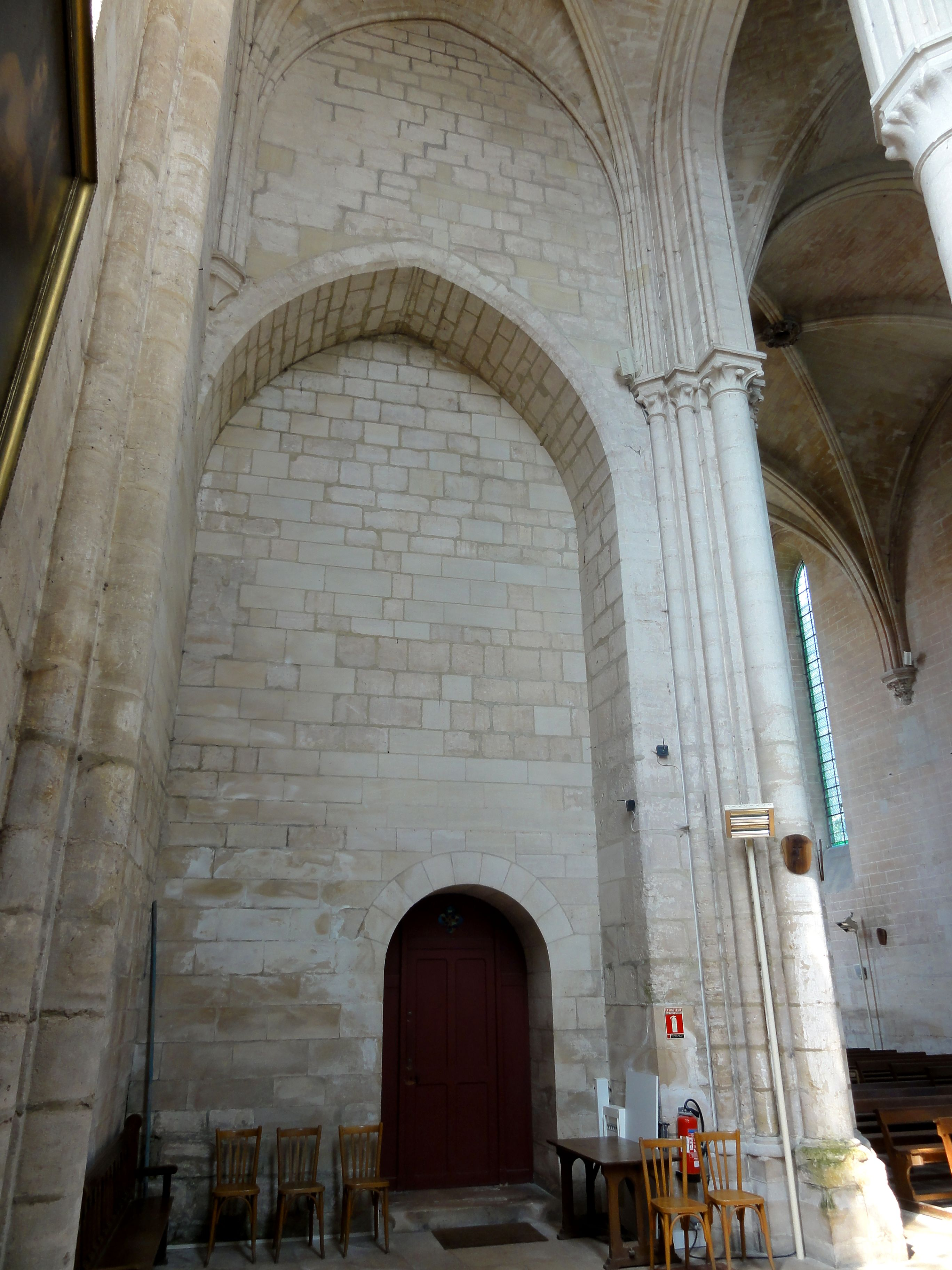
Croisillon sud, côté ouest.
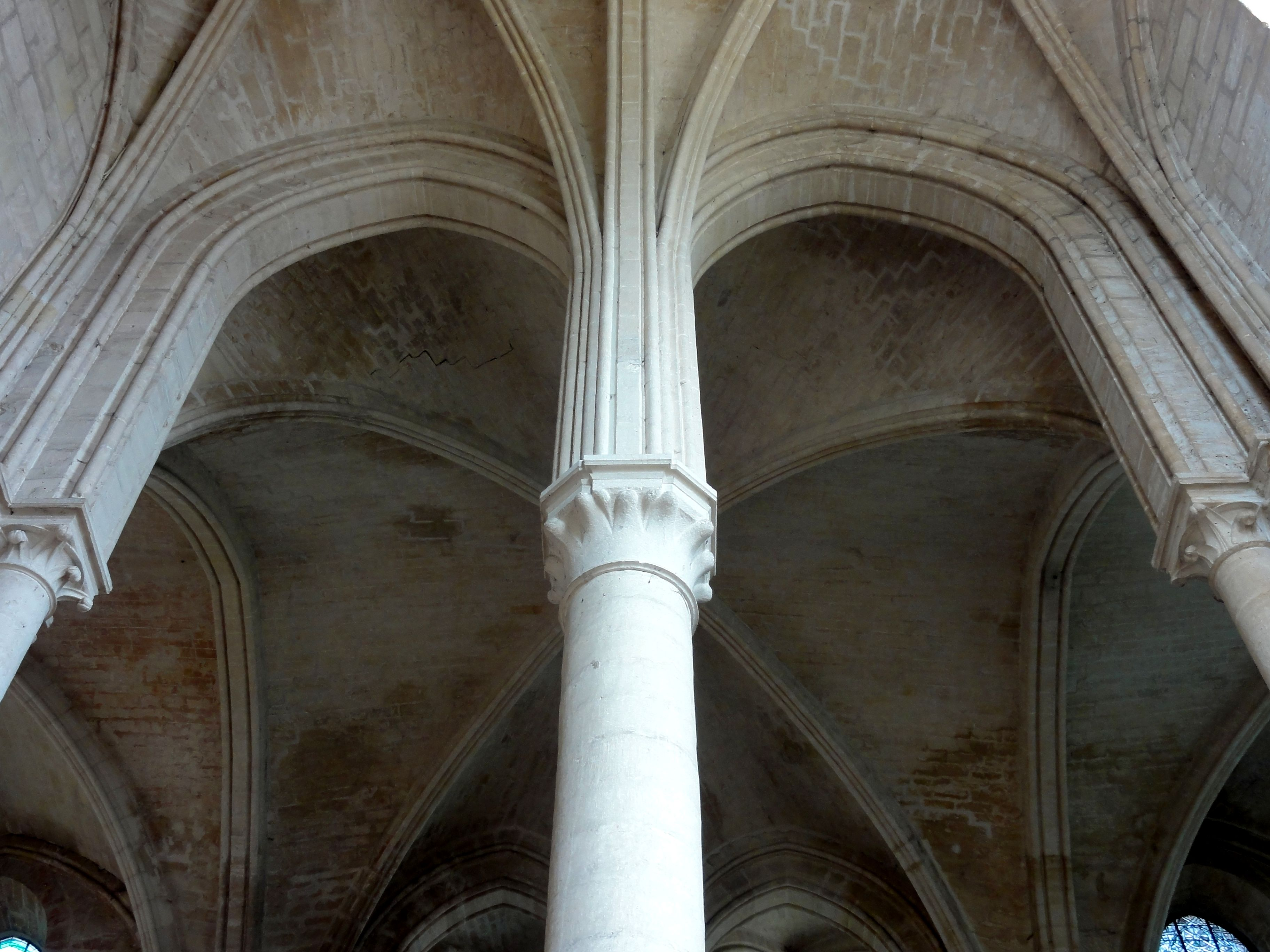
Arcades au sud.
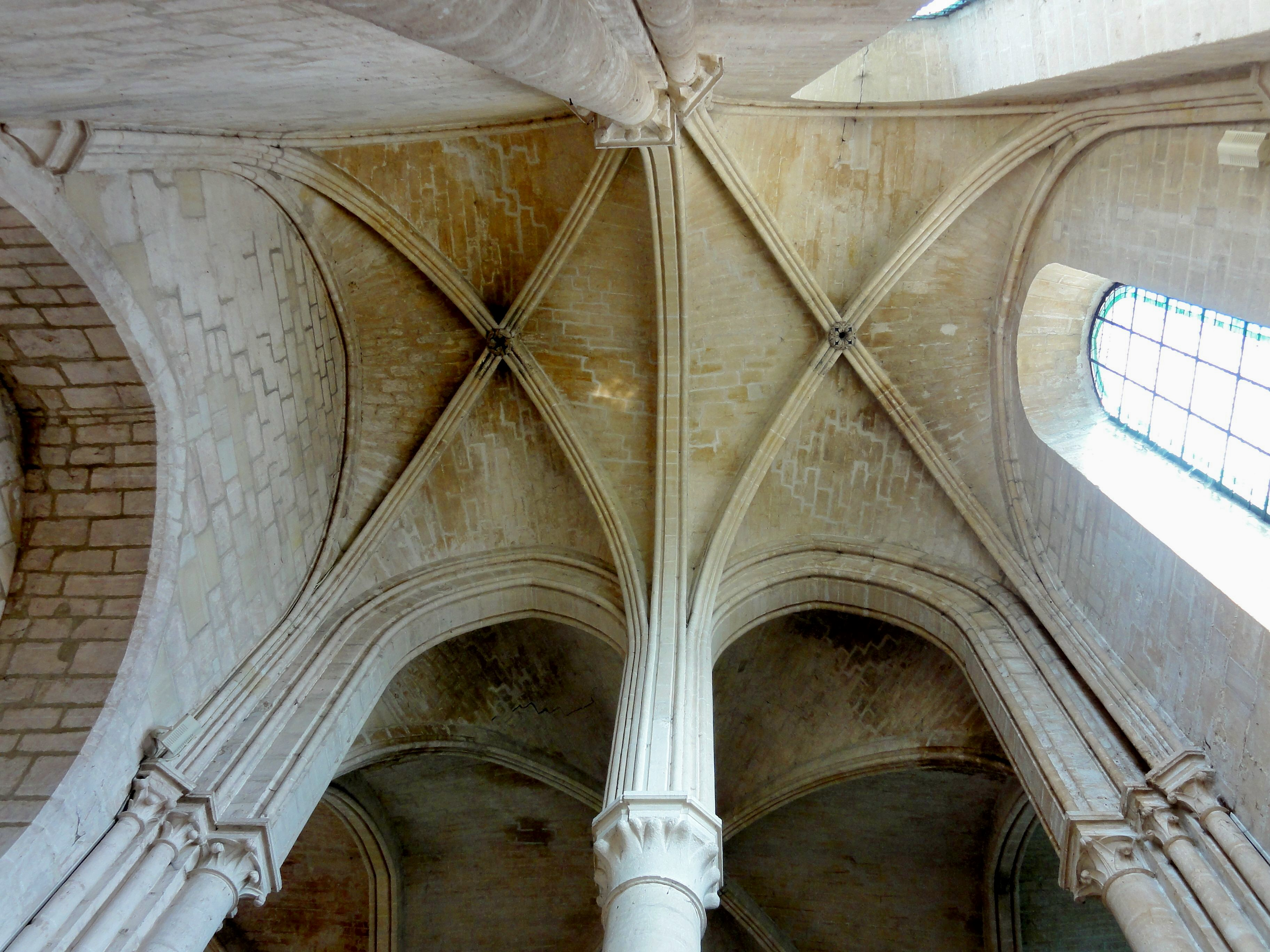
Voûtes du croisillon sud.
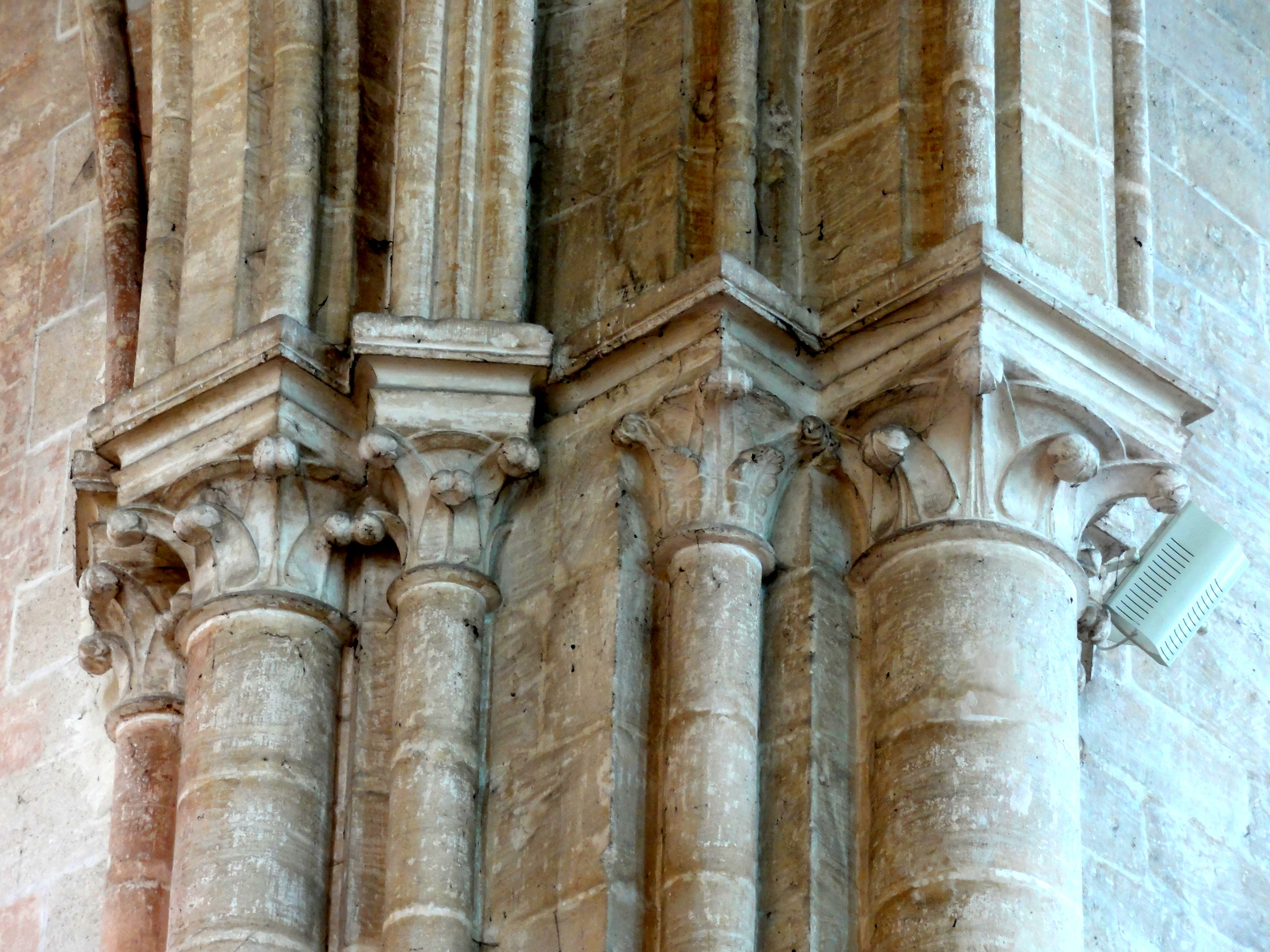
Chapiteaux de la croisée.

#### Chœur

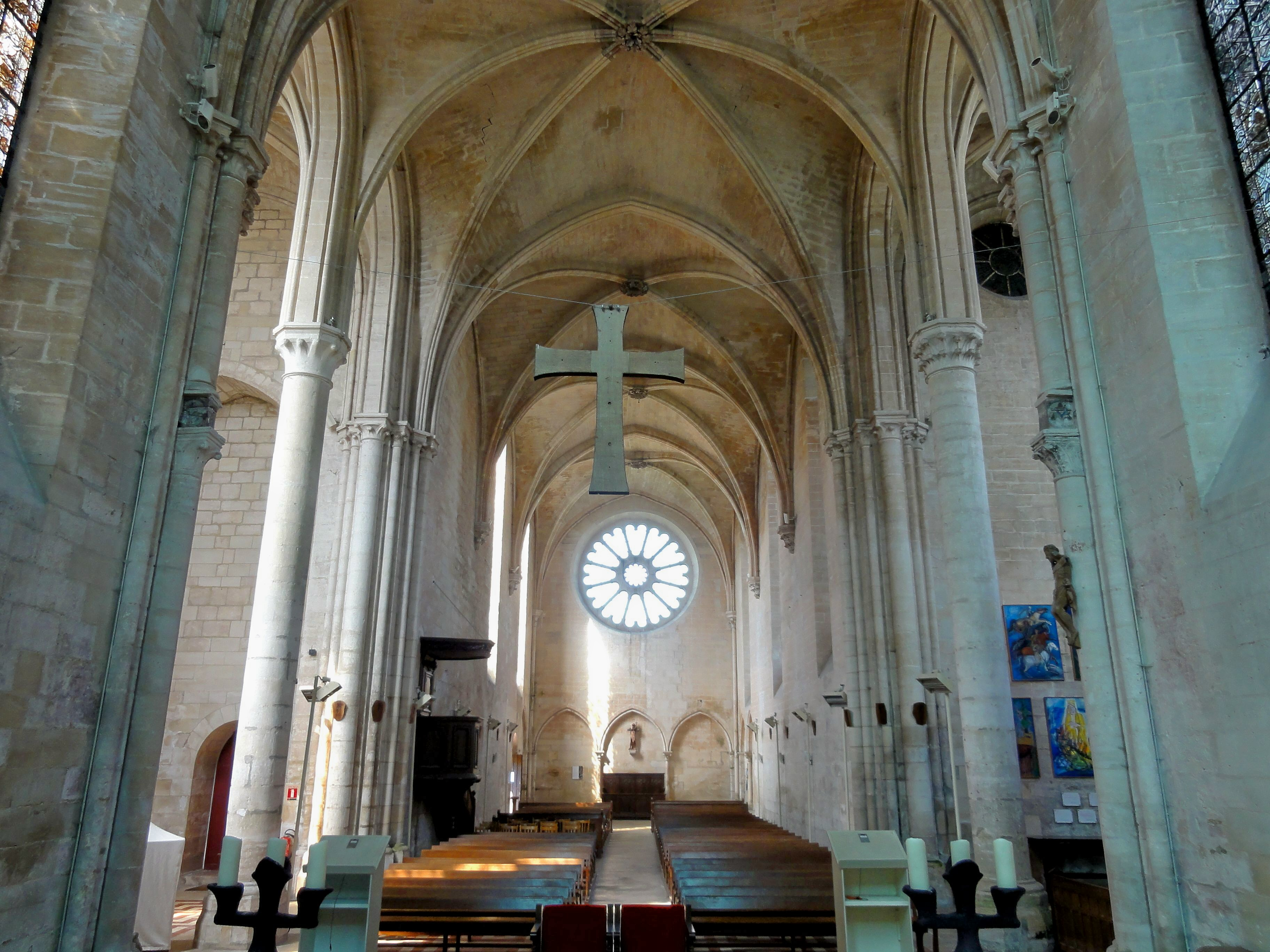
Vue générale depuis le chœur.

C'est par le chœur que la construction de l'abbatiale a vraisemblablement commencé vers 1220, car le chœur ou sanctuaire en tant que lieu de la célébration eucharistique est la partie la plus importante de l'église et généralement édifié en priorité. À l'instar de la croisée, le chœur est recouvert d'une voûte sexpartite, qui trouve ici toute sa justification : comme on le voit sur les arcades séparant la croisée des croisillons, ces voûtes adoptent latéralement un profil aigu et étroit, permettant de faire continuer les fenêtres le plus haut possible. À leur sommet, elles touchent donc aux formerets des voûtes. En même temps, en partant du choix de fenêtres étroites à lancette unique, et grâce aux deux voûtains du côté des murs gouttereaux, les voûtes sexpartites permettent un rapprochement des fenêtres et une maximisation de la surface vitrée. Elles sont pourtant rarement employées dans les églises à vaisseau unique de l'Île-de-France et de ses environs, mais les églises dont l'architecture dénote une certaine ambition sont tout aussi rarement dépourvues de bas-côtés. L'on observe des voûtes sexpartites alliées à une nef unique dans la collégiale Saint-Frambourg de Senlis, dans la basilique Saint-Mathurin de Larchant et l'église Saint-Meuge-de-Lourps, ainsi que dans les chœurs des églises Saint-Étienne de Chamigny, Sainte-Reine du Châtelet-en-Brie, Saint-Georges de Lizines et Saint-Rémy de Montévrain. Les colonnettes près de la croisée qui correspondent aux ogives présentent une particularité, car elles sont interrompues par un chapiteau intermédiaire à mi-hauteur : à ce niveau, la poutre de gloire était encastrée dans les murs, et les amorces en sont encore visibles. Au nord et au sud, les ogives et formerets retombent sur des culots comme dans la nef. Ils sont d'une facture semblable, ce que l'on peut dire aussi des clés de voûte, mais en réalité, aucun motif ne se répète. Le mur occidental est ajouré par un triplet, dont la baie centrale est un peu plus haute que les autres. Des chevets plats avec un triplet ne sont pas rares dans la région. L'on peut citer les églises de Chamigny, du Châtelet-en-Brie, et Notre-Dame-de-la-Roche déjà évoquées, ainsi que l'église Saint-Pierre-et-Saint-Paul de Villers-Saint-Paul,.

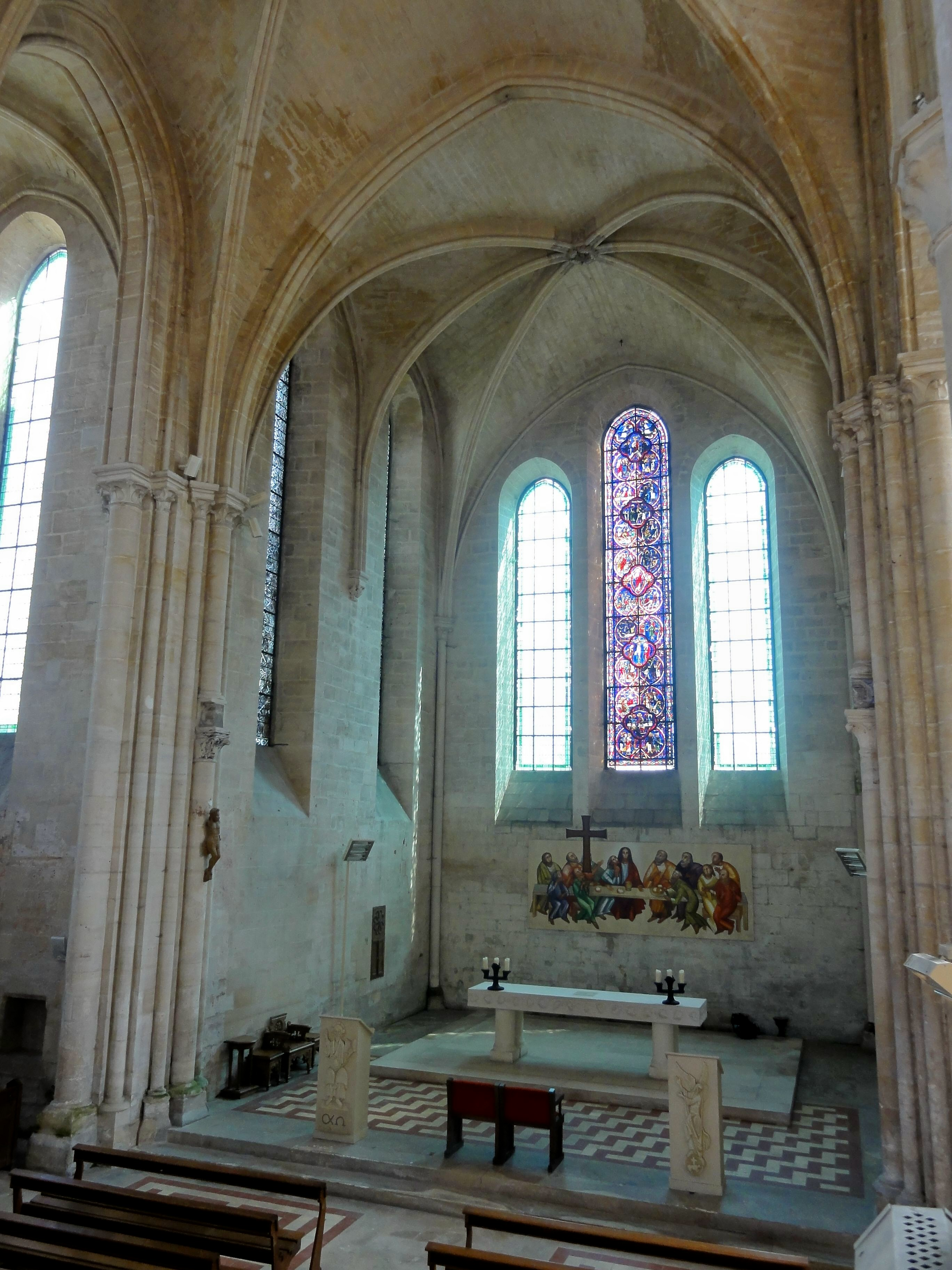
Vue dans le chœur.
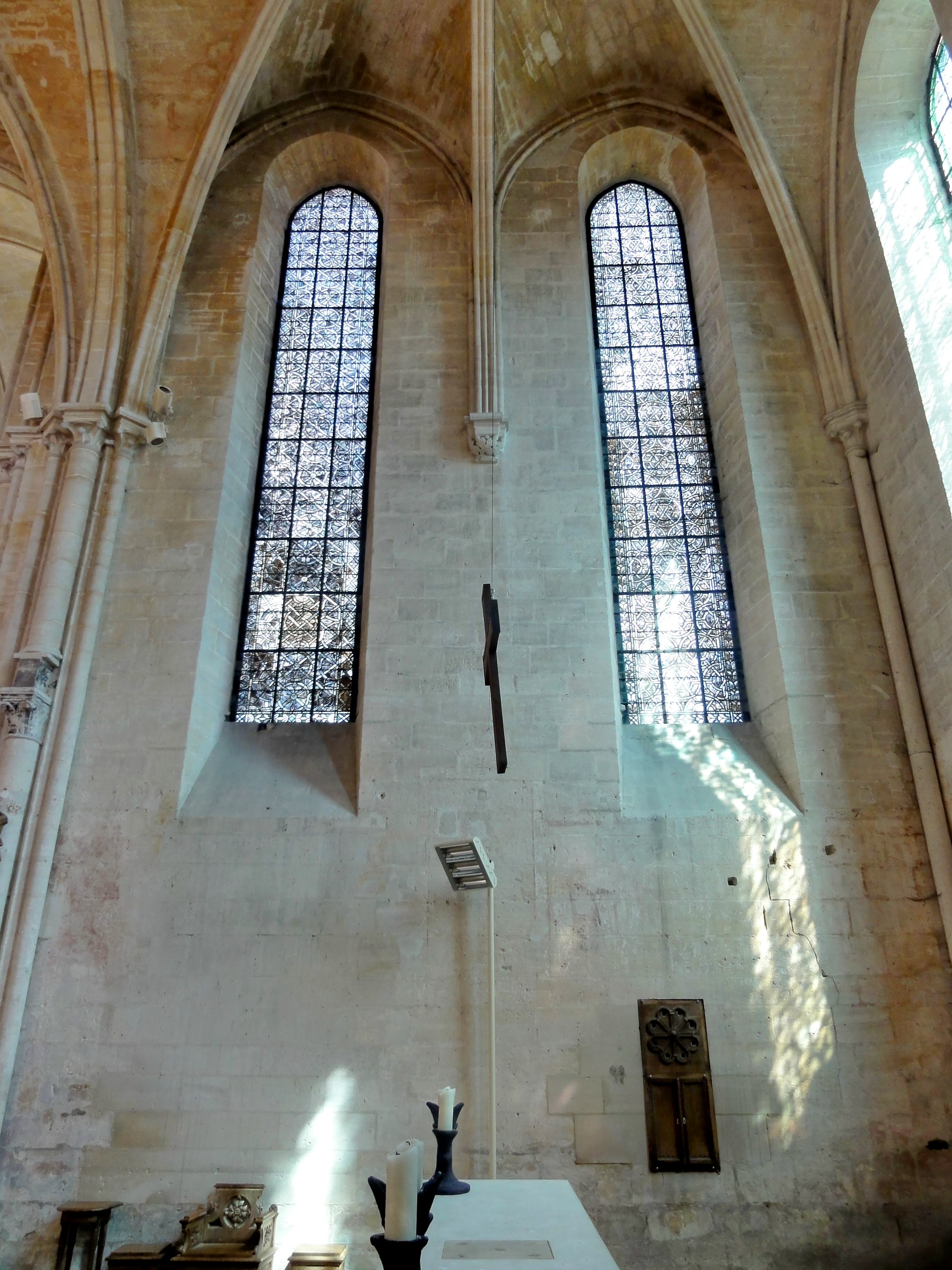
Élévation nord.
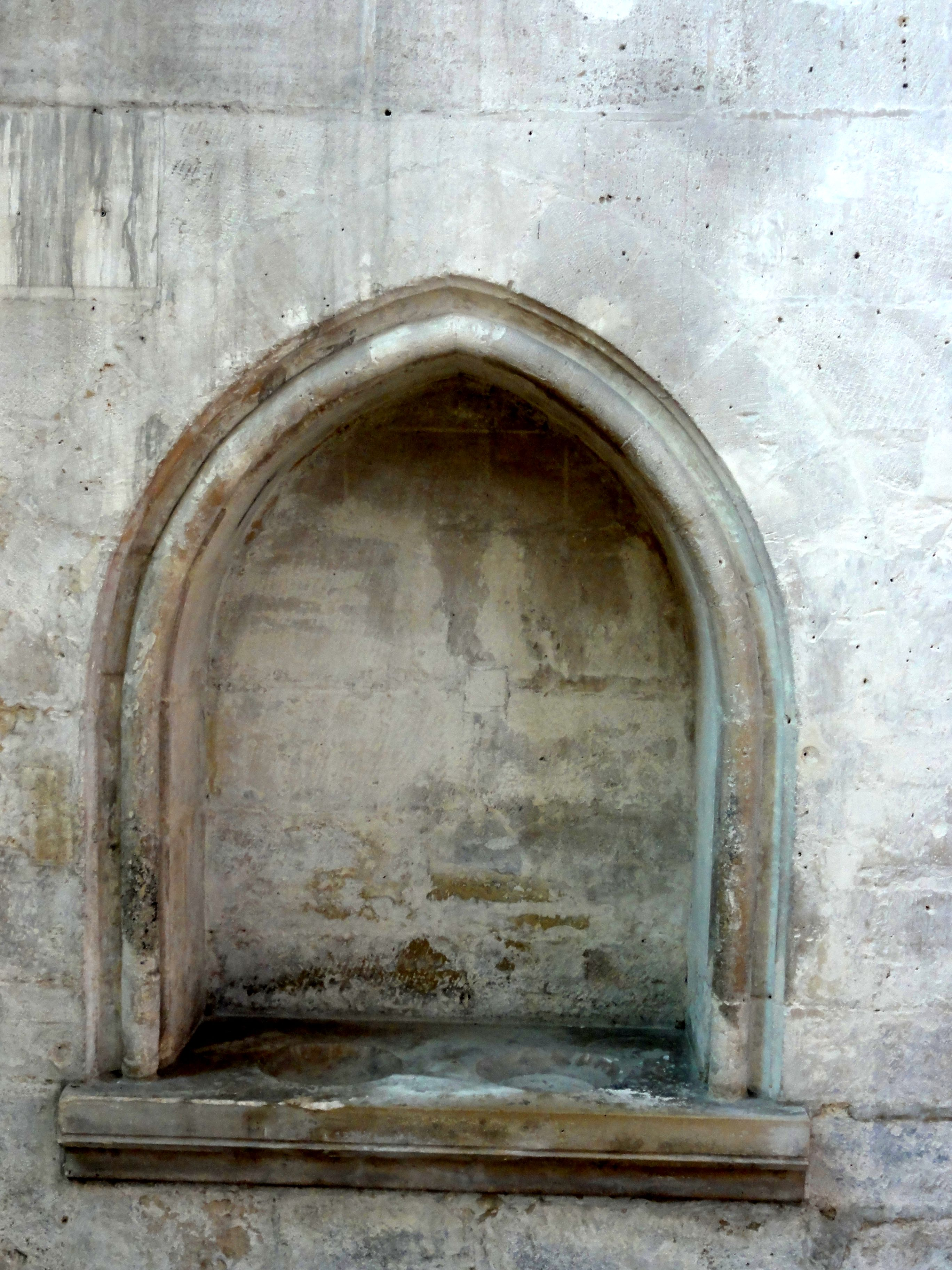
Piscine du chœur.
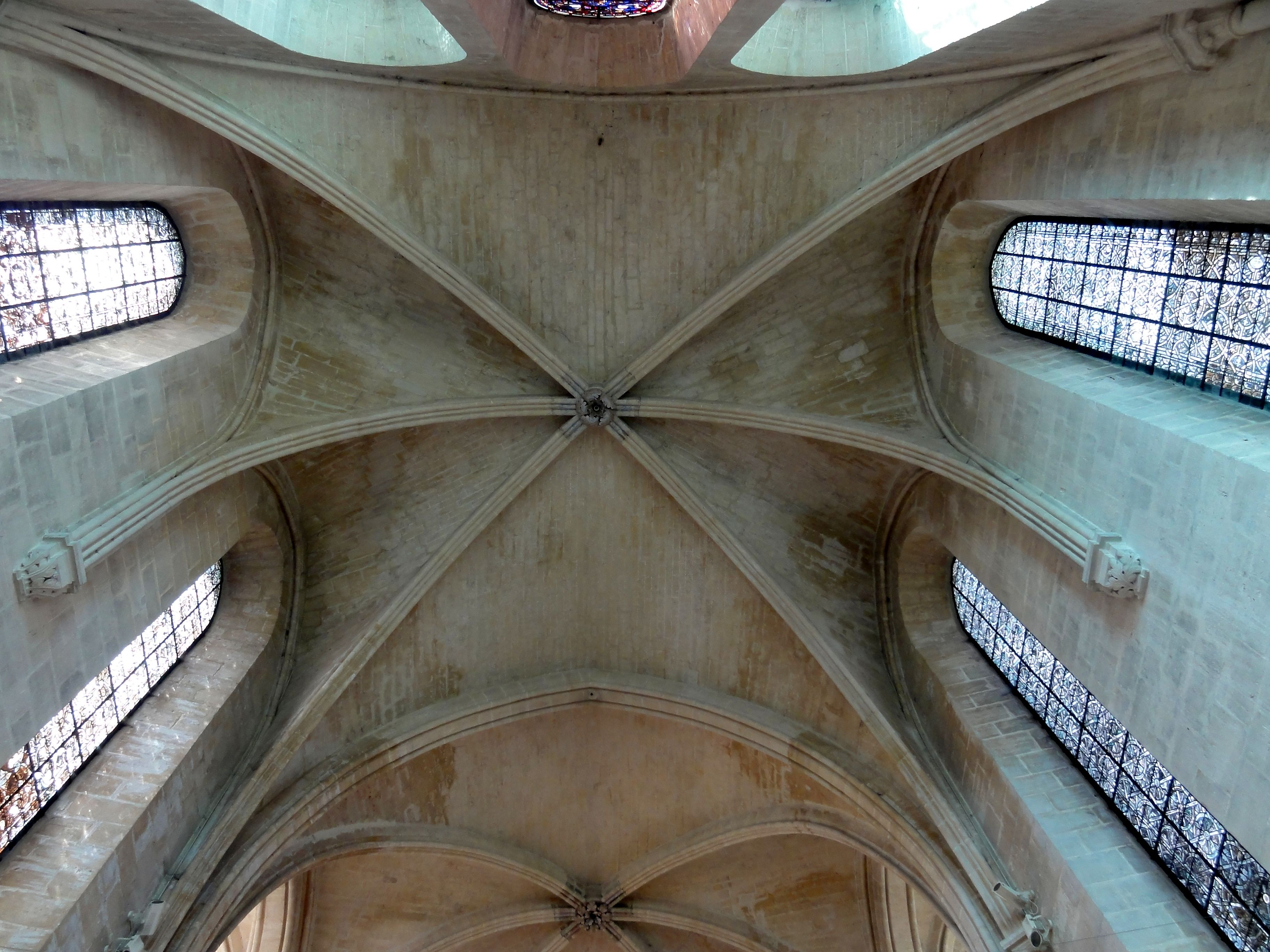
Voûtes du chœur.
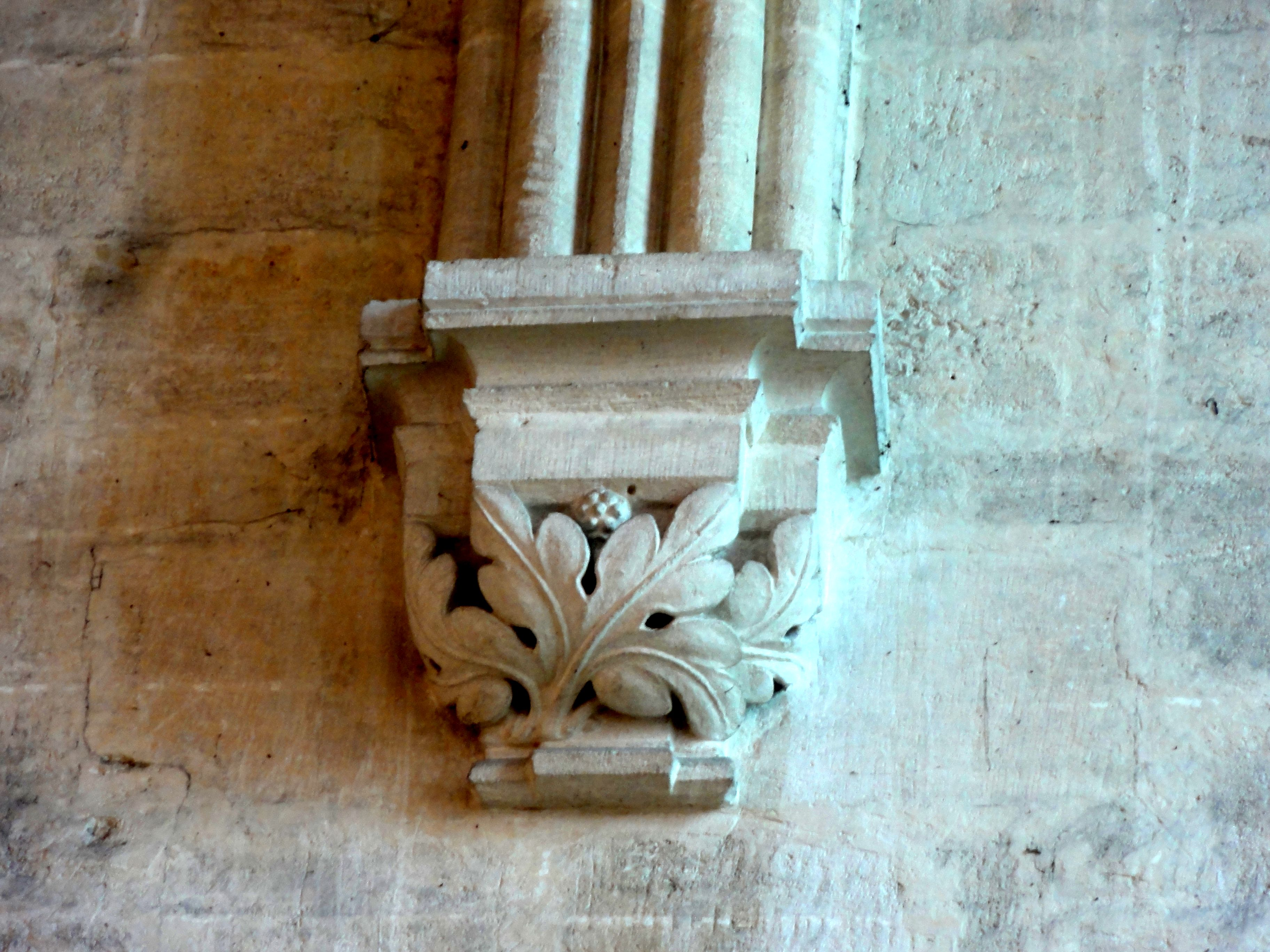
Cul-de-lampe du chœur.
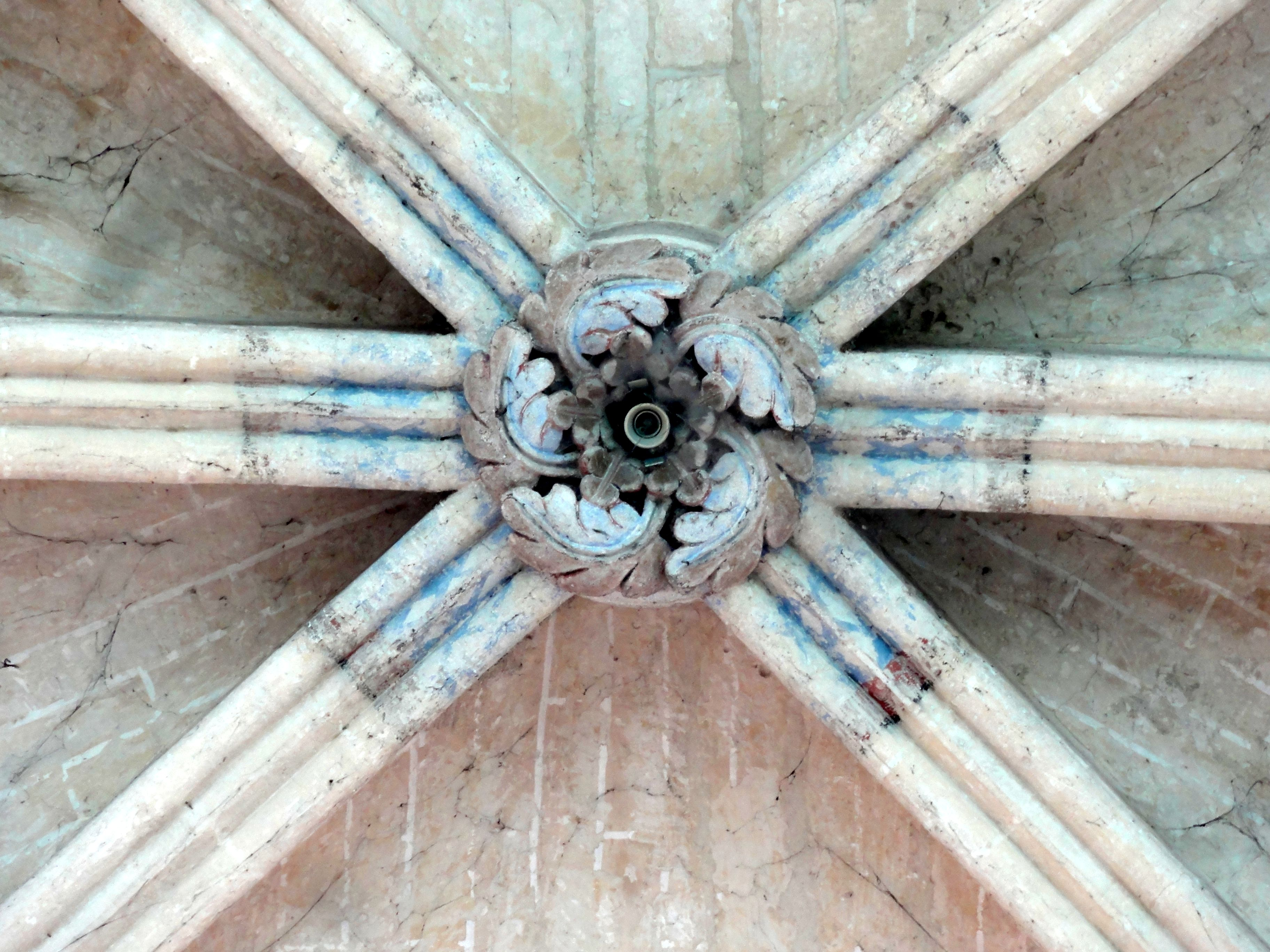
Clé de voûte du chœur.

#### Salle capitulaire

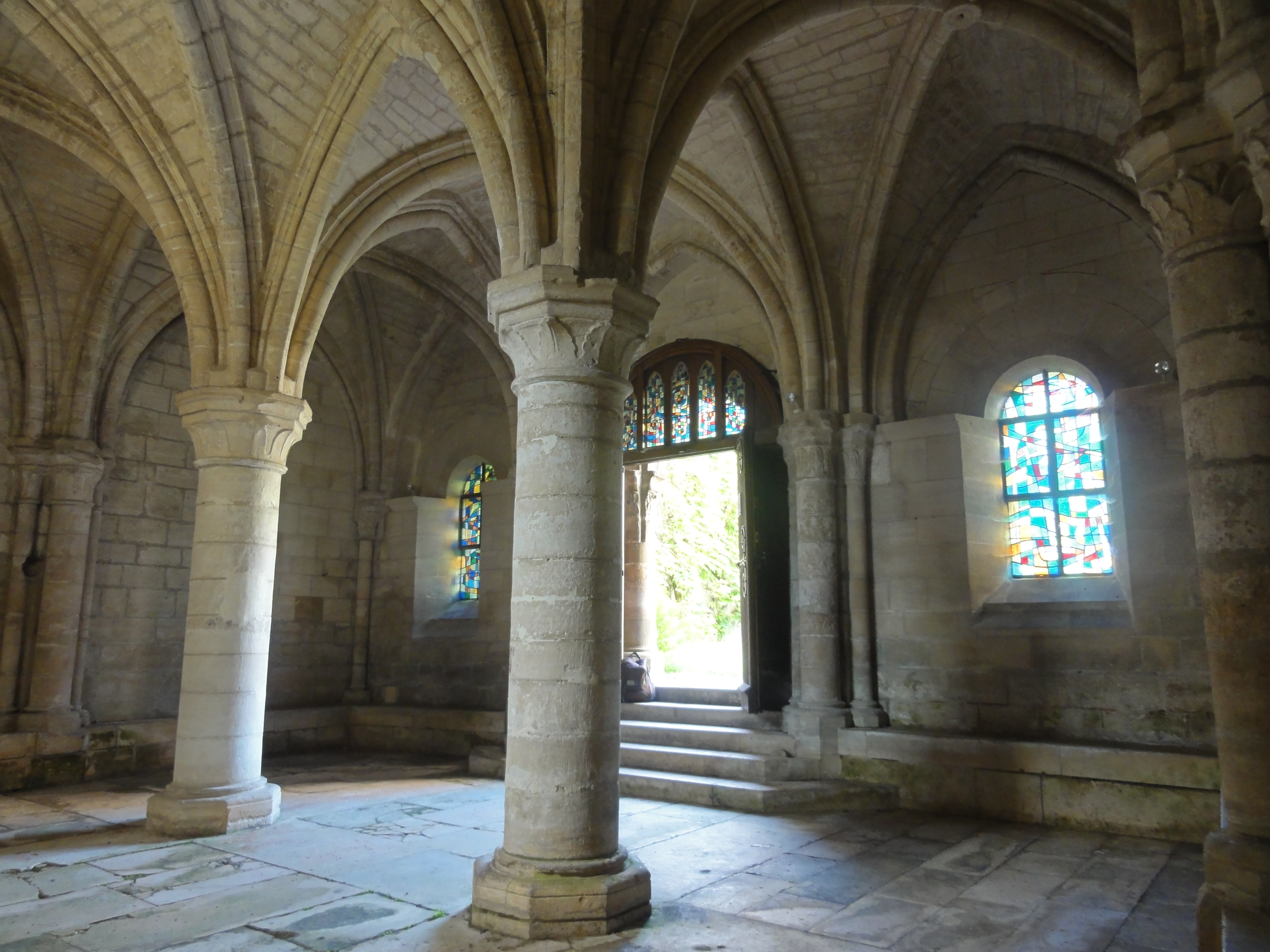
Vue diagonale vers le sud-ouest.

De style gothique primitif, la salle capitulaire semble un peu plus ancienne que l'église. Édouard Dangu la situe au début du XIIIe siècle et Jean Coulaud pendant la seconde moitié du XIIe siècle, comme déjà indiqué ; Maryse Bideault et Claudine Lautier ne l'ont malheureusement pas incluse dans leur étude. De plan rectangulaire, la salle se compose de deux fois trois travées, dont les voûtes d'ogives retombent au centre sur deux grosses colonnes isolées. La salle est tout à fait typique de la période gothique, et correspond à un type aussi bien représenté dans l'architecture civile que dans l'architecture monastique. Aucun élément du décor, qui se concentre par ailleurs sur les chapiteaux, ne traduit la vocation religieuse. Mais il est vrai aussi qu'une salle capitulaire n'est pas un lieu de prière. L'on descend quelques marches après avoir franchi l'unique porte, qui s'ouvrait depuis le cloître. L'intérieur est assez sombre et reste humide malgré la restauration de 1882 / 1892. La lumière entre par deux baies plein cintre à l'ouest, qui sont de toute évidence le résultat de la restauration, et par une unique fenêtre en tiers-point au milieu du mur oriental. Un banc en pierre le long des murs court tout autour, et le sol est constitué de dalles de pierre de différents formats. La sculpture des chapiteaux décline en un ou deux rangs les motifs des feuilles côtelées, des crochets et des feuilles d'eau, ce dernier étant répandu dans les abbayes du fait de sa sobriété. Un fruit d'arum se détache entre les feuilles du chapiteau dans l'angle nord-ouest. Le long des murs, les ogives, doubleaux et formerets retombent sur des faisceaux d'une colonne et de deux colonnettes engagées. Dans les angles, une seule colonnette reçoit une ogive et deux formerets. Le mur occidental avec ses fenêtres remaniées et son portail au milieu est toutefois particulier, car les murs sont doublés de massifs de maçonnerie jusqu'à la hauteur des chapiteaux, et c'est sur ces massifs que retombent les formerets.

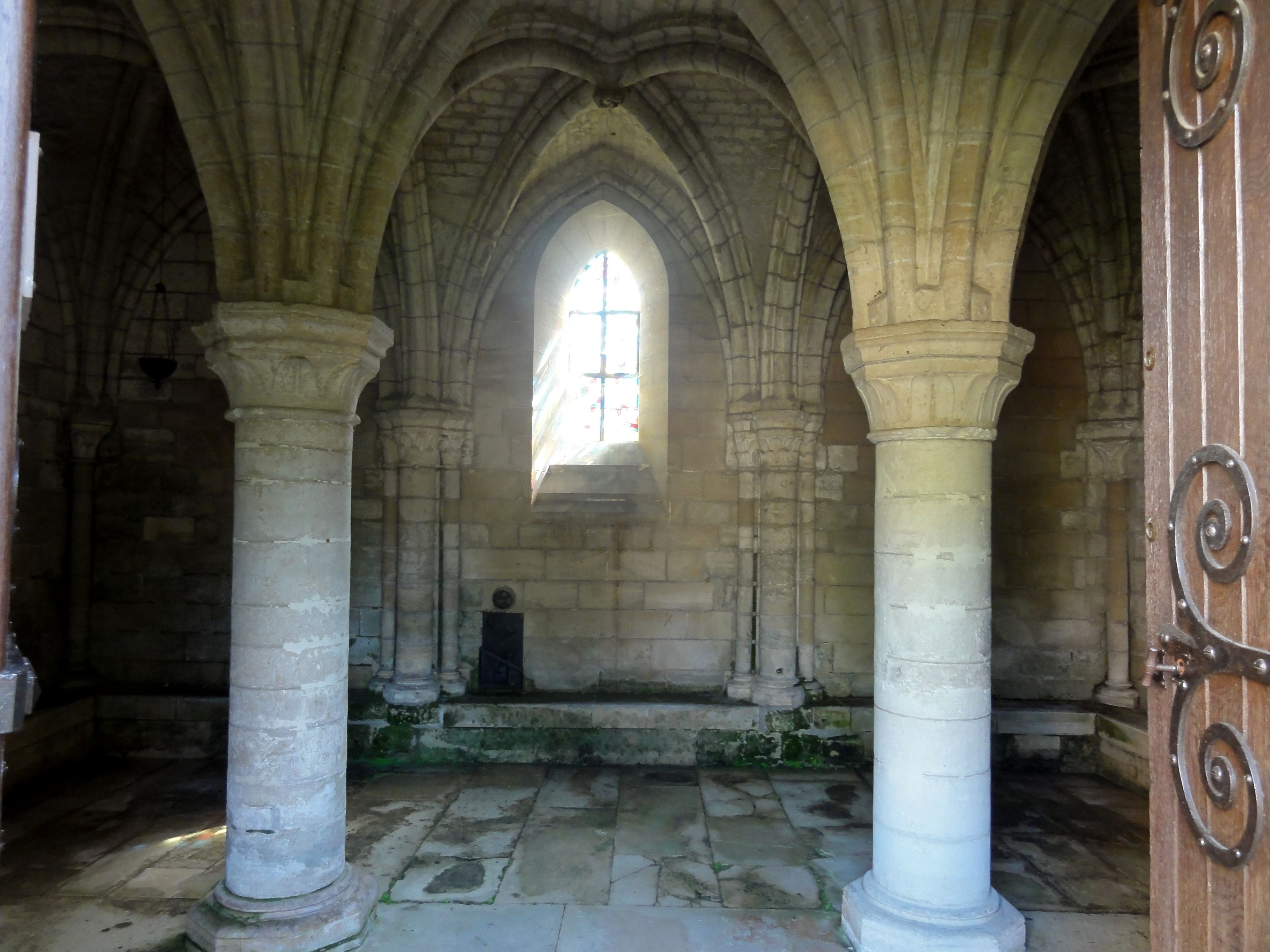
Vue générale depuis l'entrée.
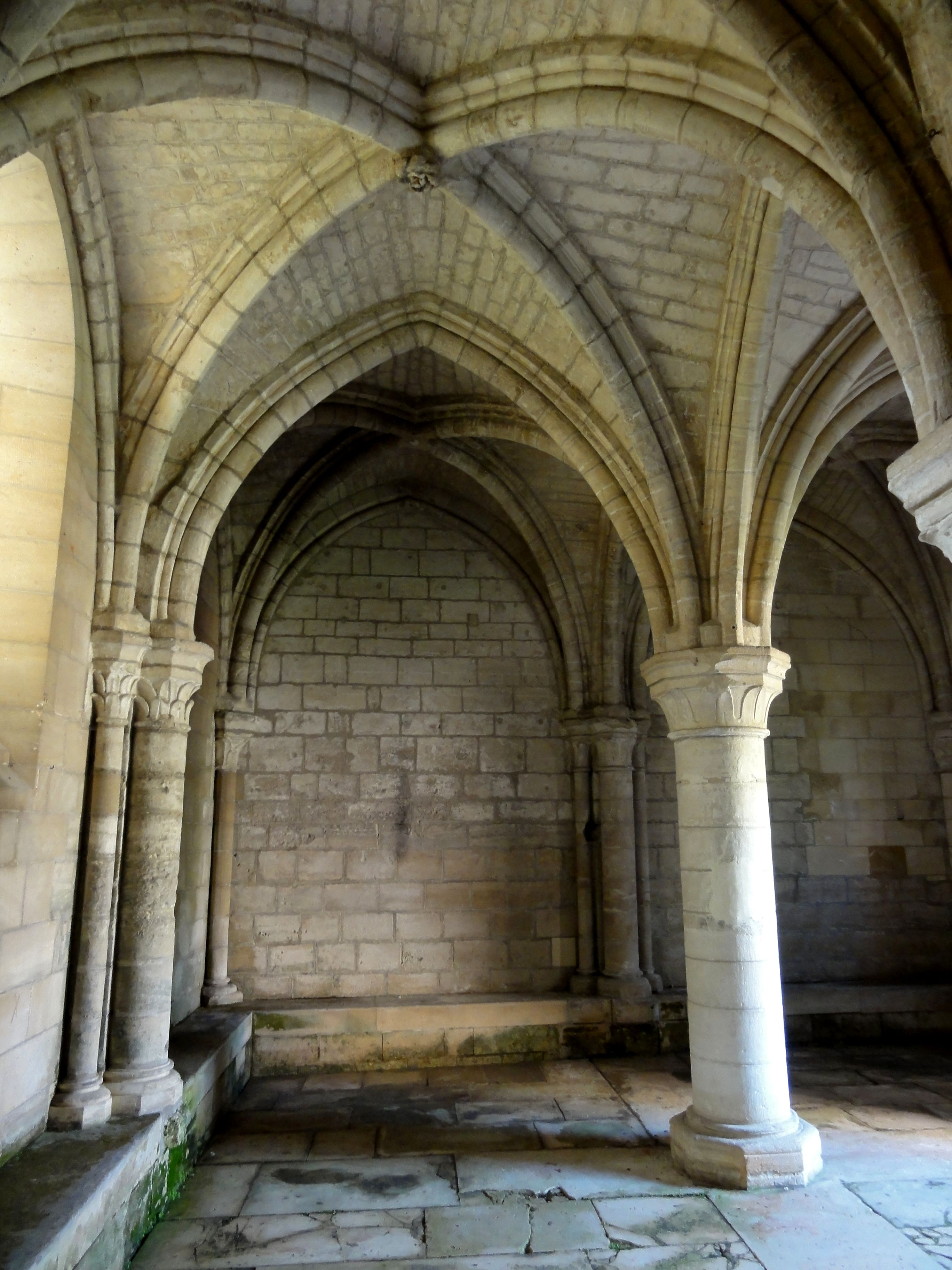
Vaisseau est, vue vers le sud.
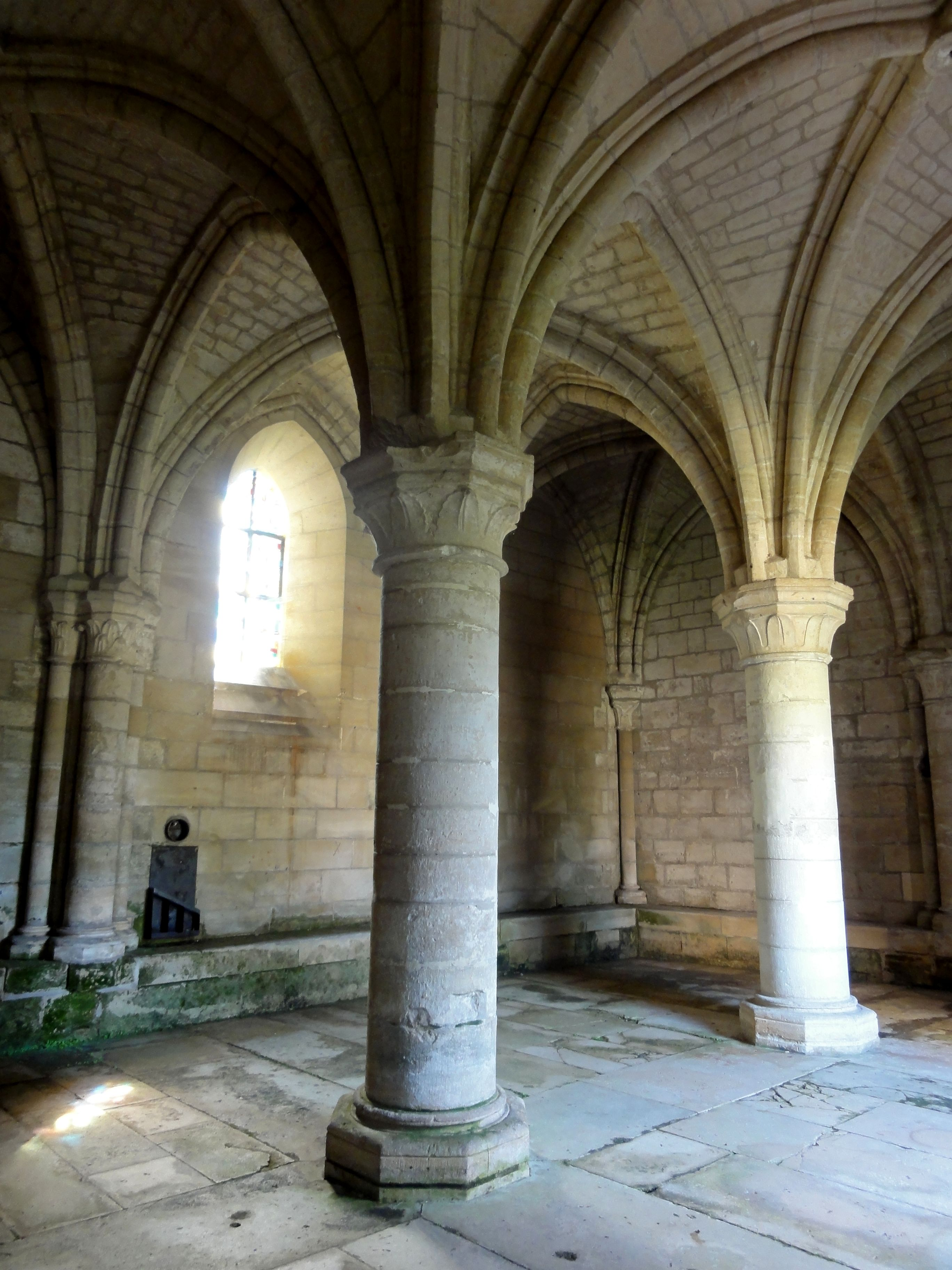
Vue diagonale vers le sud-est.
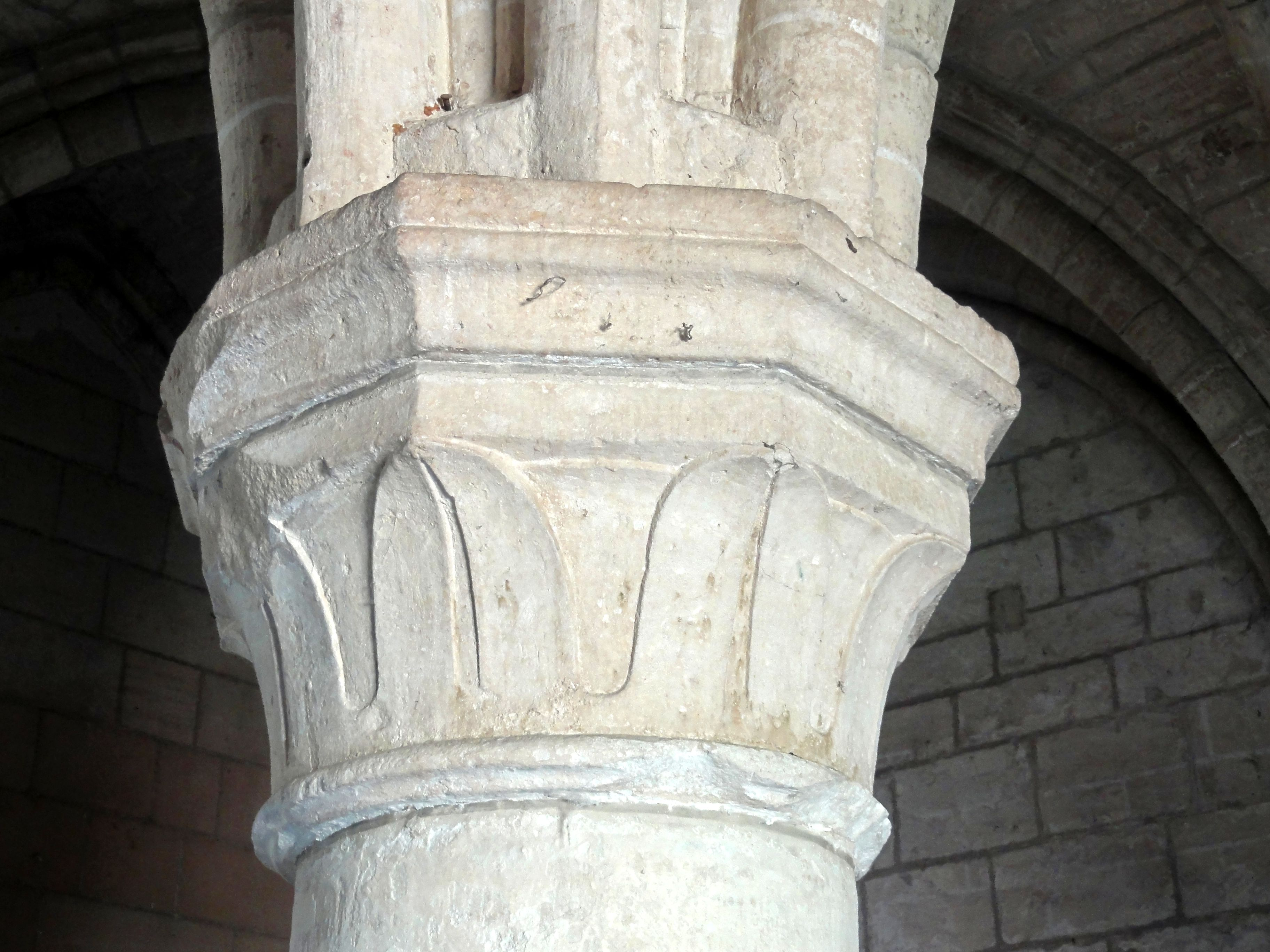
Chapiteau de l'un des deux piliers isolés.
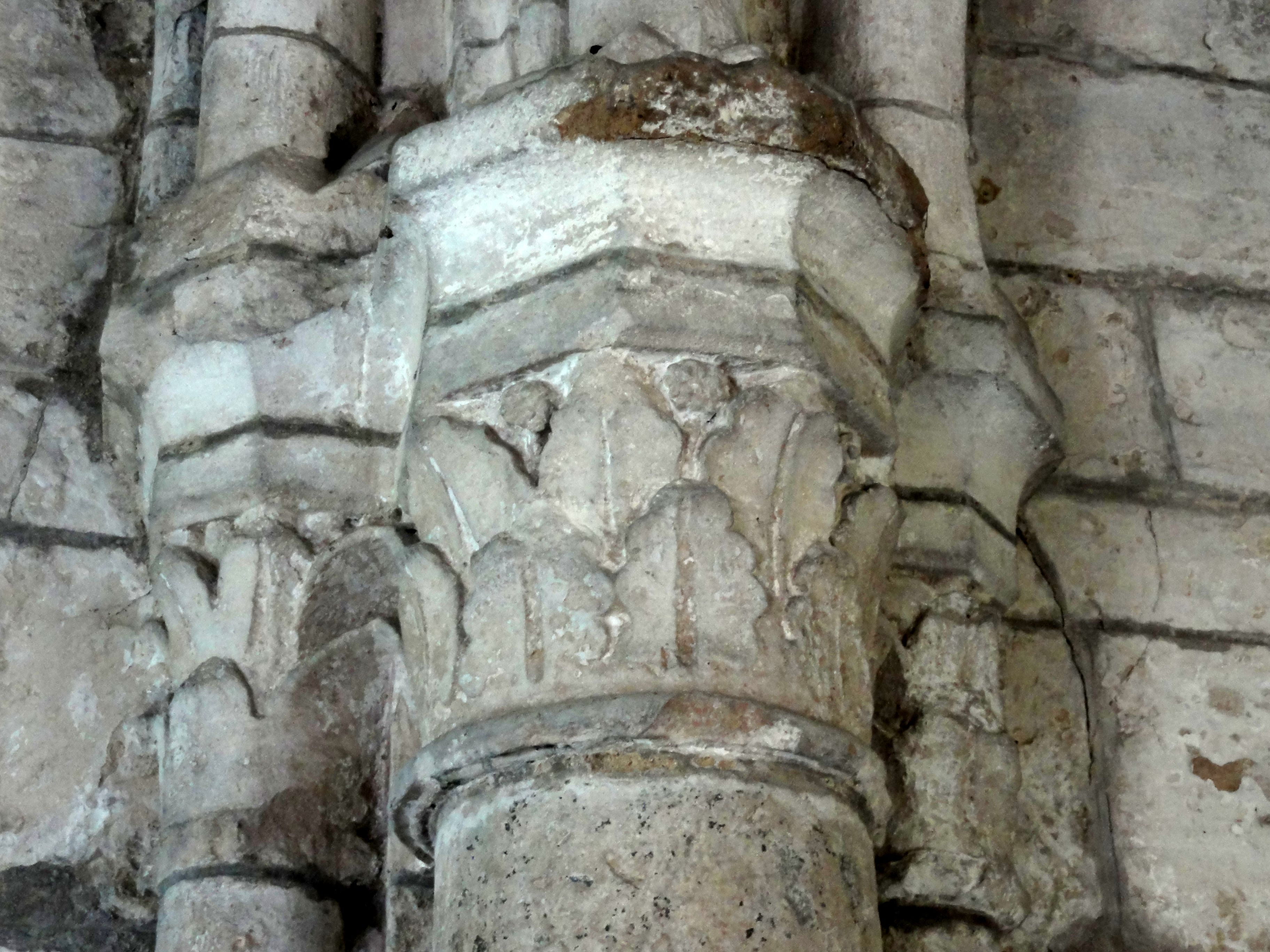
Chapiteaux du mur nord.
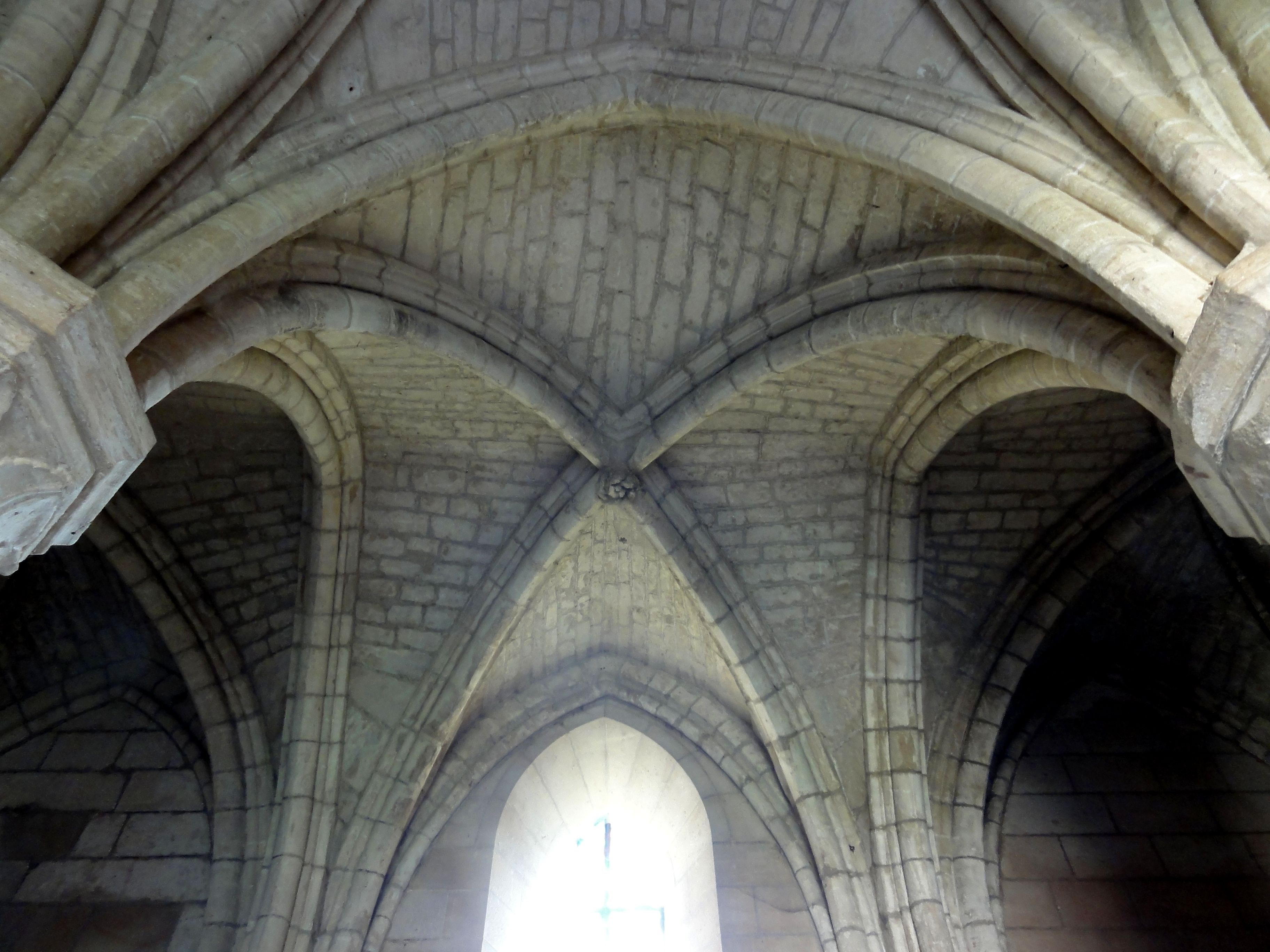
Voûte de la 2e travée du vaisseau est.

### Extérieur

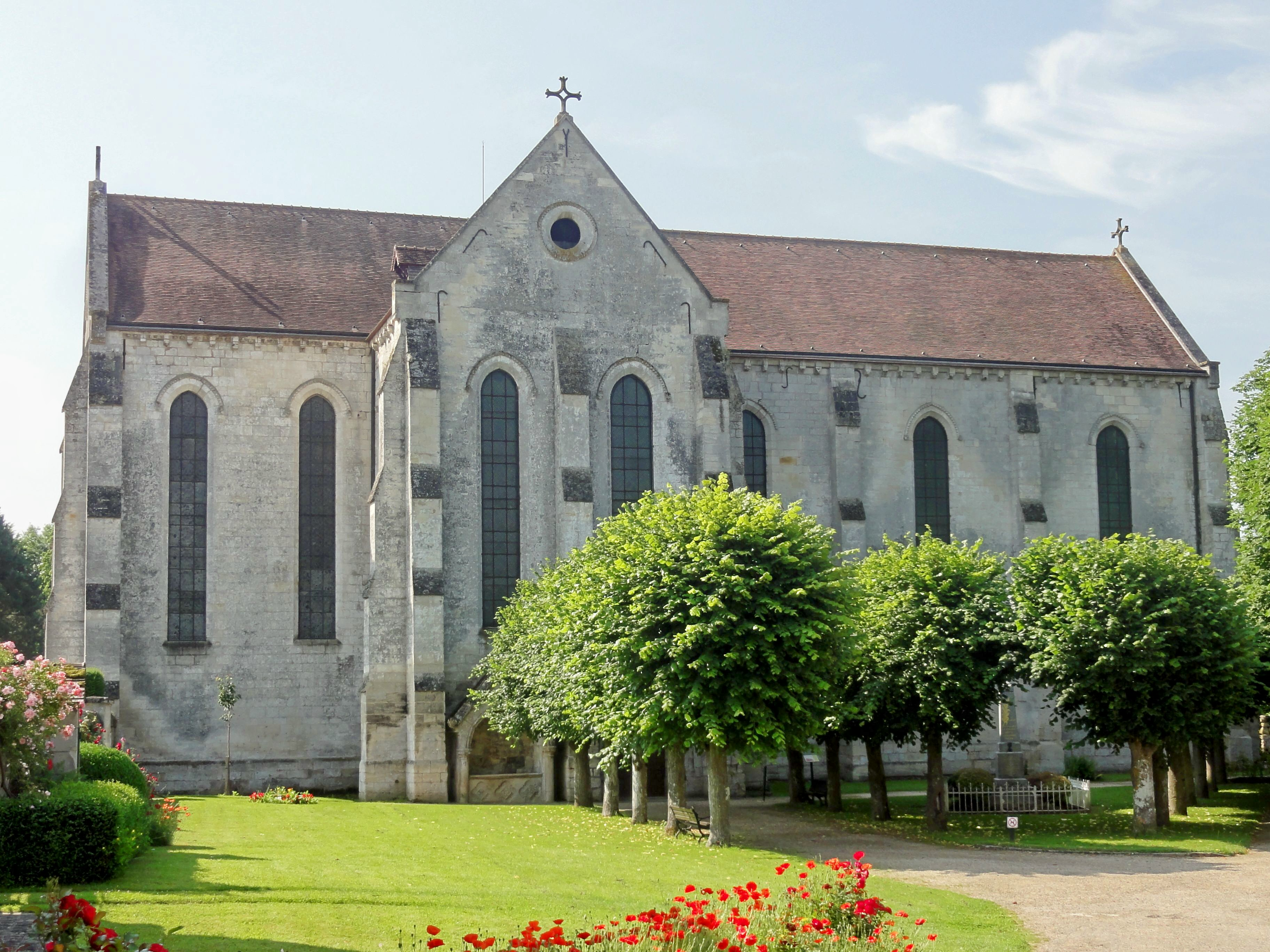
Vue depuis le nord.

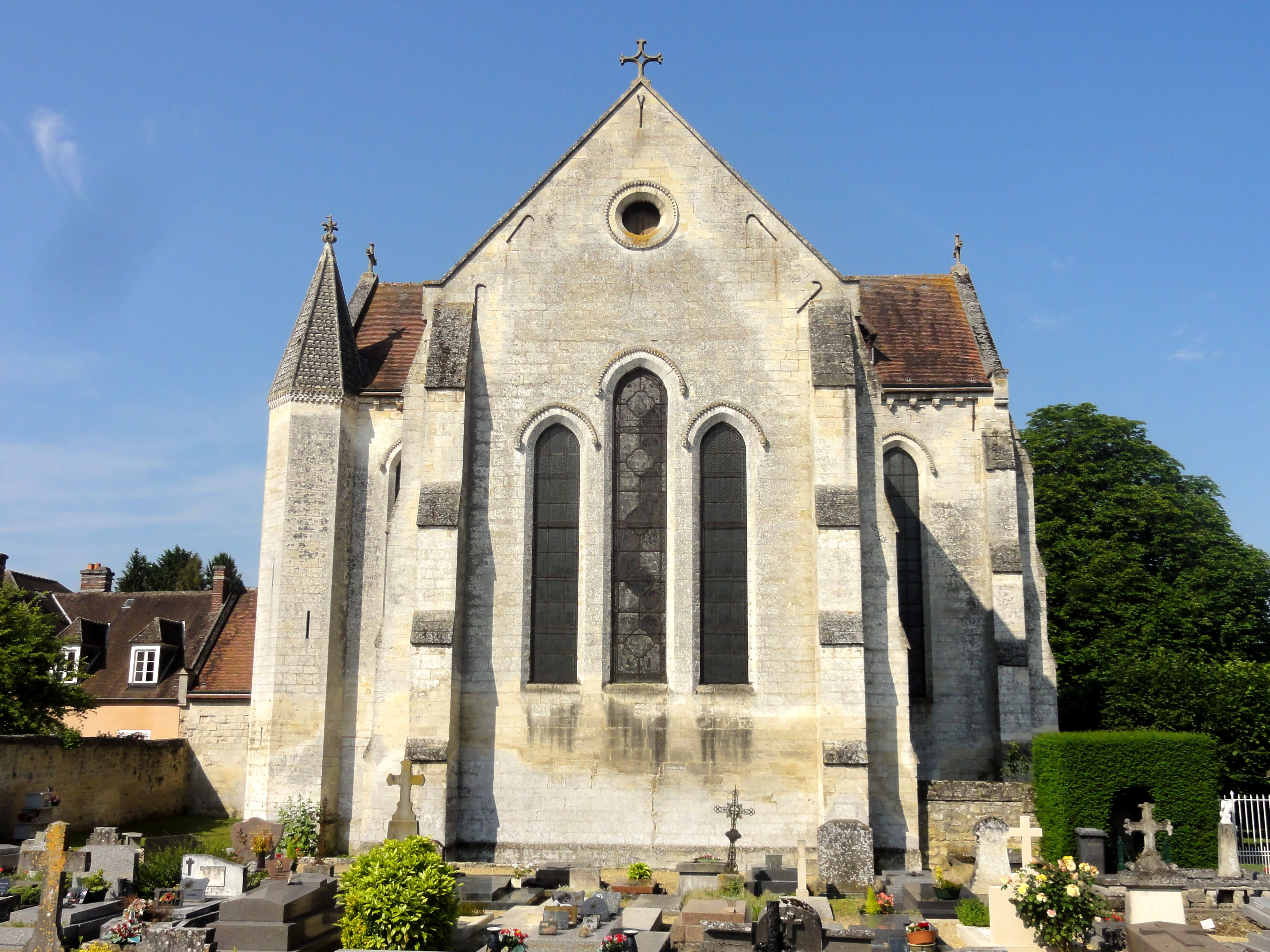
Chevet de l'abbatiale.

#### Église abbatiale
L'extérieur de l'église est caractérisé par la même harmonie des volumes qui est aussi perceptible à l'intérieur. Les élévations latérales et le chevet sont largement fonction de la disposition intérieur et du voûtement, qui déterminent la position des fenêtres et des contreforts. Maryse Bideault et Claudine Lautier remarquent toutefois à juste titre qu'il n'y a pas de contreforts sur les murs gouttereaux du chœur, et que les voûtes sexpartites ne peuvent pas se deviner de l'extérieur. Peu d'éléments décoratifs s'ajoutent à l'agencement de base qui est purement fonctionnel. Aucune moulure n'entoure les fenêtres. Elles sont cependant surmontées d'un cordon en pointe-de-diamant qui retombe sur des têtes grimaçantes. La corniche des murs gouttereaux est seulement décorée de moulures concaves, et elles retombent sur des modillons sculptés en masques, tous différents. Parfois ils sont entourés de tresses, ou des couvre-chefs de différentes formes se détachent autour. Le mur gouttereau nord du chœur possède une corniche un peu différente, où les éléments à deux moulures concaves comportent à leur place deux corbeaux, mais ce n'est pas une corniche beauvaisine contrairement à ce suggère Édouard Dangu. Les pignons des croisillons sont sommés de croix en antéfixe, qui sont cependant modernes. Les contreforts à ressauts sont caractéristiques du style gothique primitif et sont cohérents avec les autres caractéristiques, de sorte que l'on croyait l'église de la seconde moitié du XIIe siècle jusqu'à Eugène Lefèvre-Pontalis. Ce ne sont que certains détails qui ont permis de situer la construction pendant les années 1220 : les profils des nervures, la sculpture des culs-de-lampe et des clés de voûte, mais aussi la coiffe d'une femme sur l'un des modillons du croisillon nord. Une tourelle d'escalier hexagonale se dresse à l'angle sud-est du croisillon sud. Elle est coiffée d'une pyramide en pierre, dont les arêtes sont garnies de tores, et dont les faces sont entièrement couvertes de petites arcatures régulières. La corniche est constituée de modillons superposés,.
Le portail principal était celui du croisillon nord. Il s'ouvre sous le tympan nu d'une double archivolte torique surmontée d'une frise en dents de scie, qui retombe sur deux paires de colonnettes aux chapiteaux de crochets. Le tympan était initialement peint, et les derniers restes ont été examinés par Louis Sauvageot en 1862. Il pouvait encore deviner plus que reconnaître le Christ dans une position assise, et sous réserve, deux anges en adoration à sa gauche et à sa droite. Le portail nord est encore authentique, ce qui n'est pas le cas du portail sud, qui a dû souffrir de la démolition du cloître. Son archivolte est seulement simple, et le cordon en dents-de-scie retombe sur des têtes grimaçantes comme c'est le cas près des fenêtres. Les deux consoles sont ornées de deux têtes humaines qui se regardent en face. Une troisième porte a existé près de la chaire et donnait sur l'intérieur de l'abbaye ; elle était utilisée par les religieuses en cas de mauvais temps. Cette porte a disparu, tout comme une quatrième porte ménagée du côté opposé au début du XVIIIe siècle.

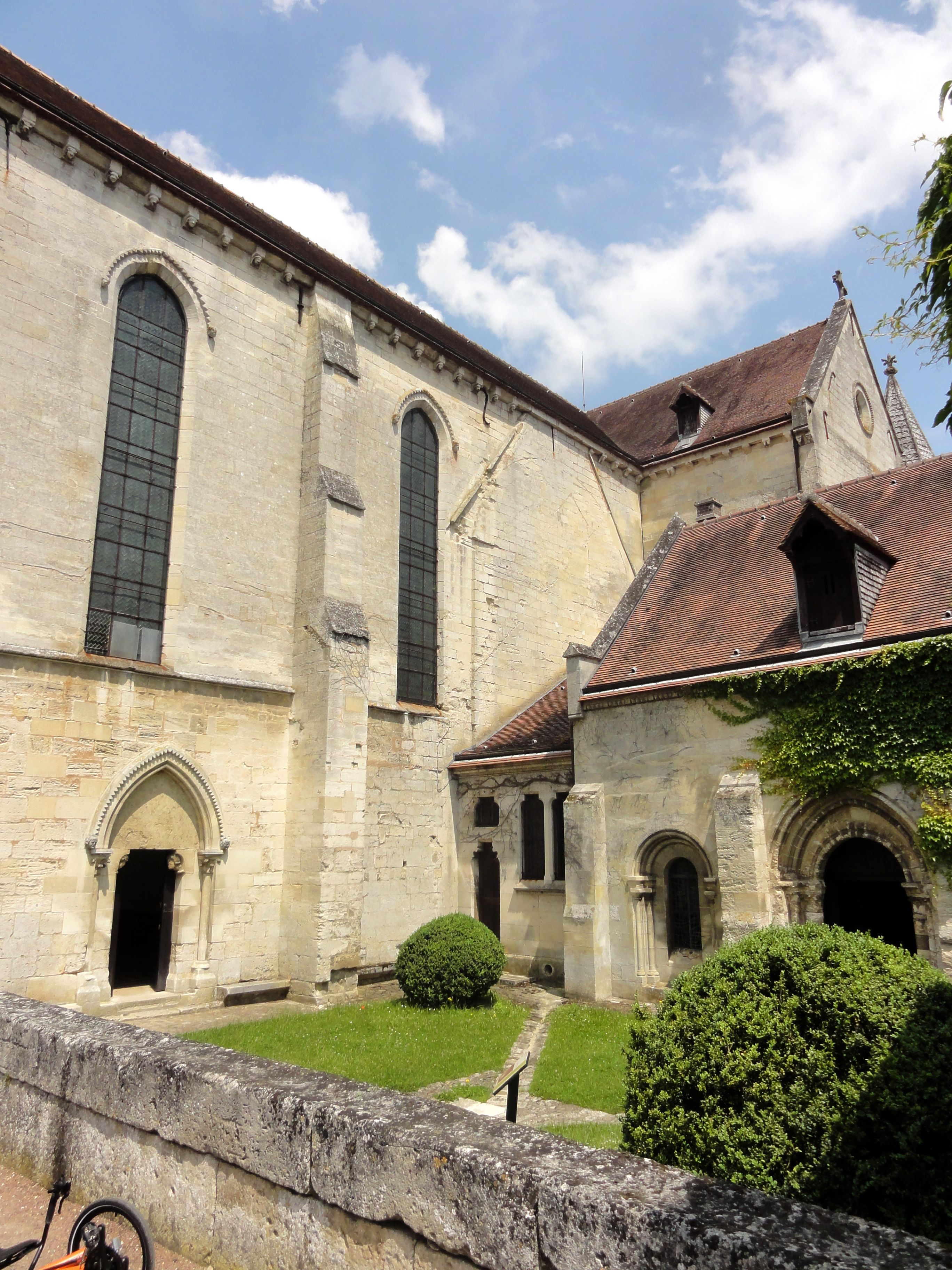
Portail sud et salle capitulaire.
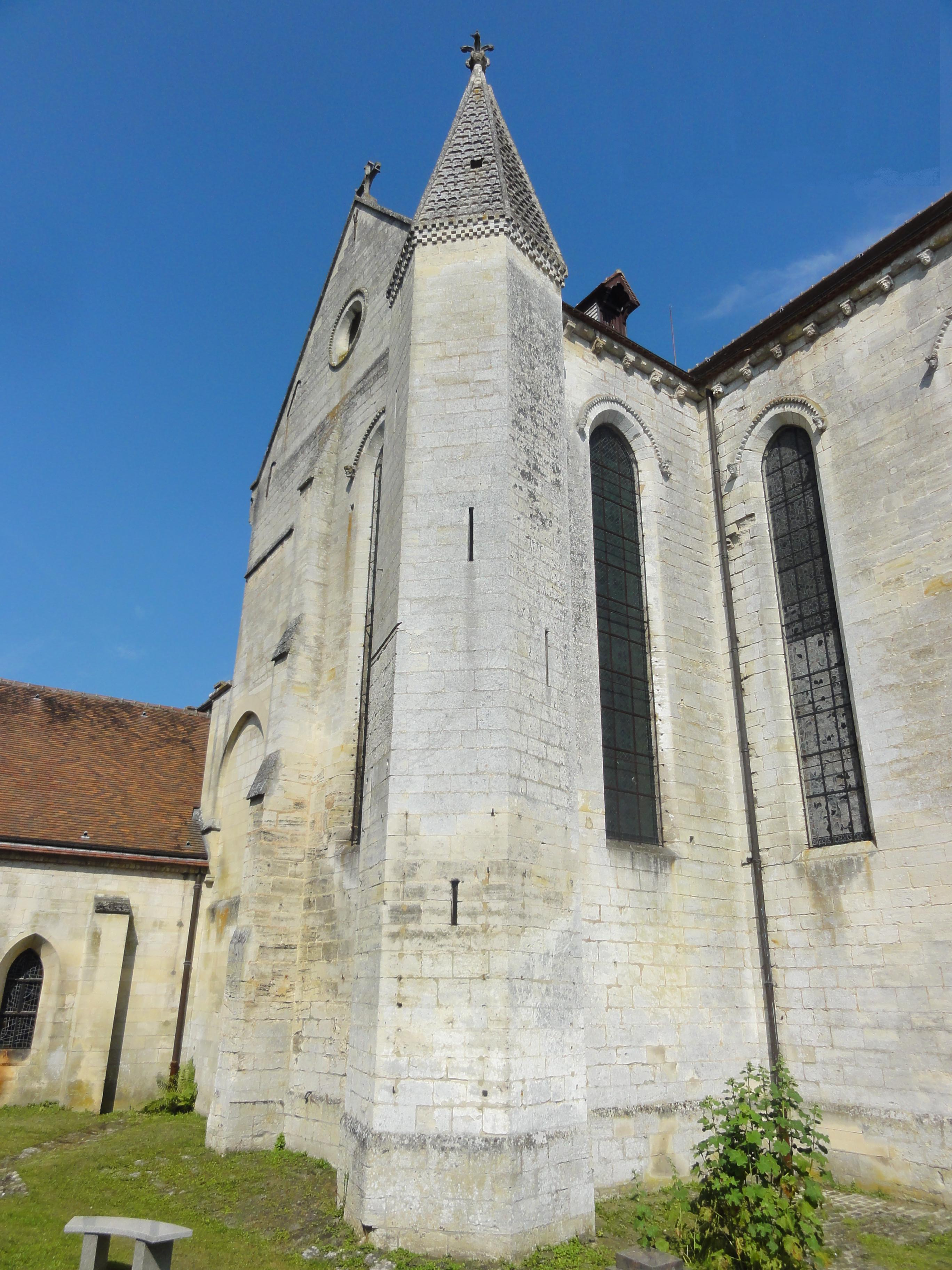
Croisillon sud.
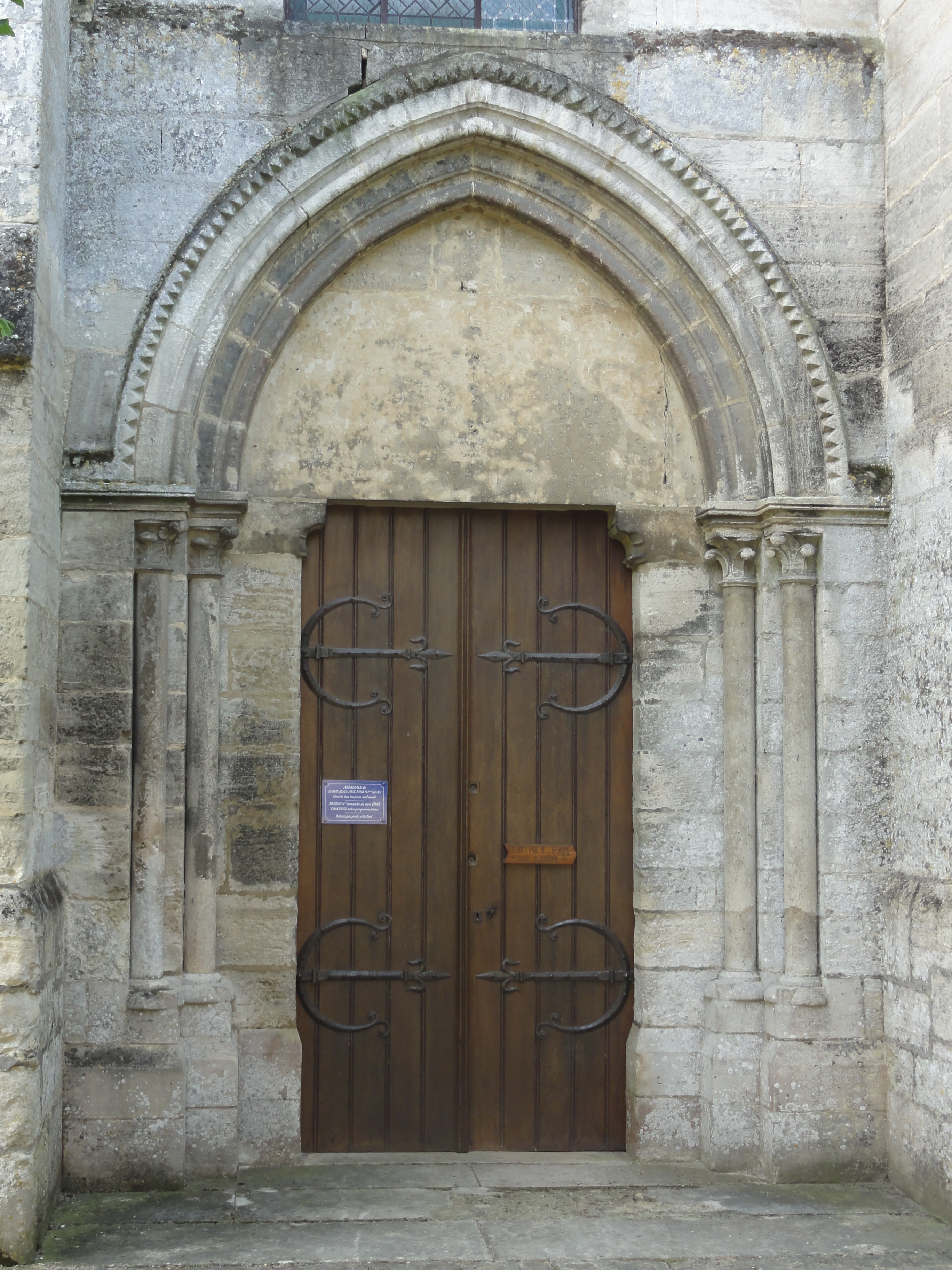
Portail nord.
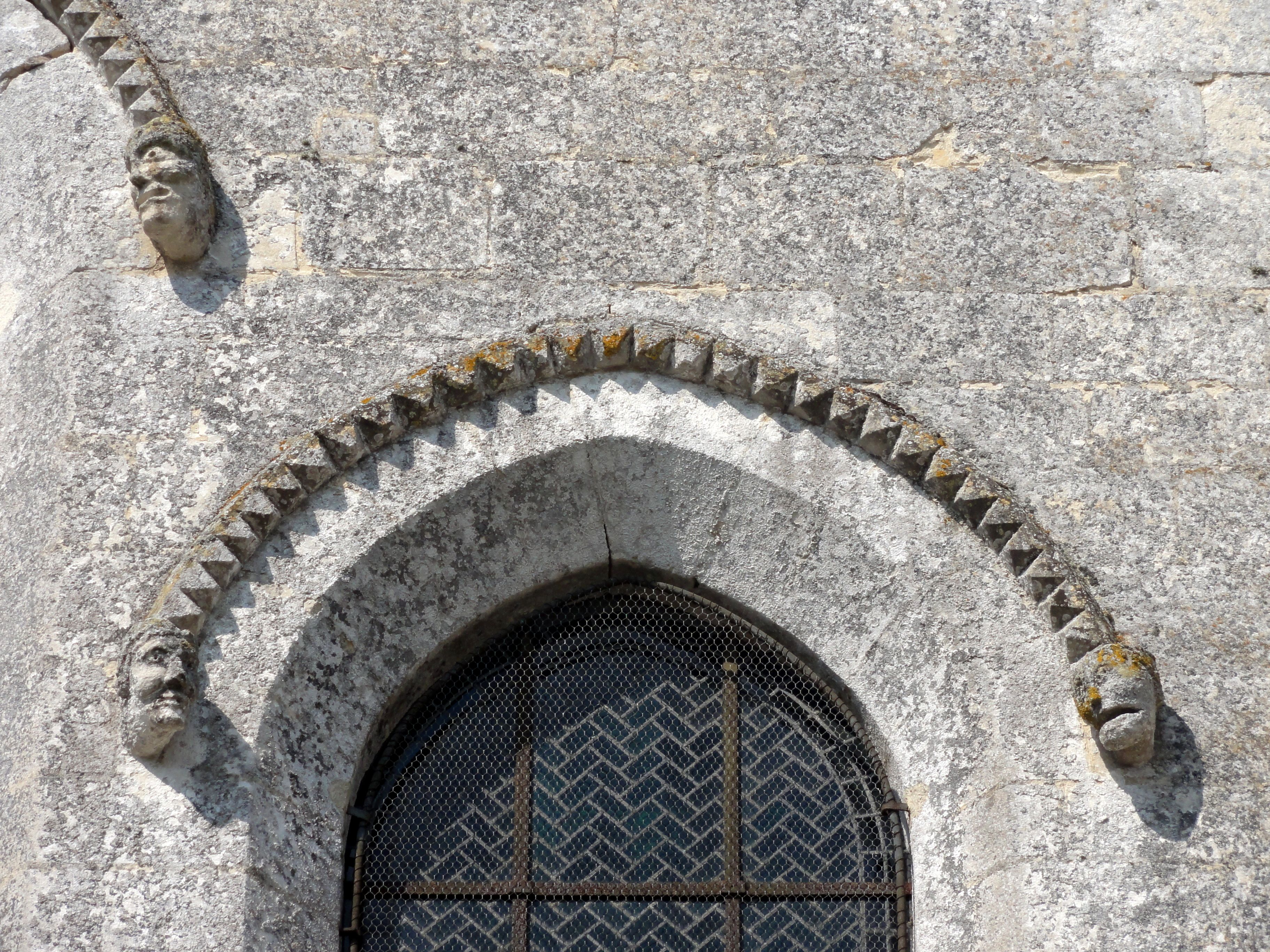
Baie de droite du chevet.
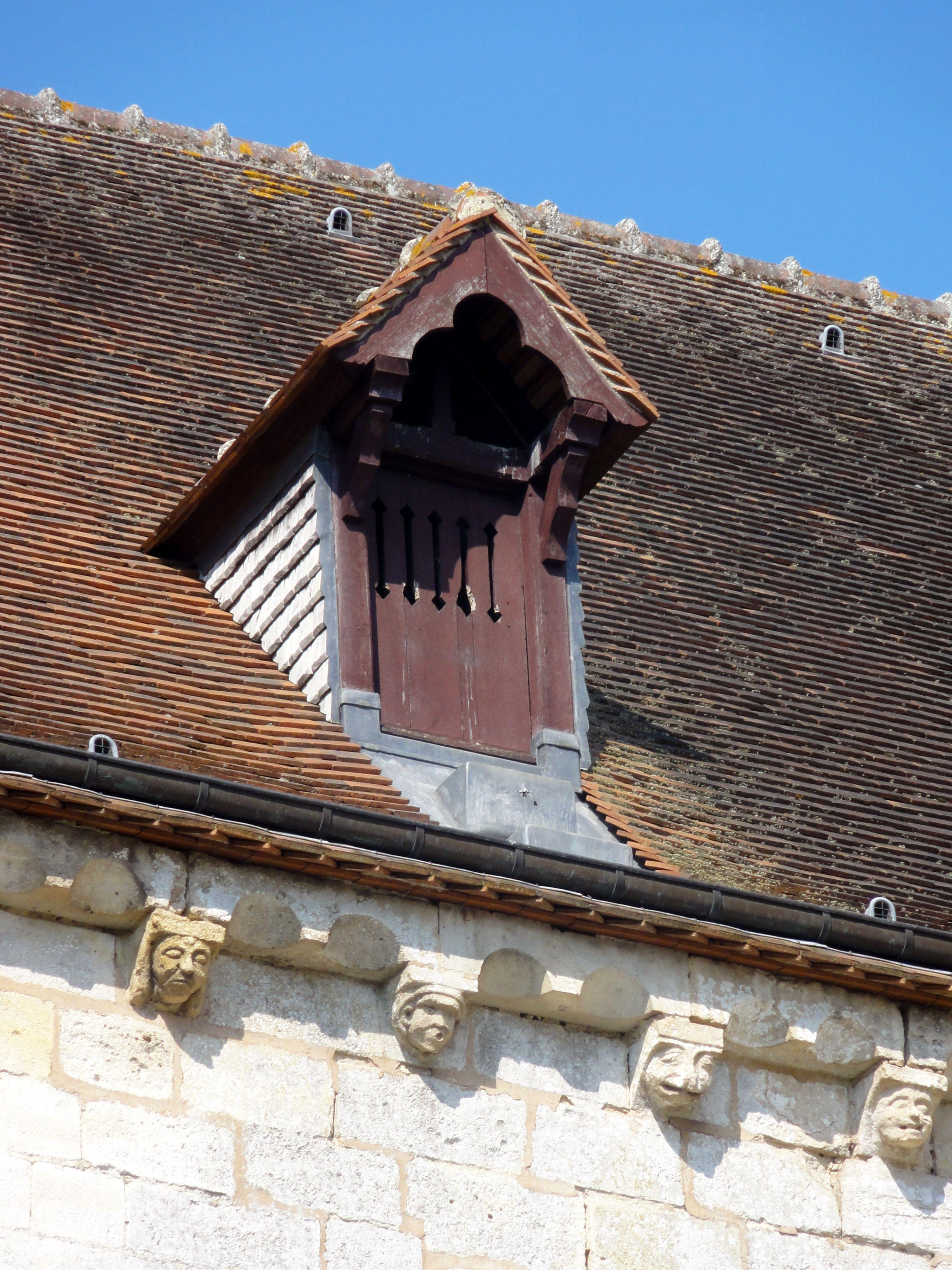
Lucarne et corniche du croisillon sud.
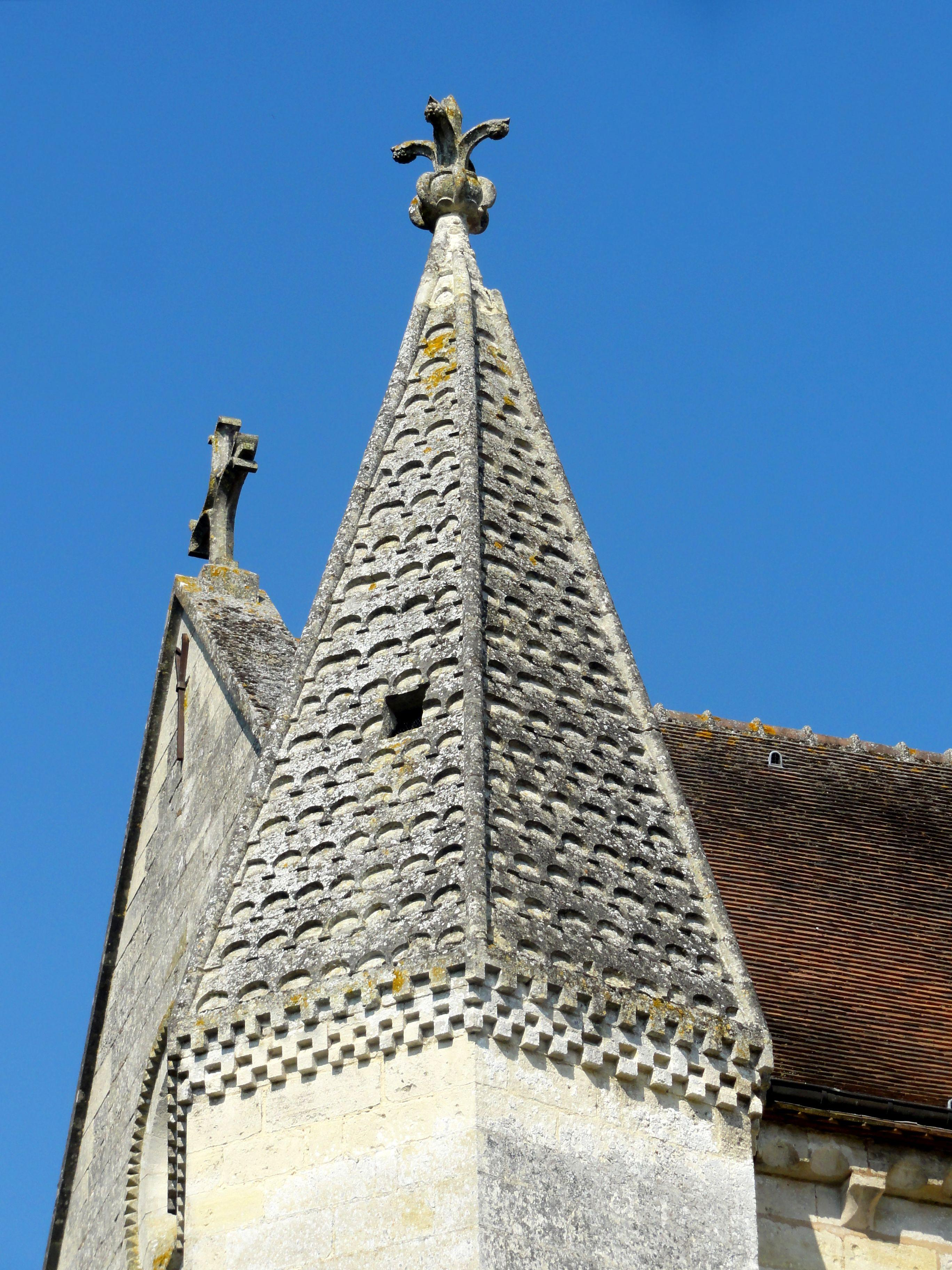
Flèche de la tourelle.

#### Vestiges de l'abbaye

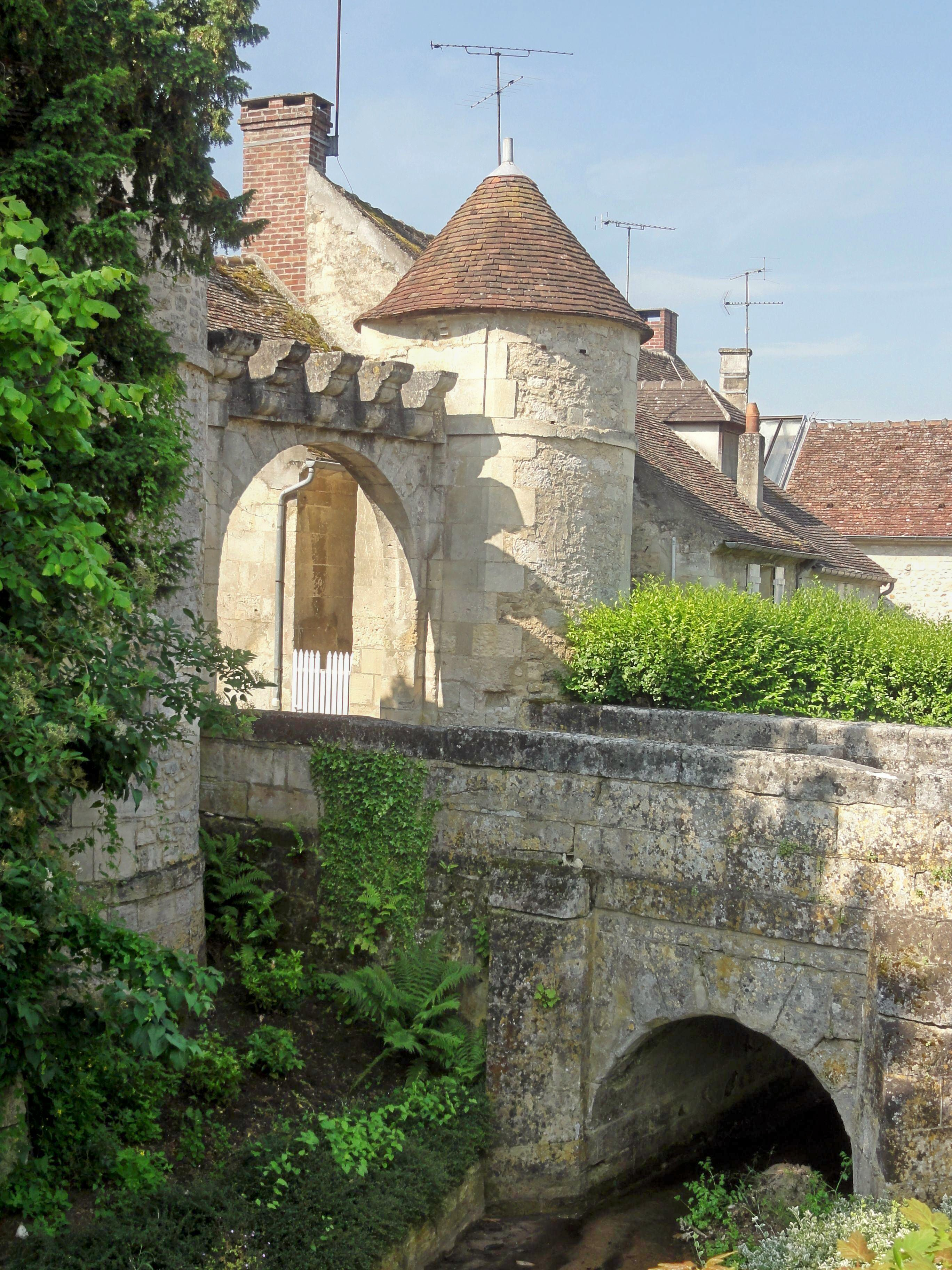
Porte fortifiée.

Au nord, le long de la rue des Plaideurs, une portion de l'enceinte de l'abbaye reste intacte de part et d'autre de la porte fortifiée. L'actuel pont en pierre remplace deux ponts-levis : un pont large et à deux bras pour les voitures et chevaux, et une passerelle étroite à un seul bras pour les piétons. La largeur du fossé qui protégeait l'enceinte devait être de 7 m du temps que le système défensif servait encore. Le fossé existe encore sur les deux tiers de sa longueur, et il est alimenté en eau par le ru Saint-Nicolas et le ru des Planchettes. Un lavoir a été aménagé sur le fossé, vers où descend un petit escalier. La porte fortifiée est encadrée par deux tours rondes, aplaties du côté du portail. Chaque tour est munie d'un court étage et couverte d'un toit en poivrière. La courtine entre les tours est munie de mâchicoulis et percée d'une poterne de seulement 0,50 m de large à gauche, aujourd'hui inaccessible, et d'une grande porte cochère en plein cintre. Cette porte fortifiée est datable de la fin du XVe siècle ou du XVIe siècle. Elle donnait sur une vaste cour. Le bâtiment qui servait de porterie et peut-être de chambre d'hôtes se situait à l'intérieur de cette cour, en entrant à droite. Tout le secteur à gauche (à l'est) de l'allée centrale était occupé par des jardins.
L'autre porte visible dans l'enceinte de l'abbaye est celle de la cour ferme, que l'on trouve rue du Couvent, à l'ouest de l'église. C'est un porche voûté avec une chambre à l'étage, et connu localement comme « le pavillon ». La ferme de l'abbaye a disparu, mais un pan de mur et les parties basses de trois contreforts subsistent de la grange et ont été incorporés dans une autre construction.
La salle capitulaire représente le dernier vestige du couvent proprement dit. Son apparence actuelle est assez éloignée de son aspect du temps de l'existence de l'abbaye. La galerie orientale du cloître se trouvait devant l'actuelle façade, et la salle était intégrée dans le rez-de-chaussée du principal bâtiment conventuel, qui mesurait environ 70,00 m de large et 7,20 m de long. Il réunissait les fonctions salle capitulaire, réfectoire, cuisine et sans doute parloir au rez-de-chaussée, et abritait le dortoir et peut-être la salle des religieuses à l'étage. L'escalier devait occuper l'emplacement de la sacristie actuelle, ce qui permettait aux moniales d'accéder à l'église par l'ancienne porte près de la chaire, directement depuis le dortoir. La salle capitulaire n'était donc pas directement couverte par un toit, mais était surmontée d'un étage. La porte est encore authentique et assez curieuse, car flanquée de deux colonnes assez épaisses et de deux colonnettes, au lieu de colonnettes d'un diamètre équivalent. Aussi, l'archivolte inférieure supporté par les colonnes est pratiquement en plein cintre, mais les archivoltes supérieures en tiers-point. Il n'y a pas de colonnettes qui correspondent à l'archivolte extérieure.

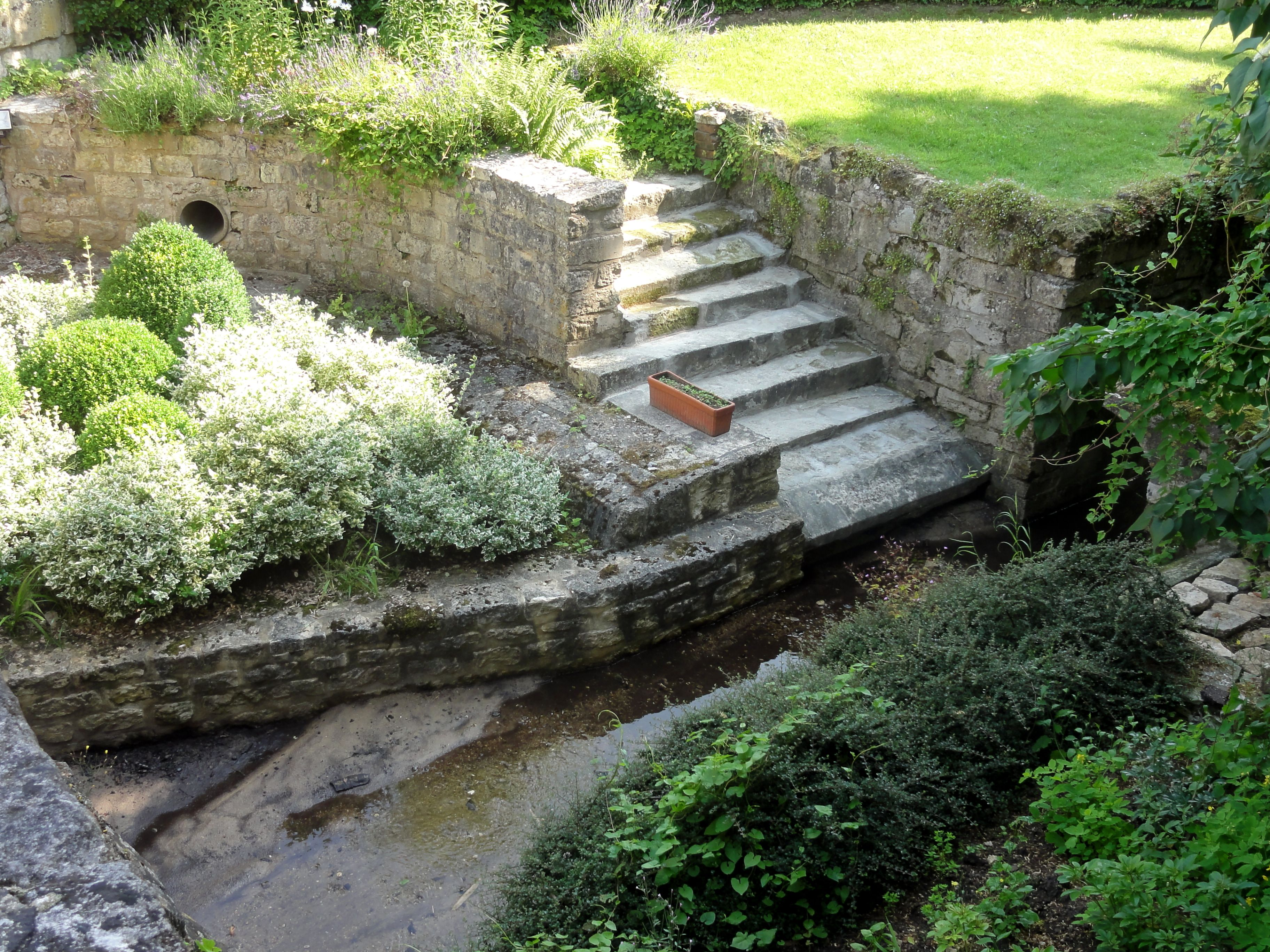
Ancien lavoir.
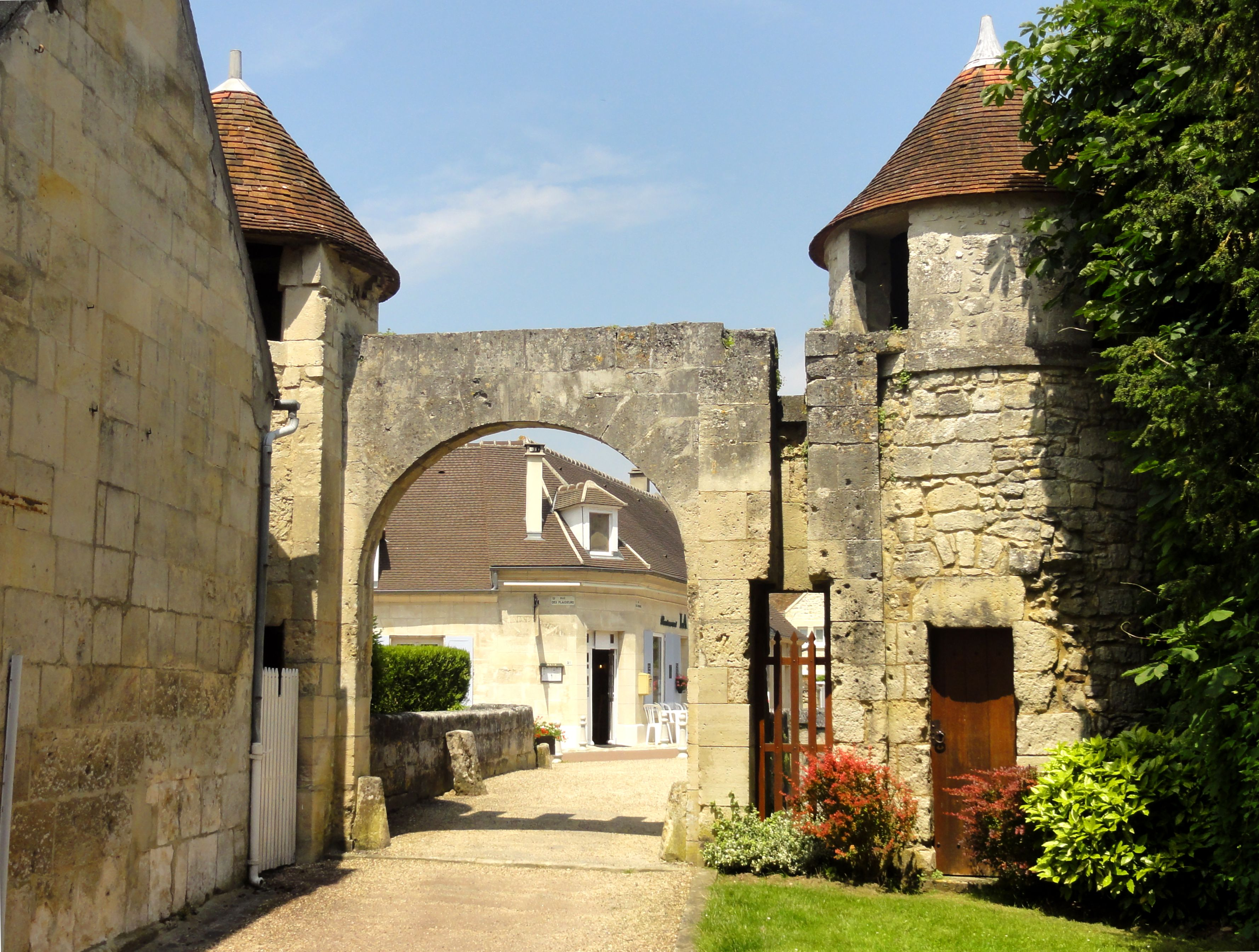
Porte fortifiée, intérieur.
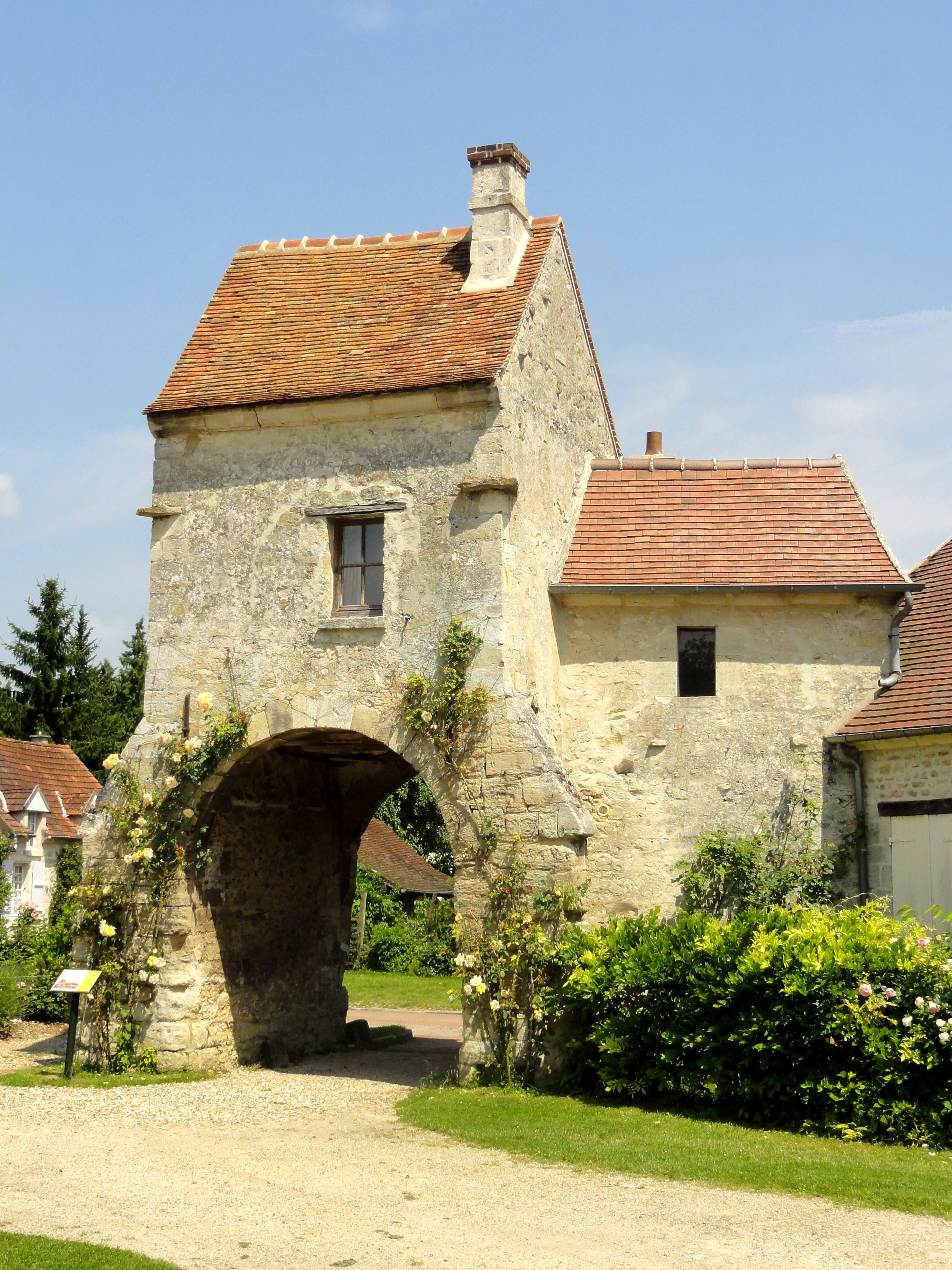
Porche de la ferme.
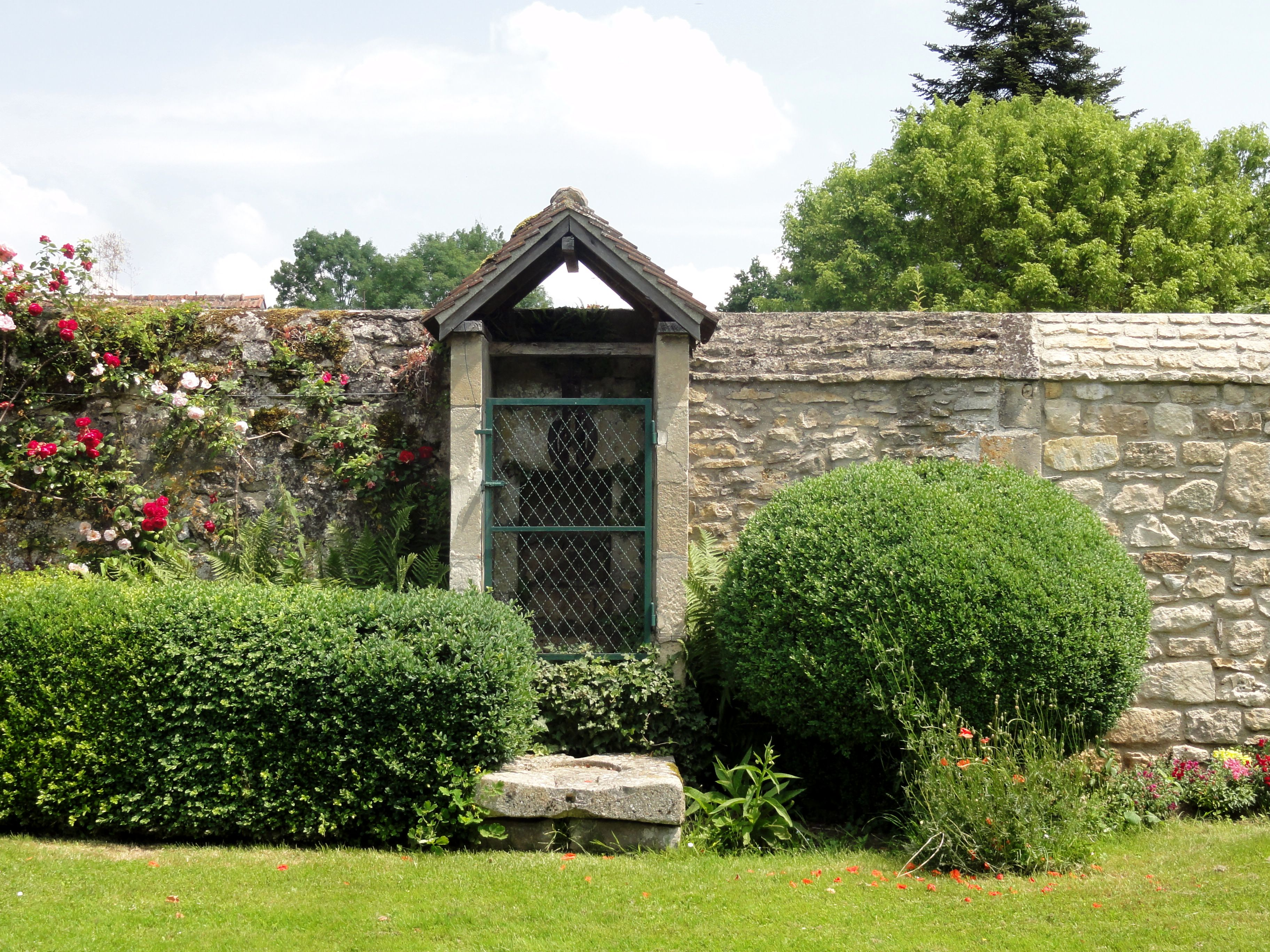
Puits de l'abbaye.
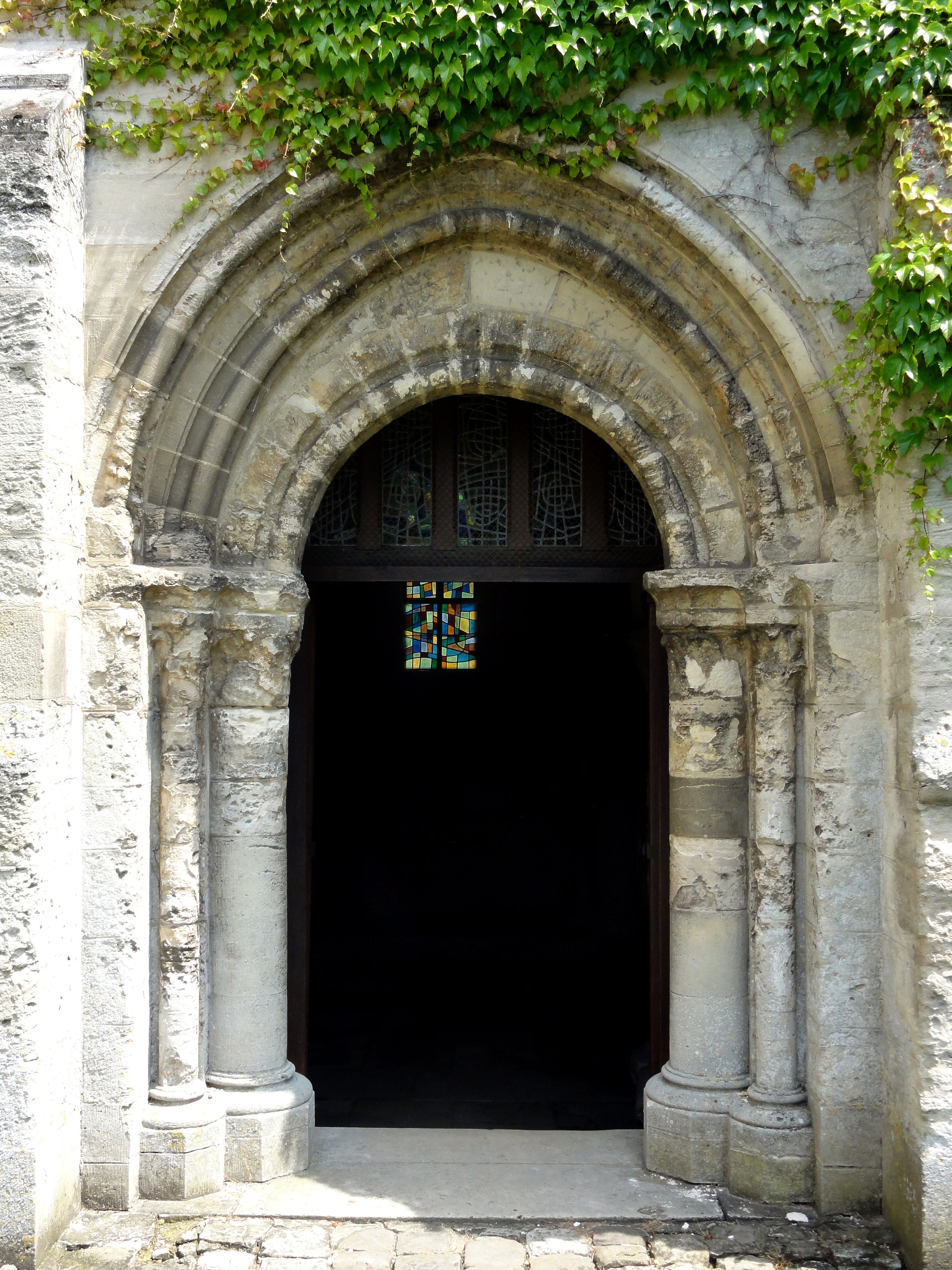
Portail de la salle capitulaire.
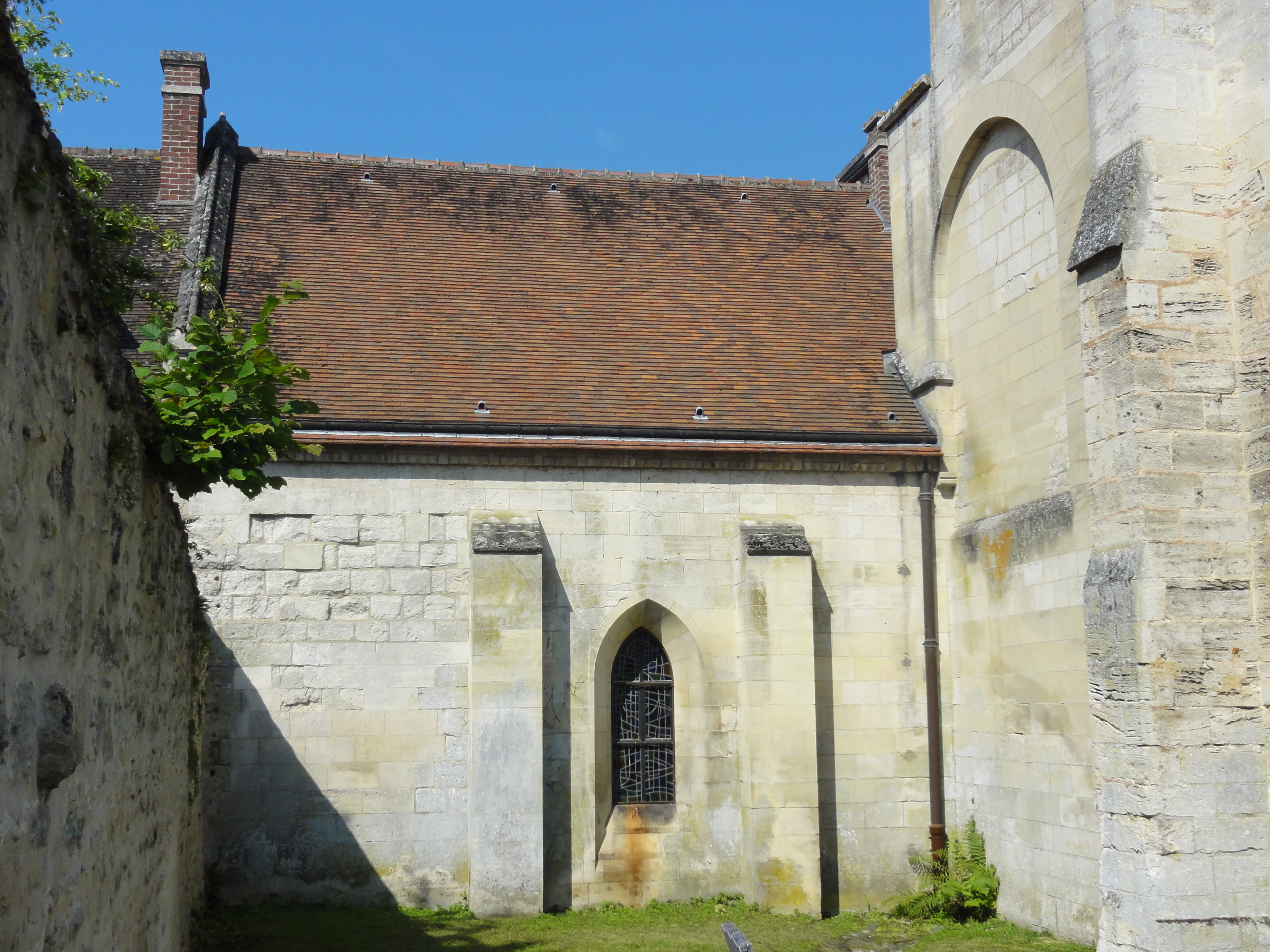
Mur oriental de la salle.

## Mobilier
L'église n'est pas très riche en mobilier, ce qui convient à l'austérité monastique qu'exige ce type de lieu, et la qualité de l'architecture la fait largement suffire à elle-même. Les seuls éléments du mobilier classés monument historique font en quelque sorte partie de cette architecture, car il s'agit des vitraux du chœur. Ils sont aussi anciens que l'église elle-même et peuvent être datés de 1230 environ. Le vitrail d'axe du chevet, qui est l'unique vitrail polychrome de l'église, illustre la Passion et la Résurrection du Christ en vingt-cinq médaillons regroupés cinq par cinq, avec quatre panneaux disposés en carré et un panneau quadrilobée s'y superposant au centre. L'ensemble mesure 7,60 m de haut et 1,30 m de large. Tous les panneaux ont été largement restaurés en 1868, mais tous sauf un sont authentiques : la scène du Portement de Croix en bas à droite du deuxième registre a dû être refaite. Les deux autres vitraux du triplet du chevet sont constitués de simple verre blanc. C'est sur les deux flancs du chœur que l'on trouve les quatre autres vitraux classés de l'église, qui sont tous en grisaille. Plus étroits que les vitraux du chevet, ils mesurent exactement 1,00 m de large. Le décor est purement ornemental et constitué de cercles, losanges, entrelacs et feuilles. Aucun des quatre vitraux n'est plus complet. Les registres supérieurs manquaient pendant longtemps et n'ont été reconstitués que récemment. En fonction des vitraux, les registres subsistant de 1230 atteignent une hauteur variant entre 1,50 m et 3,50 m. Les vitraux ont été déposés en 1944, puis restaurés après 1955 par Jean-Jacques Grüber.
Ces vitraux sont classés au titre immeuble avec l'église. Il en va de même d'un monument funéraire devant le croisillon nord, qui s'apparente à un enfeu et qui est connu comme le « tombeau gothique ». Il s'agit d'une niche en cintre brisé, flanquée par deux colonnettes à chapiteaux, et recouverte par un toit en pierre à deux rampants. Un fleuron côtelé couronne le gâble, dont les deux extrémités inférieures présentent des spirales. Le fleuron est datable du dernier quart du XIIIe siècle tout comme les chapiteaux, mais ils ont été refaits à l'époque moderne. Le tombeau proprement dit occupe toute la niche dans sa partie inférieure. Sa face est décorée de quatre formes quadrilobées en bas-relief, qui contiennent chacun un losange superposé à un carré, arborant un motif floral. L'intrados de la niche conserve les traces d'un décor peint de fleurs à quatre pétales, inscrites dans un treillis losangé. L'on ignore l'identité de la personne inhumée. Pourtant, le tombeau a été exhumé le 14 juillet 1817, mais le compte-rendu reste introuvable. L'on rapporte toutefois que le squelette semblait avoir appartenu à une femme d'une quarantaine d'années. La tradition locale voudrait qu'il s'agisse d'Agathe de Pierrefonds, pourtant morte au début du XIIIe siècle,.

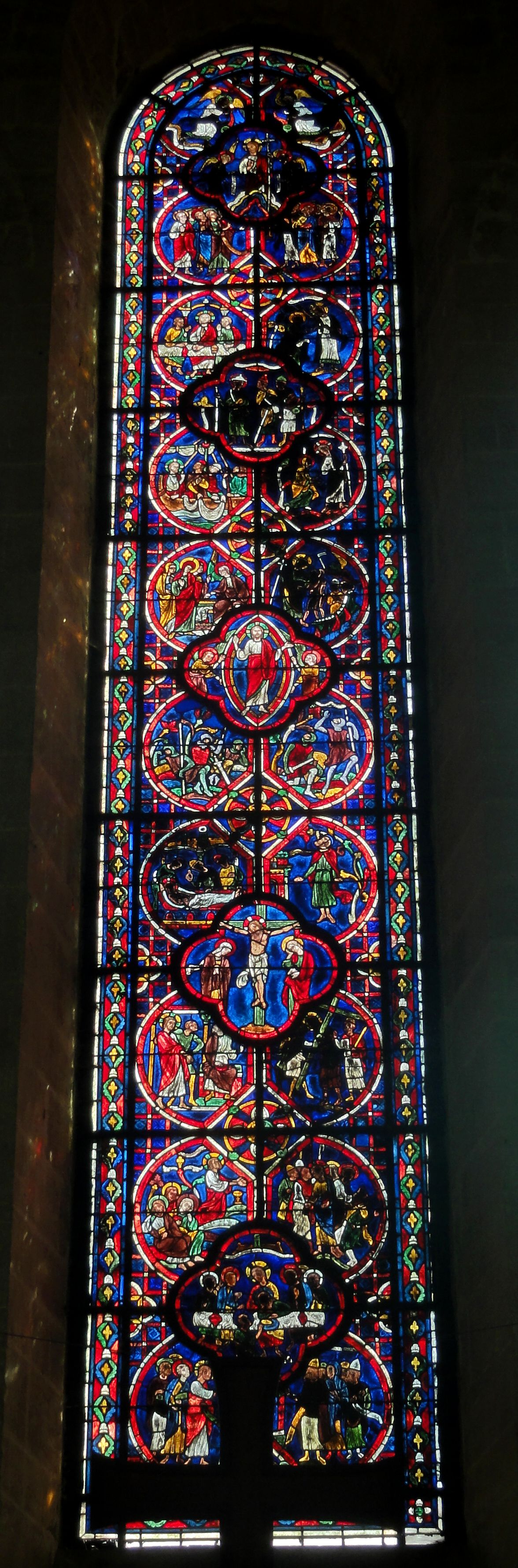
Vitrail de la Passion.
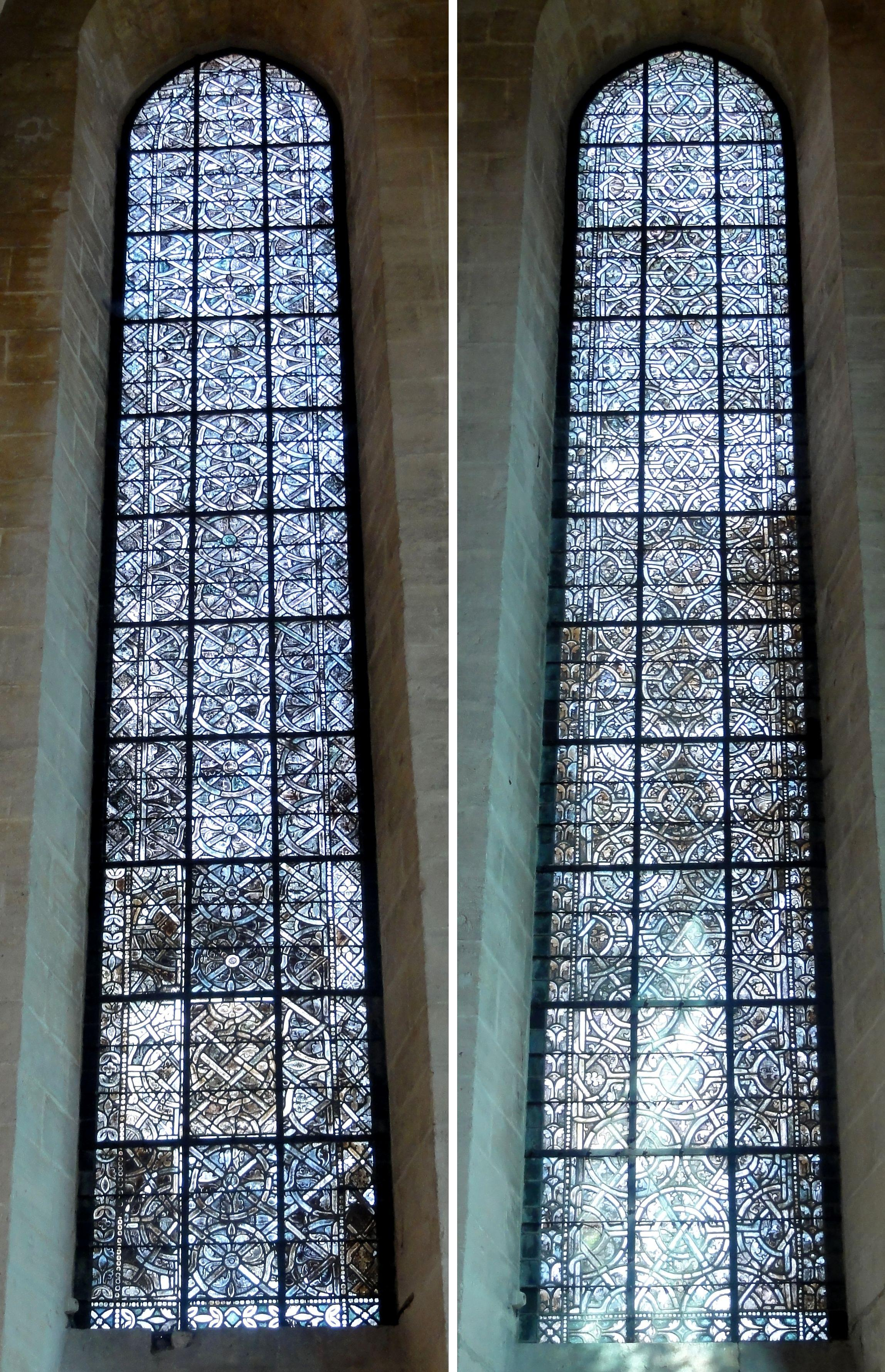
Vitraux au nord du chœur.
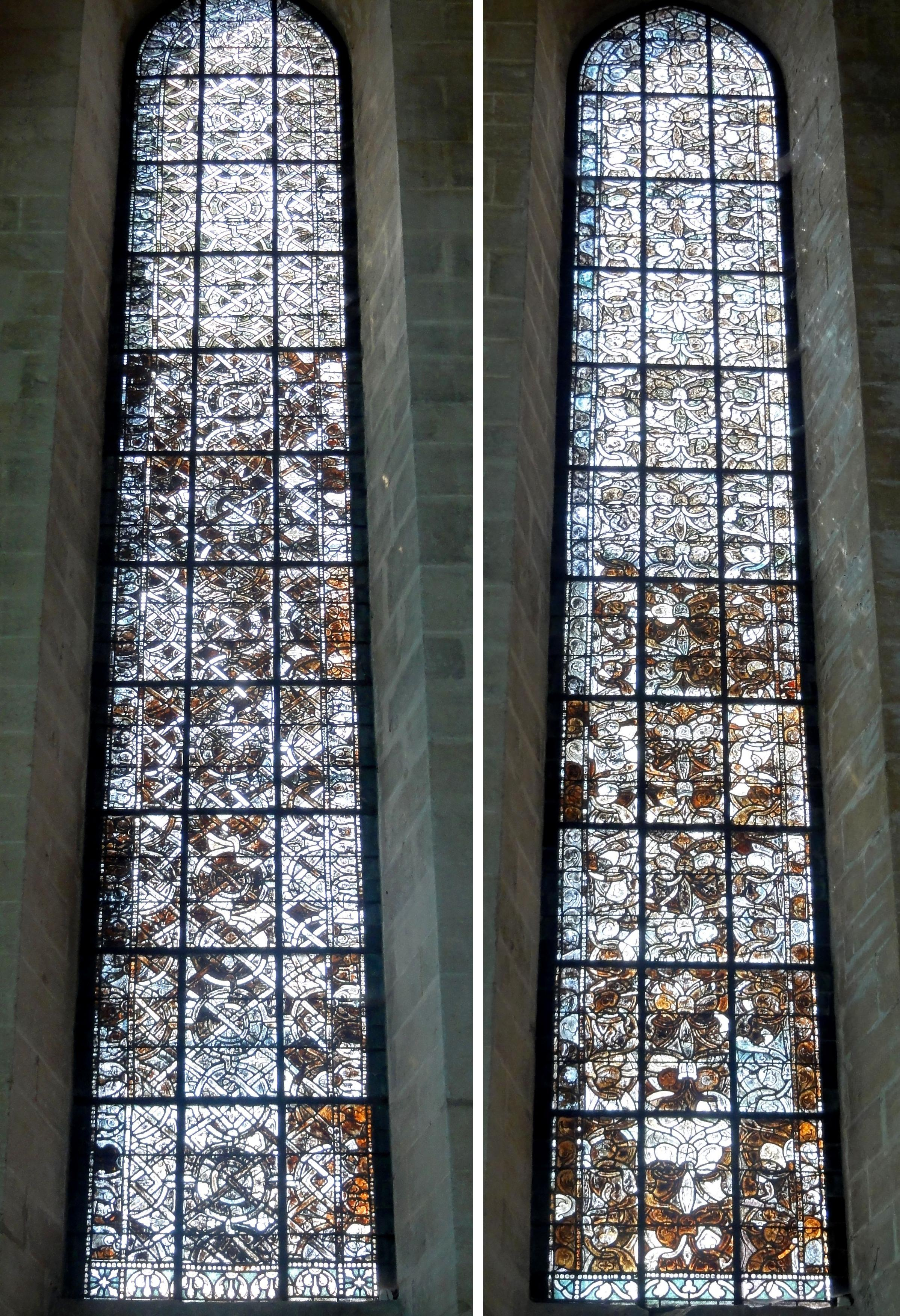
Vitraux au sud du chœur.
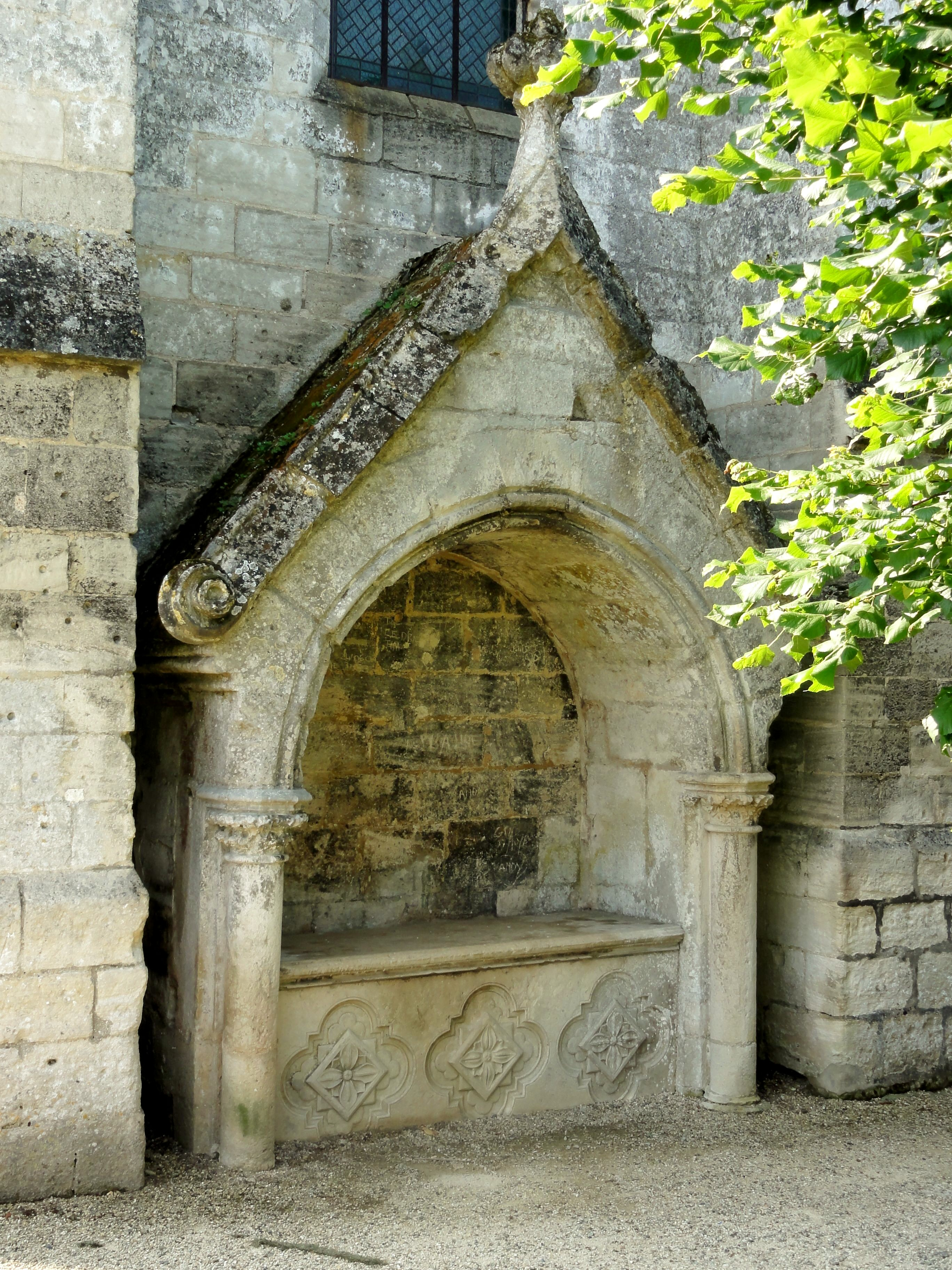
Tombeau gothique.

## Visite
L'église abbatiale Notre-Dame et Saint-Jean-Baptiste est depuis 1761 l'église paroissiale de Saint-Jean-aux-Bois, village né une cinquantaine d'années auparavant grâce aux chanoines génovéfains, qui commençaient à louer des maisons pour assurer des revenus à leur prieuré. Depuis la mort du chanoine Jean Coulaud, curé de Saint-Jean-aux-Bois de 1941 à 1995, il n'y a plus de prêtre résident, et le village est affilié à la « paroisse des Seize Bienheureuses Carmélites de Compiègne ». Des messes sont célébrées le quatrième dimanche du mois à 11 h, sauf en juillet et août. La mairie assure l'ouverture de l'église tous les jours, sauf le mardi, de 10 h 00 à 16 h 00. Pendant ces mêmes heures, la salle capitulaire peut être visitée gratuitement.